# Línia Maginot
La línia Maginot, anomenada així en honor del ministre de Guerra francès André Maginot, és una línia de fortificacions construïda per França al llarg de les seves fronteres amb Bèlgica, Luxemburg, Alemanya, Suïssa i Itàlia, entre 1928 i 1940.
Com a resposta a l'experiència francesa en la Primera Guerra Mundial, la línia Maginot es va construir abans de l'inici de la Segona Guerra Mundial, després que la Conferència Locarno donés lloc a un «esperit de Locarno» fantàstic i optimista. Els experts militars francesos van exaltar a la línia com una obra de «genialisme» que dissuadiria l'agressió alemanya, ja que retardaria una força invasora prou temps perquè les tropes franceses es poguessin mobilitzar i contraatacar a través de Bèlgica.
A vegades, el terme «Línia Maginot» es refereix a tot el sistema, però més sovint s'utilitza per a les defenses contra Alemanya (és a dir, les del teatre d'operacions nord-est), mentre que les defenses contra Itàlia a vegades es coneixen com la «Línia alpina» (al teatre d'operacions sud-est). A aquests dos grups s'afegeixen les fortificacions de Còrsega (Organització defensiva de Còrsega), Tunísia (Línia Mareth), i Île-de-France (Línia Chauvineau).
La línia Maginot era impermeable a la majoria de les formes d'atac, inclosos els bombardeigs aeris i el foc del tanc, i tenia ferrocarrils subterranis com a suport; també oferia unes bones condicions de vida a les tropes guarnides, amb aire condicionat i menjadors per a la seva comoditat. Al llarg de la frontera francoalemanya, la línia consistia en un obstacle de filferro d'arç pràcticament continu, defensat per un tir creuat de metralladores i la cobertura del foc de l'artilleria, tot protegit per fortificacions amb capes gruixudes de formigó armat i blindatge.
La missió d'aquestes fortificacions era originalment protegir el territori francès d'un atac sobtat, deixant temps perquè l'exèrcit completés la mobilització. No obstant això, va resultar estratègicament ineficaç durant la batalla de França; encara que es va utilitzar durant els combats de maig i juny de 1940, aquestes fortificacions no van impedir la derrota francesa, fins al punt que l'expressió «Línia Maginot» es va convertir en sinònim d'una defensa que es considera inviolable però que es revela ineficaç. En lloc d'atacar directament, els alemanys van envair els Països Baixos i Bèlgica, traspassant la línia pel nord. Els oficials francesos i britànics ja havien previst això en el pla Dyle; quan Alemanya va envair els Països Baixos i Bèlgica, van dur a terme plans per formar un front agressiu per tallar l'avanç alemany en Bèlgica i connectar-lo amb la línia Maginot. No obstant això, la línia francesa era feble a prop del bosc de les Ardenes, regió amb un terreny accidentat que es va considerar improbable que els alemanys el poguessin travessar. L'exèrcit alemany va aprofitar aquest punt feble per dividir el front defensiu franc-britànic. Les forces aliades al nord es van veure obligades a evacuar a Dunkerque, deixant les forces al sud incapaces de muntar una resistència efectiva a la invasió alemanya de França.
Reutilitzada parcialment durant l'ocupació alemanya, especialment durant la lluita de 1944-1945, es van rehabilitar diverses fortificacions després de la guerra en el context de l'inici de la guerra freda. Actualment, la part principal de la línia ha quedat abandonada, però alguns elements han sigut conservats per les associacions.

## Denominació
La línia deu el seu nom a André Maginot, ministre de la Guerra francès del 3 de novembre de 1929 fins al 17 de febrer de 1930, que va obtenir el vot el desembre de 1929 de la llei que permetia finançar les regions fortificades.

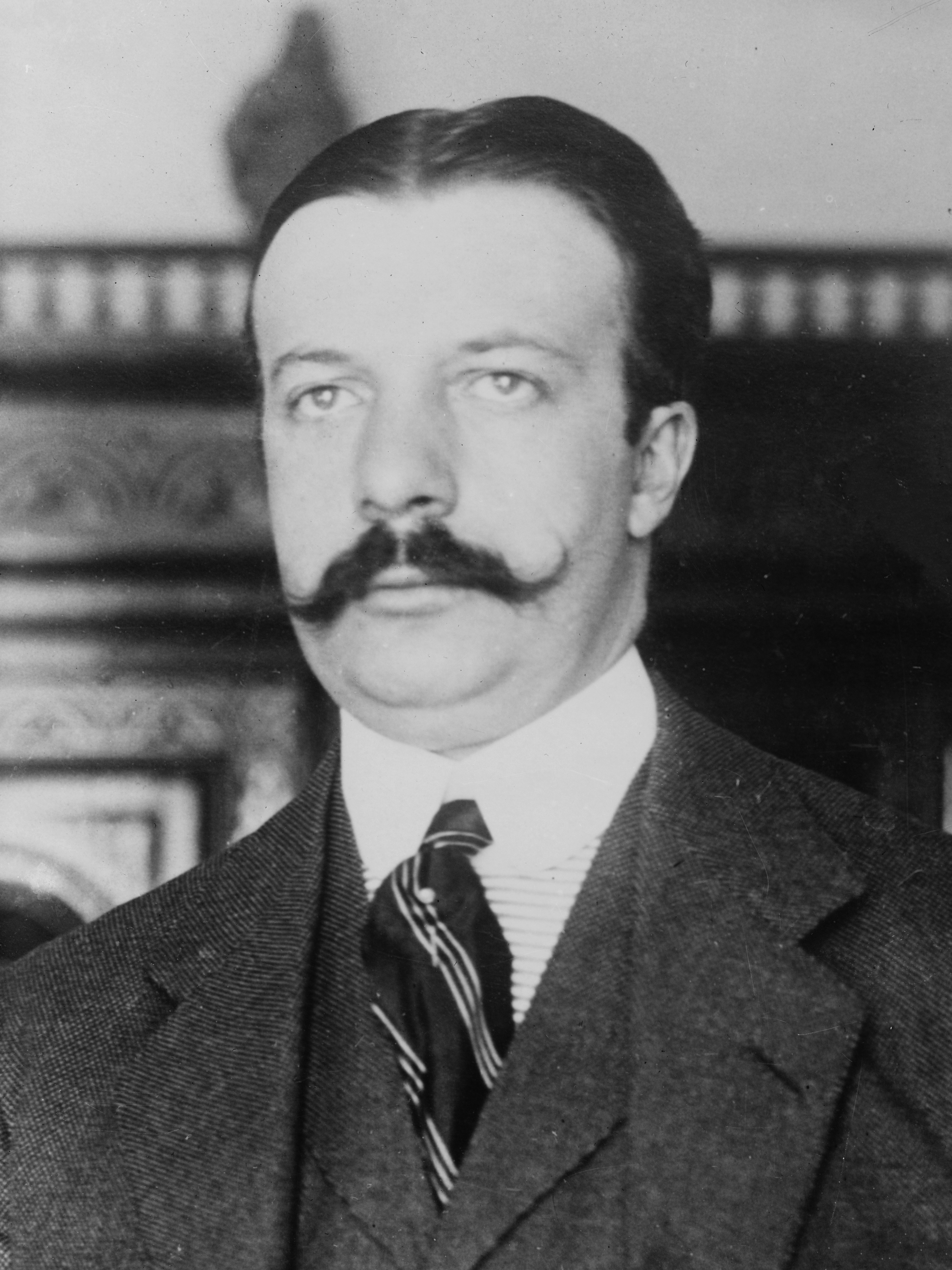
André Maginot, Ministre de la Guerra en el moment de la votació dels crèdits necessaris per a les fortificacions
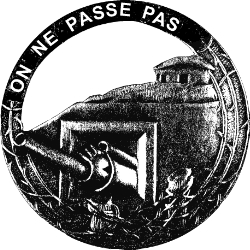
Emblema de les unitats de la línia Maginot, que representa un canó que surt d'una tronera, per sota d'una torreta, tot coronat amb el lema «No es passa» heretat de la Primera Guerra Mundial

Per a l'exèrcit francès de l'època, la designació oficial era «fortificació permanent» o «regions fortificades». El terme «Línea Maginot» es va originar a la premsa, on va començar a utilitzar-se a partir de 1935, assumit pel ministre de la Guerra Jean Fabry l'agost de 1935 en la inauguració del monument Maginot prop de Verdun.

## Arquitectura

### Estructura general
La línia Maginot és un dispositiu complex que s'escalona en profunditat en diferents nivells des de la frontera.
La línia no es va dissenyar de manera homogènia i, en general, la implementació no es va fer segons els projectes originals per raons bàsicament pressupostàries. En les parts més coherents amb els projectes inicials (en particular, el sector de Thionville), hi havia quatre parts diferenciades:
- la «línia de posts avançats», destinada sobretot a detectar un atac sobtat i retardar-lo durant un temps mitjançant dispositius planificats (camins minats, barreres, etc.) per permetre a la línia principal de resistència tenir més temps per a ficar-se en estat d'alerta.
- la «línia principal de resistència» es troba a uns dos quilòmetres darrere dels posts avançats i estava escombrada per una línia de tir de les metralladores de les casamates i la cobertura del foc d'artilleria dels gros ouvrages. Es va materialitzar mitjançant una doble xarxa de filferro d'arç i rails antitancs al llarg de la frontera, gairebé de forma contínua des del Mar del Nord fins a Suïssa.

La xarxa de filferro d'arç era de 12,5 metres d'amplada i consistia en sis fileres d'estaques en forma de cua de porc d'un metre d'alçada, que suportaven el filferro formant ones, amb ganivetes afuades plantades al terra que sobresortien 20 cm per sobre del sòl. El paper de la xarxa de filferro era aturar a la infanteria atacant perquè les metralladores poguessin aniquilar-la.
La xarxa de raïls es componia de seccions de raïls de tres metres enterrades verticalment i formant sis fileres de profunditat, que sobresortien entre els 60 cm fins als 1,3 m per sobre del sòl. El seu paper era detenir els vehicles assaltants per a ser destruïts pels canons antitancs.
- Els «refugis d'intervals» estaven destinats a garantir la protecció d'una part de les tropes de lluités a l'aire lliure. Són, de fet, barraques subterrànies equipades només per combatre de prop.
- La «rereguarda del front» contenia tots els equips d'assistència logística: xarxa telefònica i elèctrica, camins i vies fèrries militars de 0,60 m i vies derivades del sistema Péchot, dipòsits de municions, casernes per al descans, posts de comandament, etc.

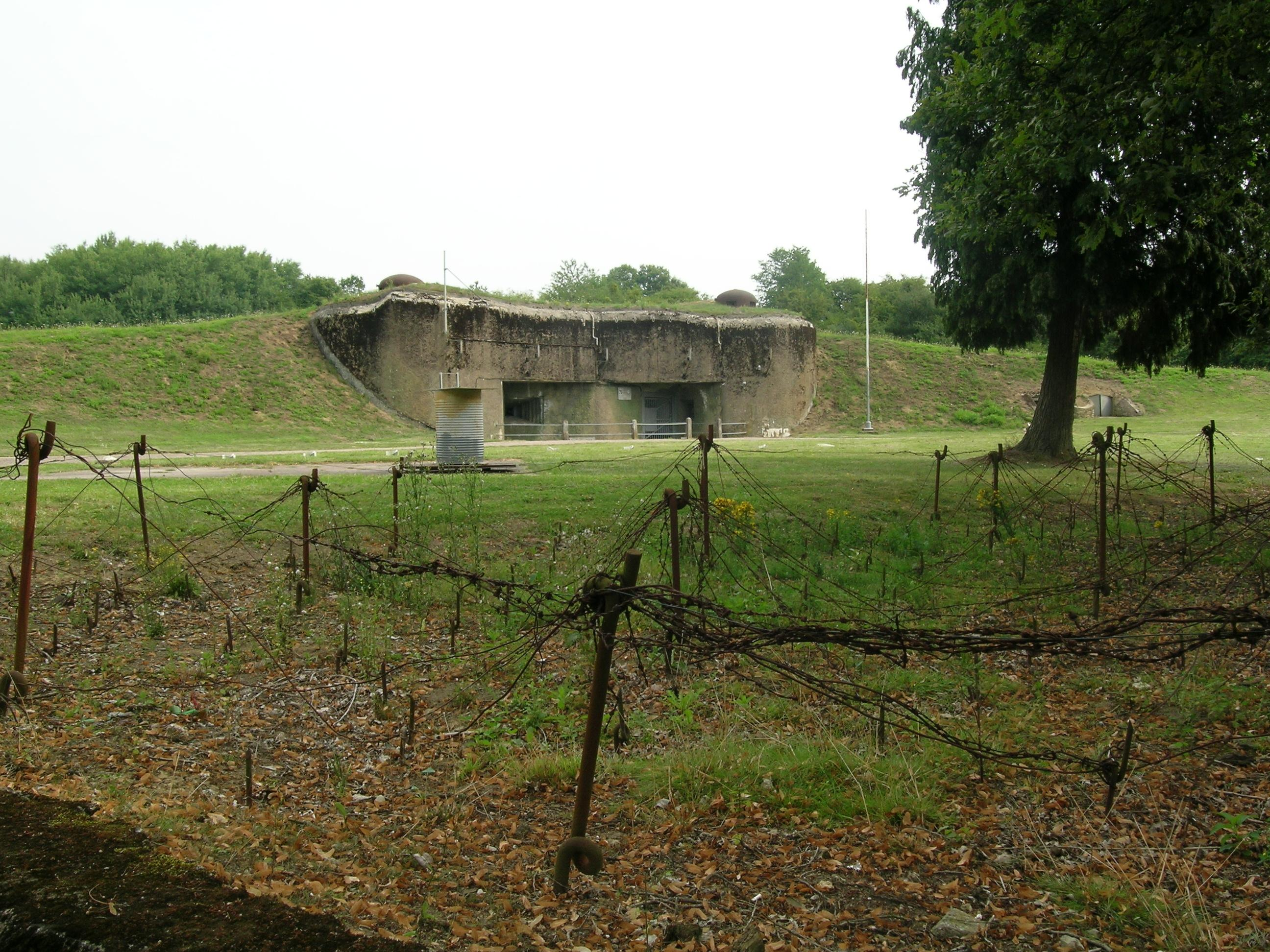
Xarxa de filferro d'arç amb ganivetes afuades plantades al terra, davant de l'entrada de l'ouvrage de l'Immerhof
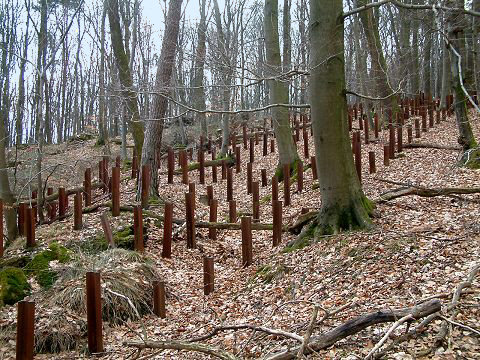
Xarxa de rails antitancs, davant de l'ouvrage de l'Hochwald

### Casamates i búnquers
La barrera de foc de metralladora es realitzava en flancs (creuant foc des dels flancs) des dels búnquers d'infanteria, teòricament construïts cada 1200 metres (el rang útil de les metralladores). L'armament principal, que consistia en metralladores bessones (una disparava mentre l'altra es refredava), es va completar a partir de 1934 amb canons antitancs (de 47 mm o 37 mm). Es van adaptar els ouvrages (estructura formada per un conjunt de blocs) a aquesta línia, amb blocs d'infanteria utilitzats com búnquers i blocs-torreta equipats amb una torreta de metralladores o amb armes mixtes (que incloïen metralladores i canó antitancs Hotchkiss 25 mm) utilitzats a les casamates.
Les casamates anomenades «casamates d'interval», per diferenciar-les de les casamates dels ouvrages, estaven disponibles en diversos models segons el terreny i la data de construcció:
- les casamates CORF, construïdes entre 1929 i 1930, tenen una o dues troneres, simples (en un sol costat) o dobles (a banda i banda);
- les casamates CORF blindades, construïdes entre 1931 i 1934, tenen una més campanes per metralladores (algunes combinen la campana JM i la ranura JM);
- les casamates CORF «nous fronts», construïdes entre 1934 i 1935, podien ser simples, dobles o blindades, a més de tenir campanes per a armes mixtes (i algunes fins i tot van rebre una torreta per a una arma mixta i un morter);
- els búnquers MOM, construïts entre 1935 i 1940, molt menys protegits i més petits, amb models molt variats: STG (Secció Tècnica d'Enginyeria), FCR (fortificació de camp reforçat), RFM (regió fortificada de Metz), RFL (regió fortificada de Lauter), 1a, 2a, 20a i 7a RM (regió militar), etc.

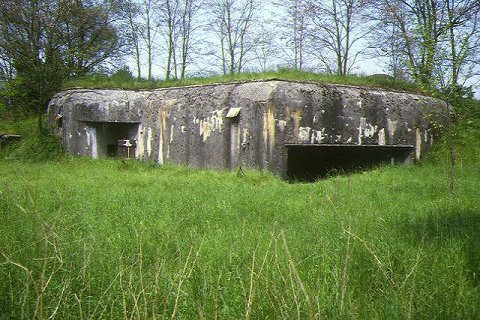
Casamata CORF simple, la casamata de Rountzenheim Sud
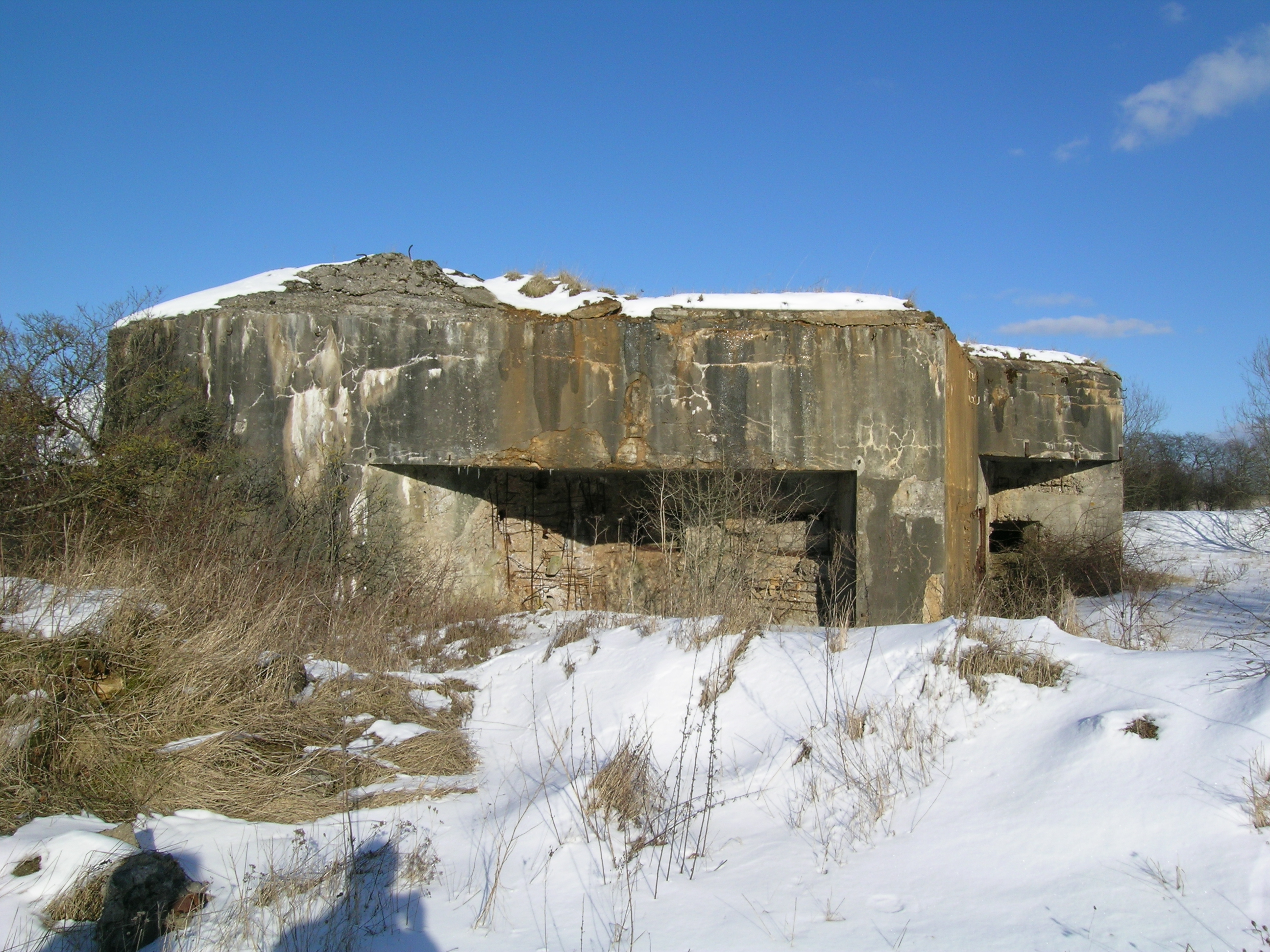
Casamata CORF simple, en Ravin-de-Crusnes
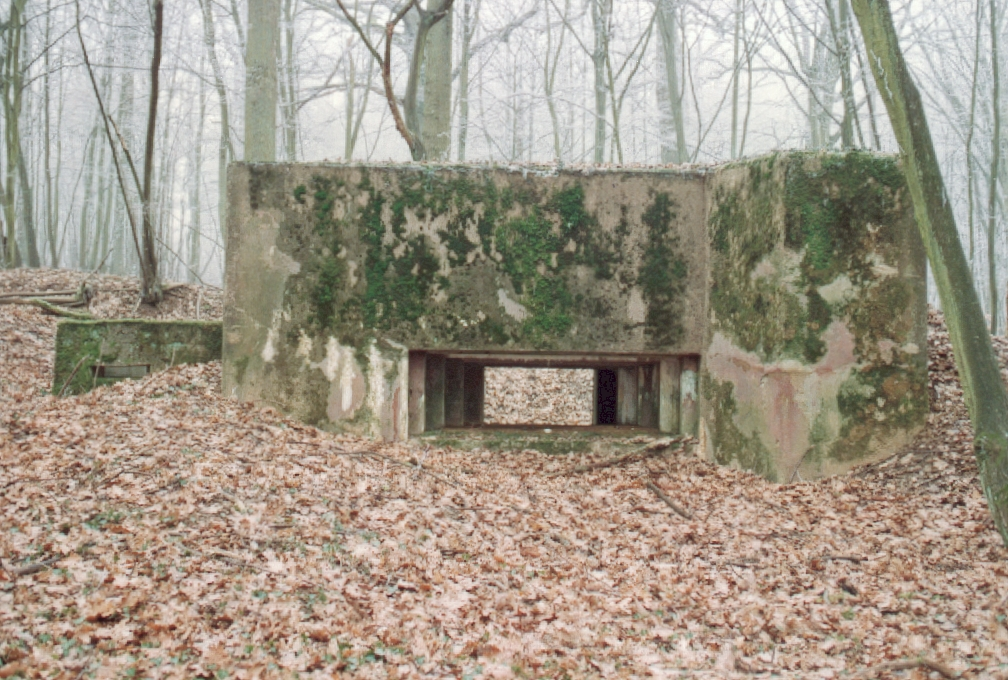
Búnquer STG en el bosc de Cattenom
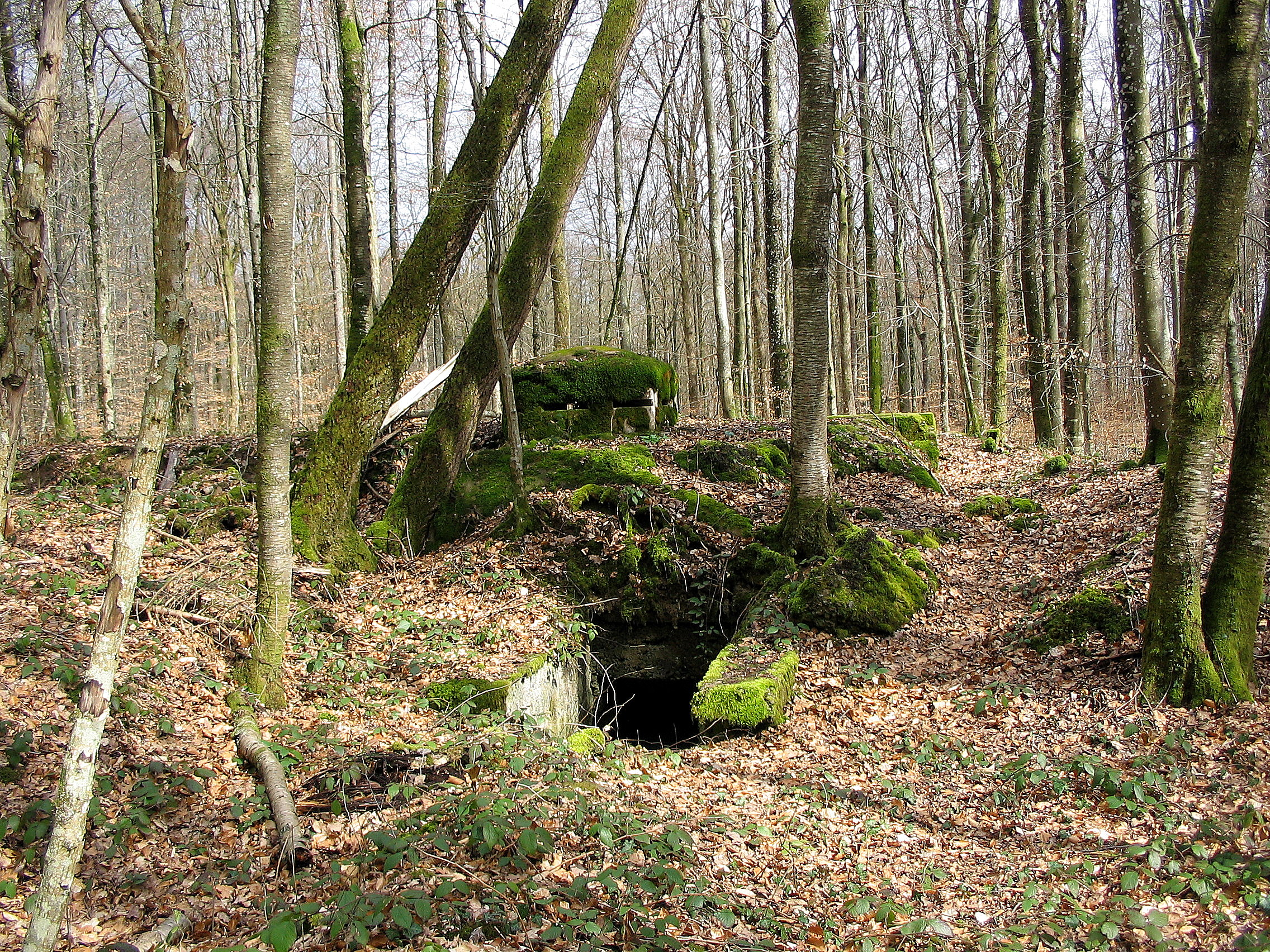
Búnquer en el bosc de Mortzwiller
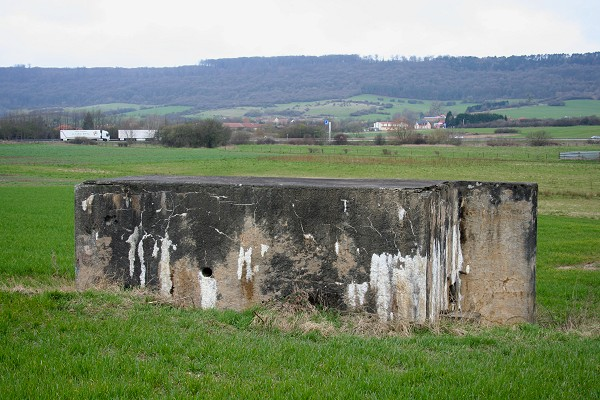
Búnquer MOM per a metralladora, prop d'Œutrange

### Blocs i entrades
Un ouvrage de la línia Maginot és un conjunt de blocs (construccions de formigó armat) a la superfície connectats per galeries subterrànies. El nombre d'aquests blocs i, per tant, la mida de cada obra depèn de la seva missió, el terreny i dels diners disponibles per a la construcció.
En general, hi ha blocs destinats a ser utilitzats com a punts d'entrada de la tropa (denominats «entrada d'homes»), o per a municions i material («entrada de municions»). De vegades aquests dos blocs s'agrupen en un («entrada mixta») per raons pràctiques (especialment per als ouvrages de muntanya) o per a petits ouvrages sense artilleria (en aquest cas l'entrada de municions no és útil).
Aquestes entrades permeten accedir a la xarxa de galeries subterrànies que connecten els diferents elements de l'ouvrage. De fet, els ouvrages Maginot estan enterrats, generalment a 30 metres de profunditat, per tal d'estar prou protegits i ser tan invisibles com sigui possible. Tan sols els blocs d'entrada i els blocs de combat són visibles des de l'exterior d'un ouvrage. Les entrades als ouvrages sempre es troben a la part ben posterior dels blocs actius, de vegades diversos quilòmetres per als ouvrages simples. D'aquesta manera, un ouvrage pot tenir diversos quilòmetres de galeries (uns deu per als més grans), però tot depèn del lloc geogràfic. En aquest cas, els trens de via estreta amb tracció elèctrica permetien transportar el material i municions als blocs de combat.

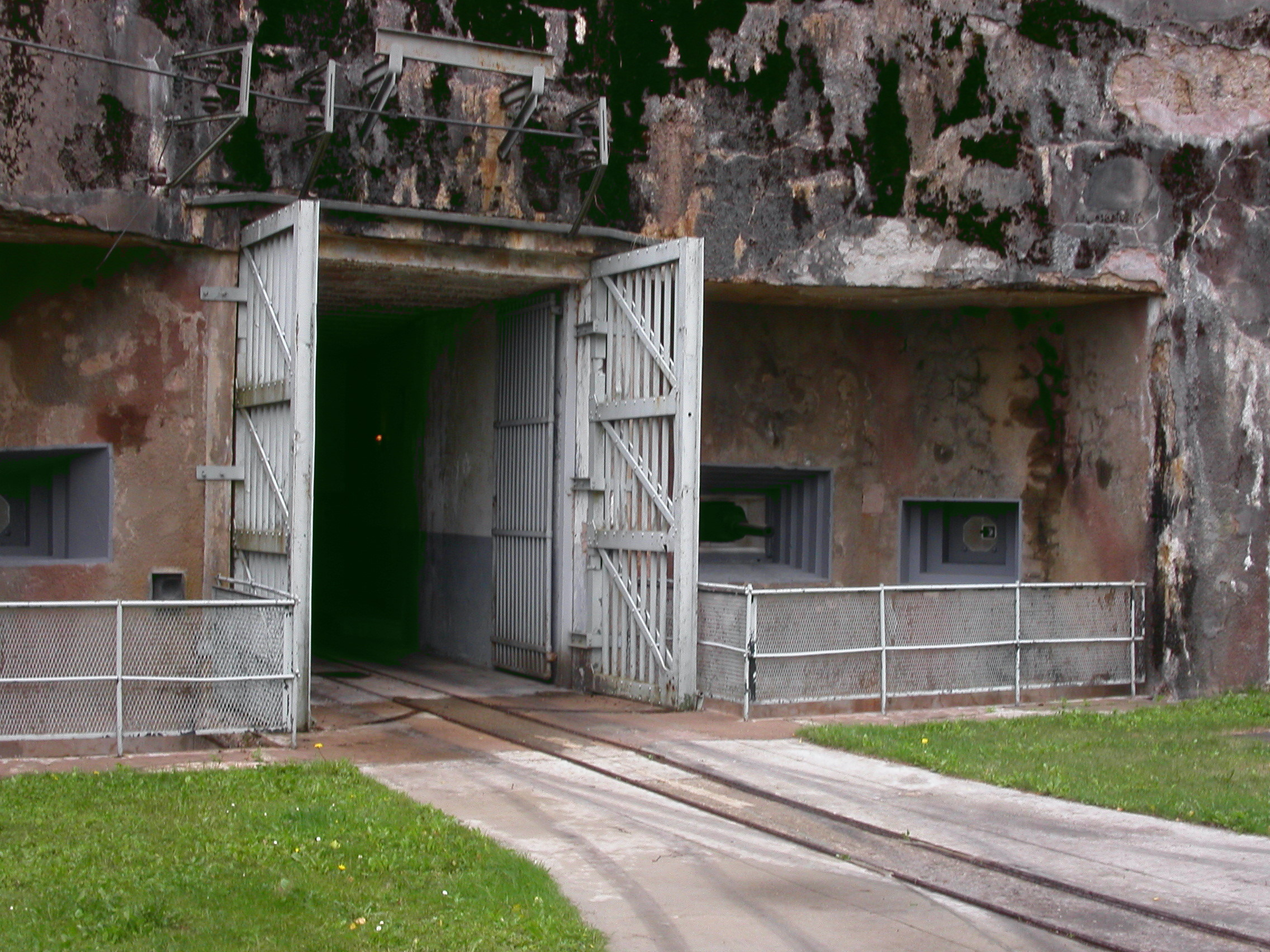
Entrada de municions
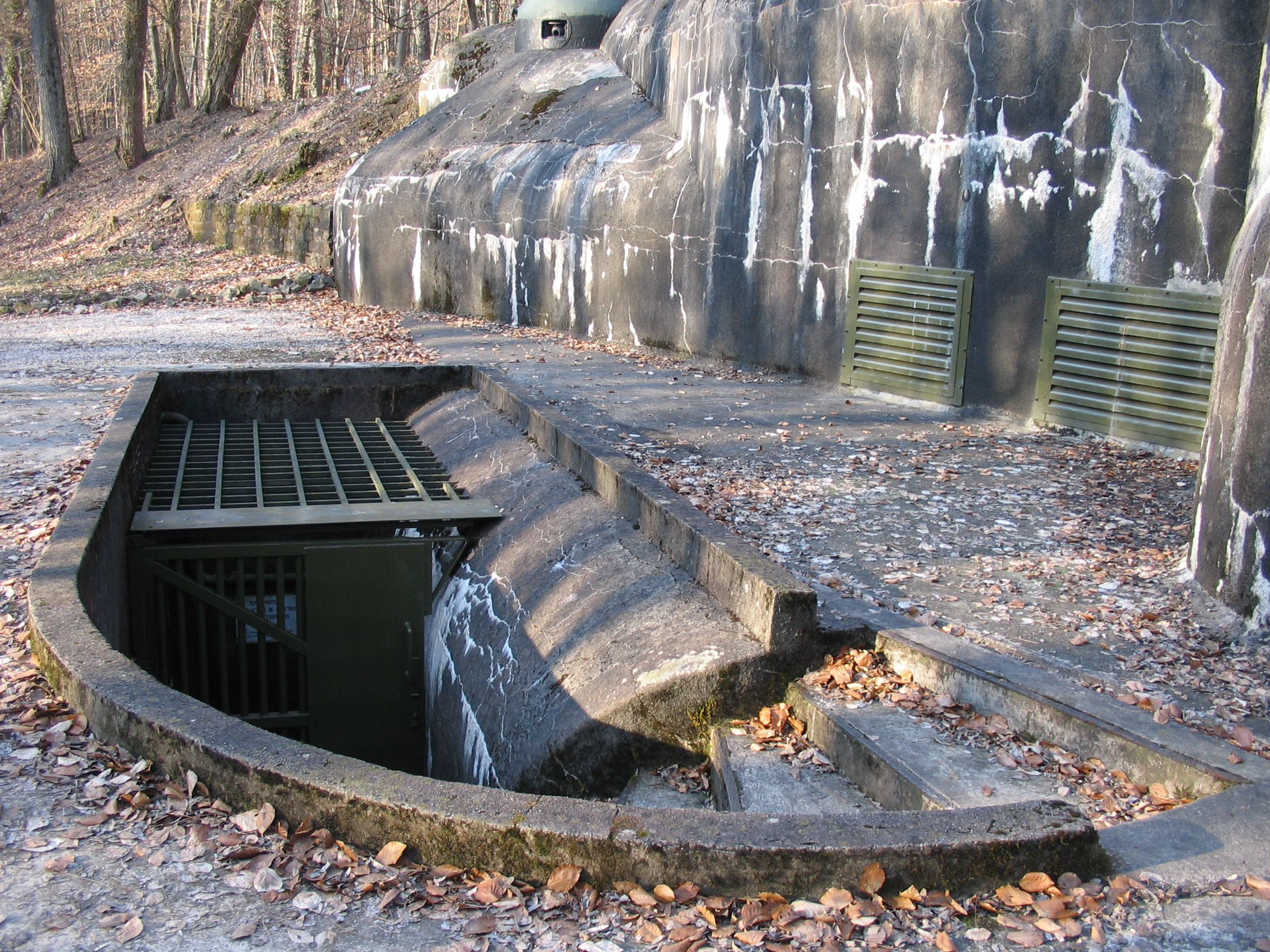
Entrada d'homes
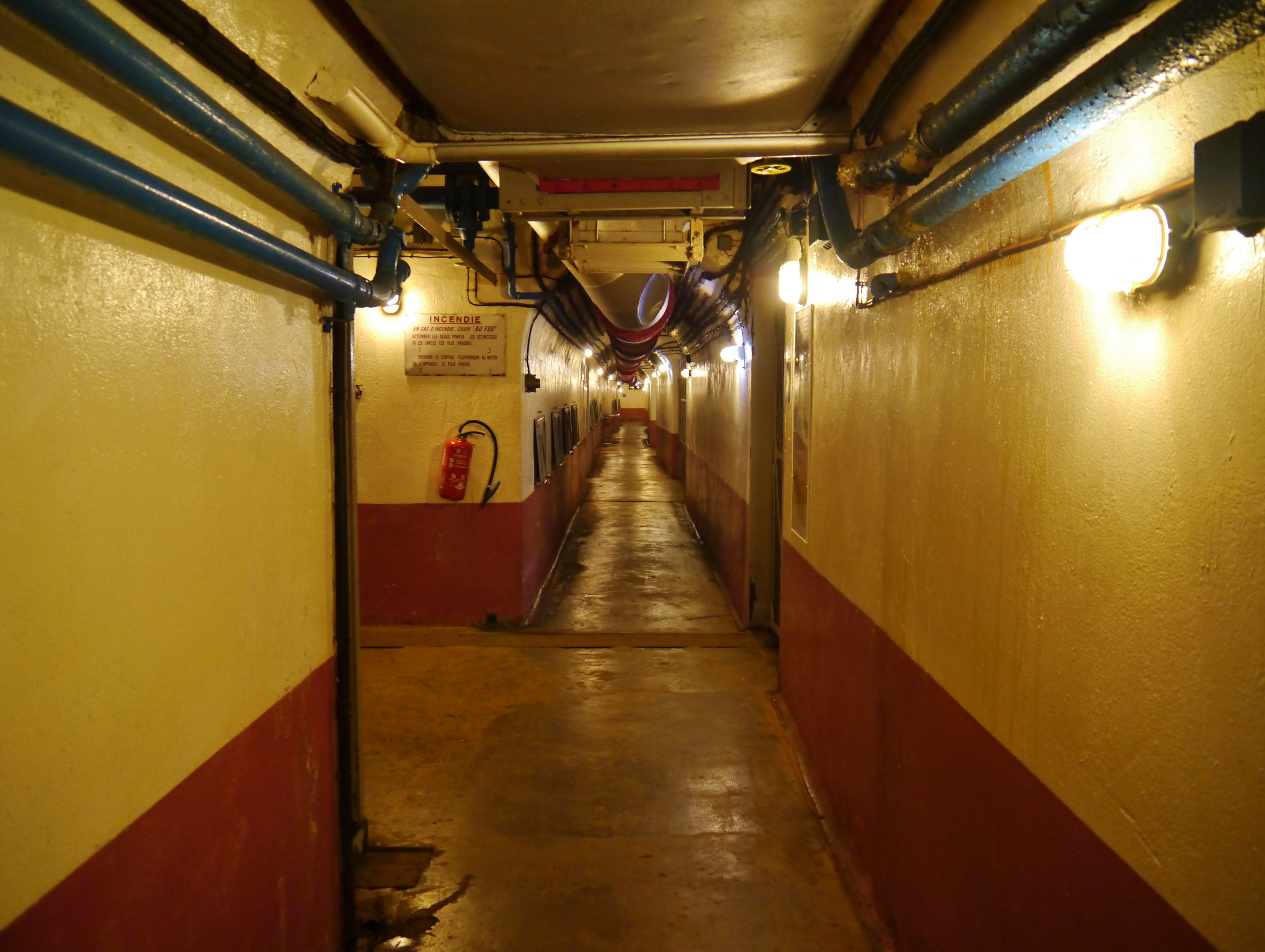
Passadís
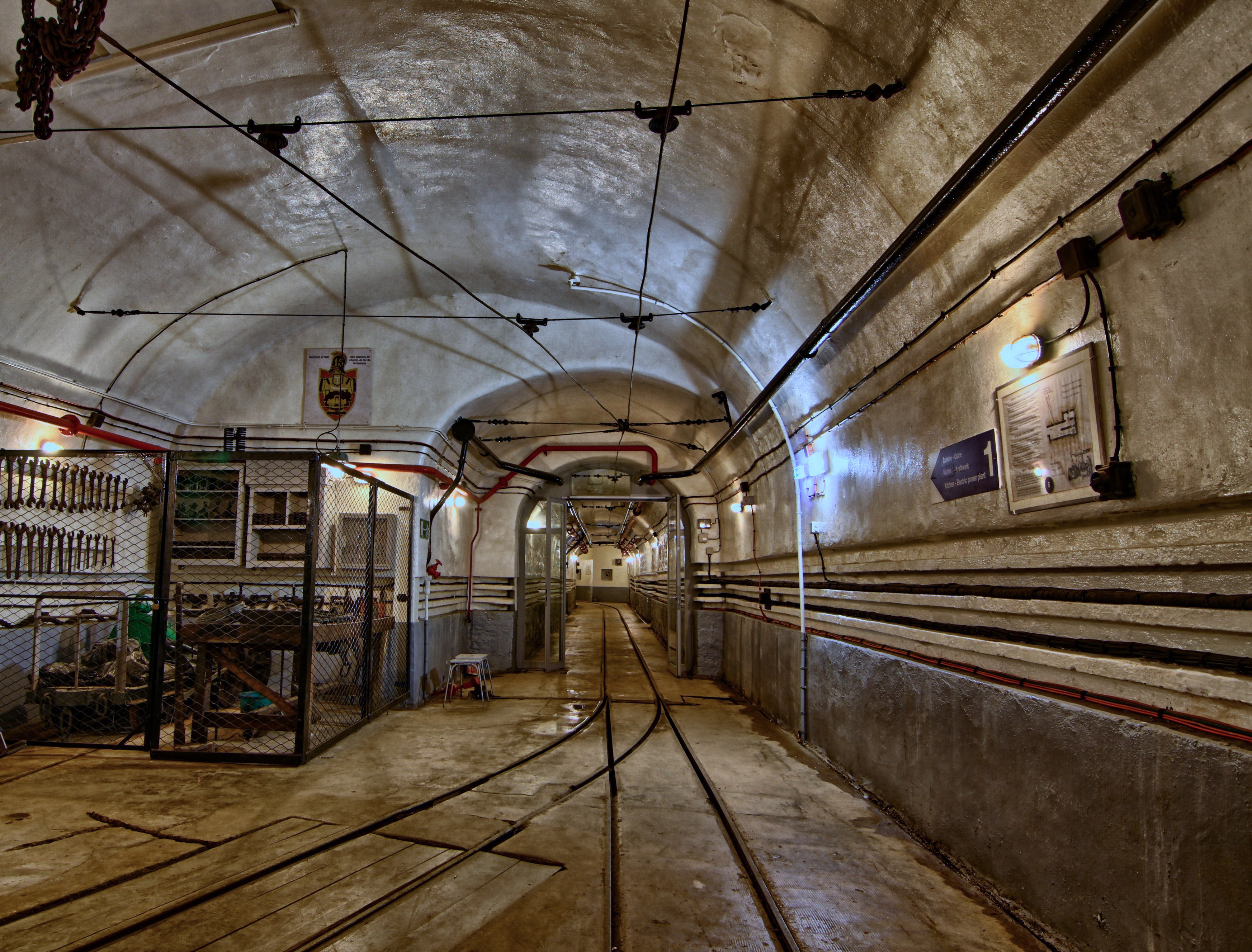
Galeria
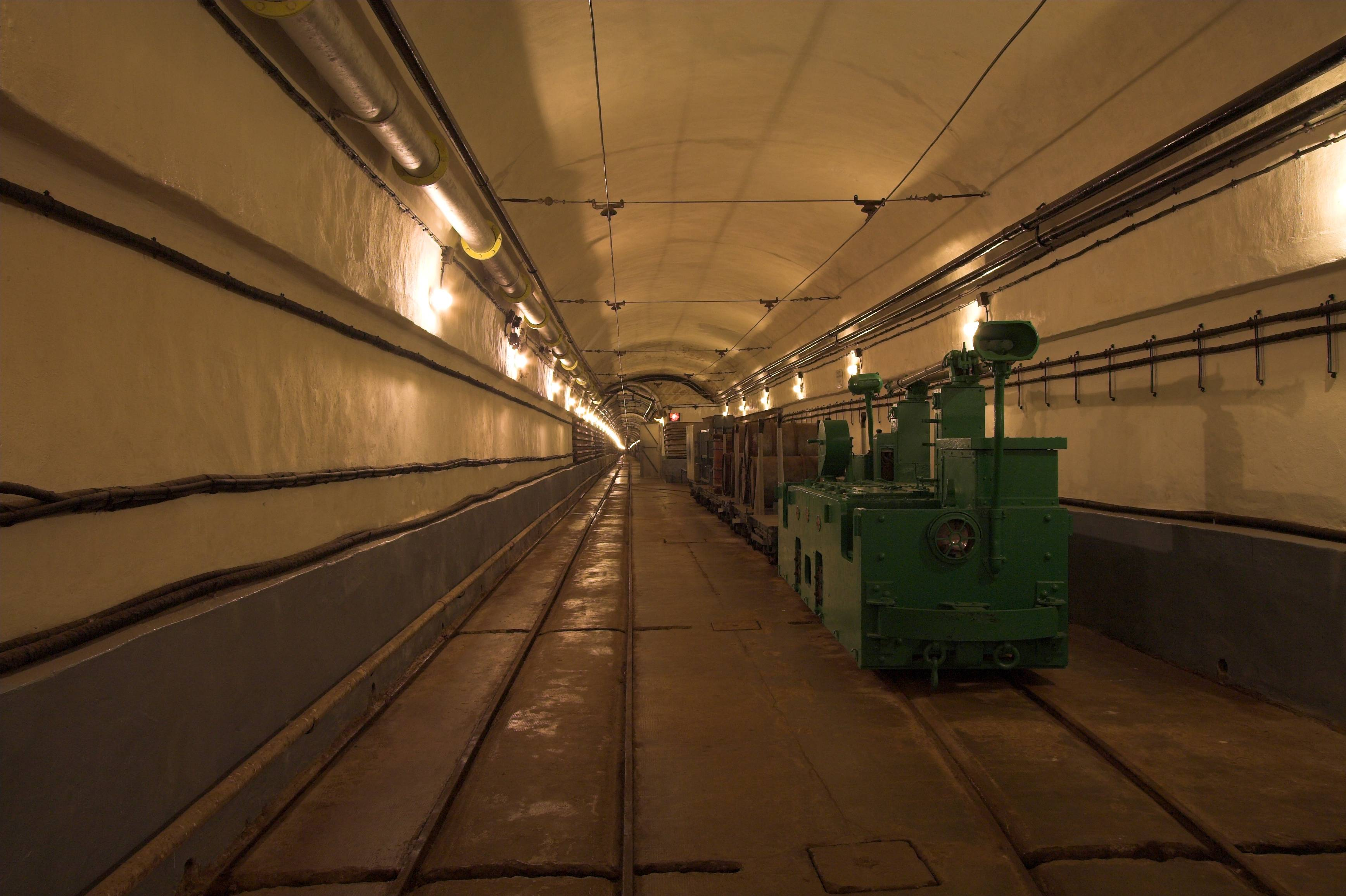
Estació i ferrocarril elèctric

### Galeries subterrànies
Sota terra es poden trobar casernes amb habitacions per a la tropa, una cuina, una infermeria que a vegades tenia un bloc quirúrgic, una sala de filtres (amb filtres d'aire per al cas d'un atac amb gas), una central elèctrica amb fins a quatre generadors (tot dins de l'ouvrage funcionava amb electricitat), dipòsits d'aigua, dipòsits de combustible i de vegades un magatzem principal de municions (conegut com el magatzem M1). Tots aquests òrgans estan a prop de les entrades a l'estructura i estan connectats per la galeria als blocs de combat.

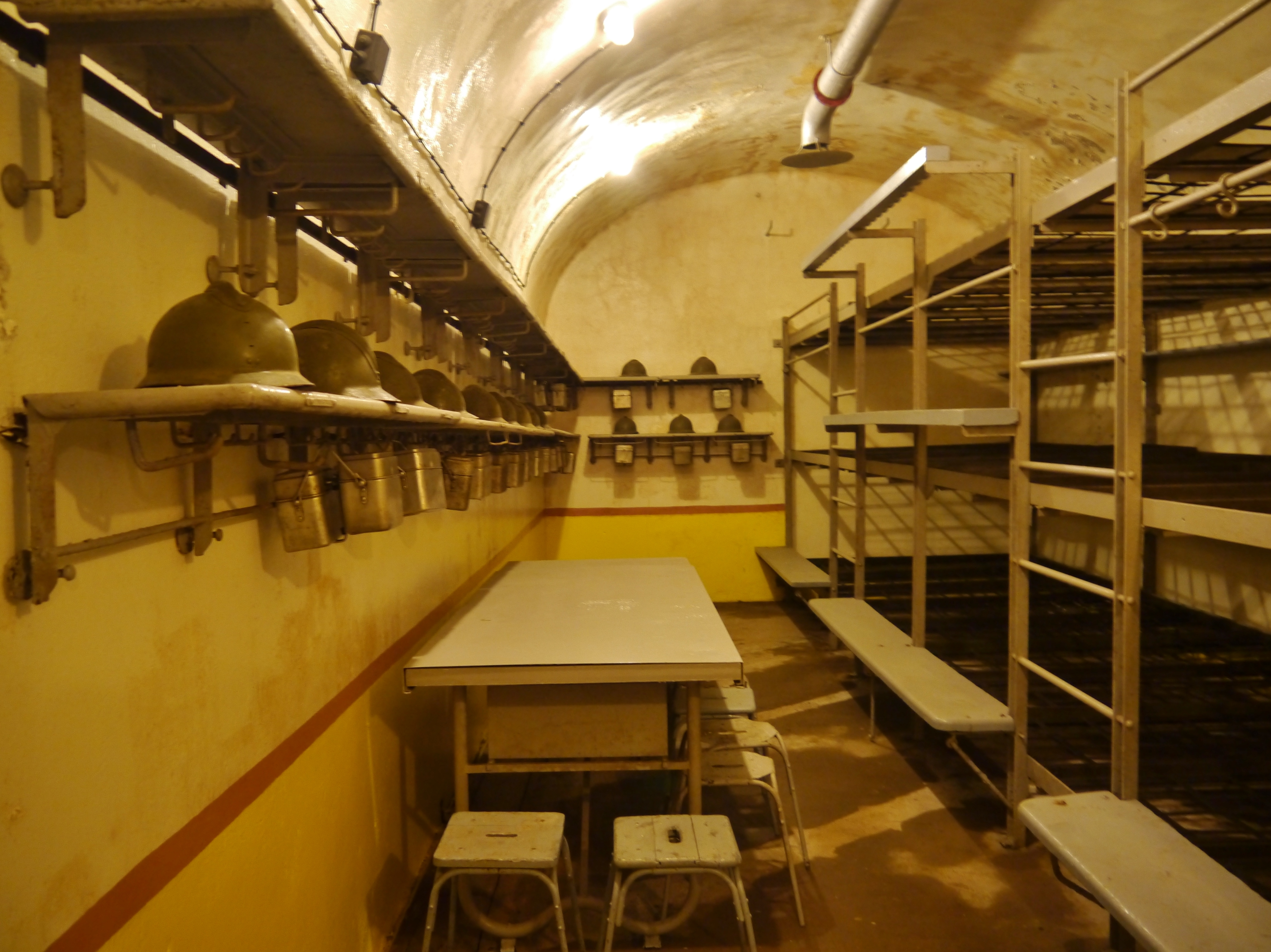
Habitació per a la tropa
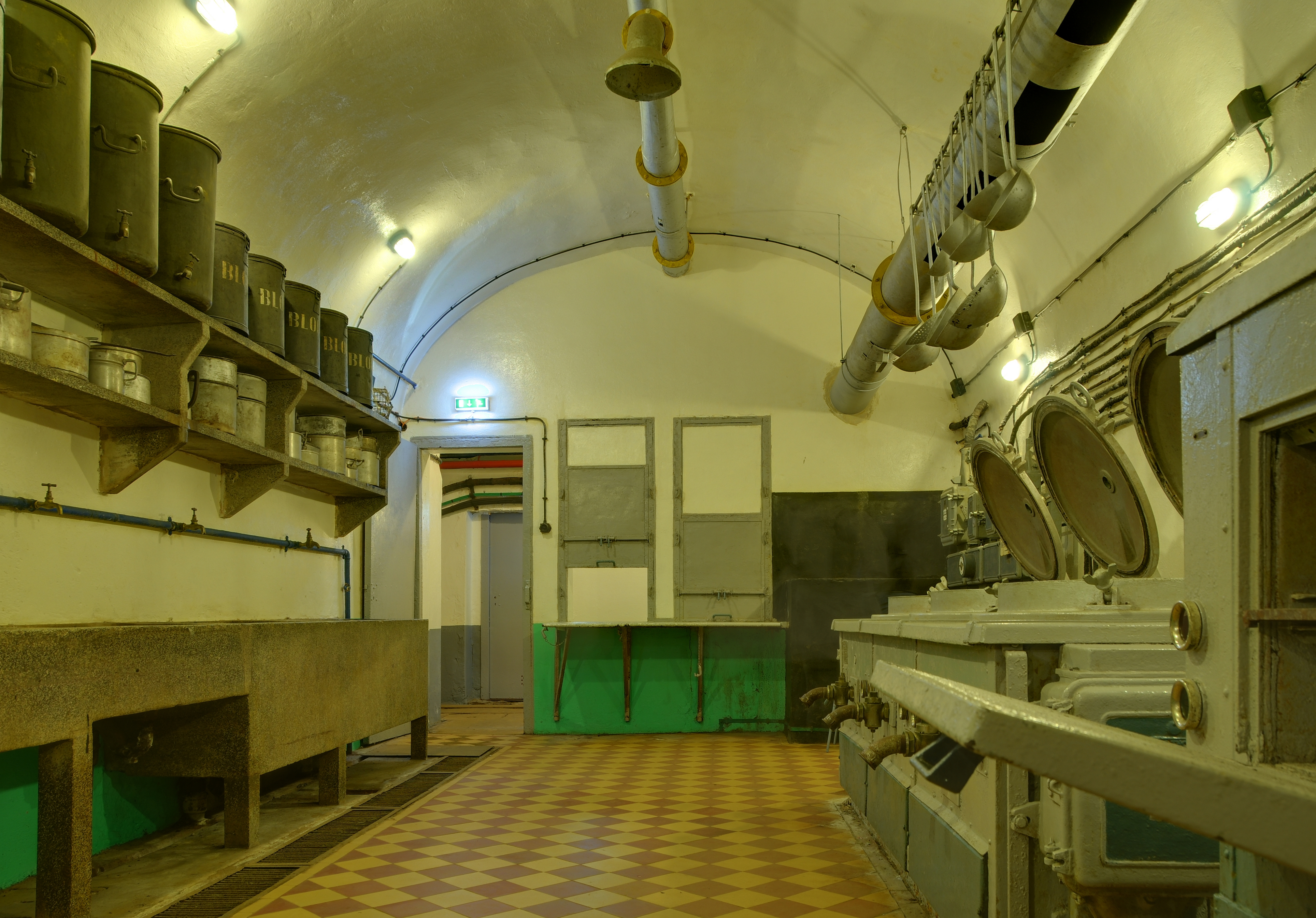
Cuina
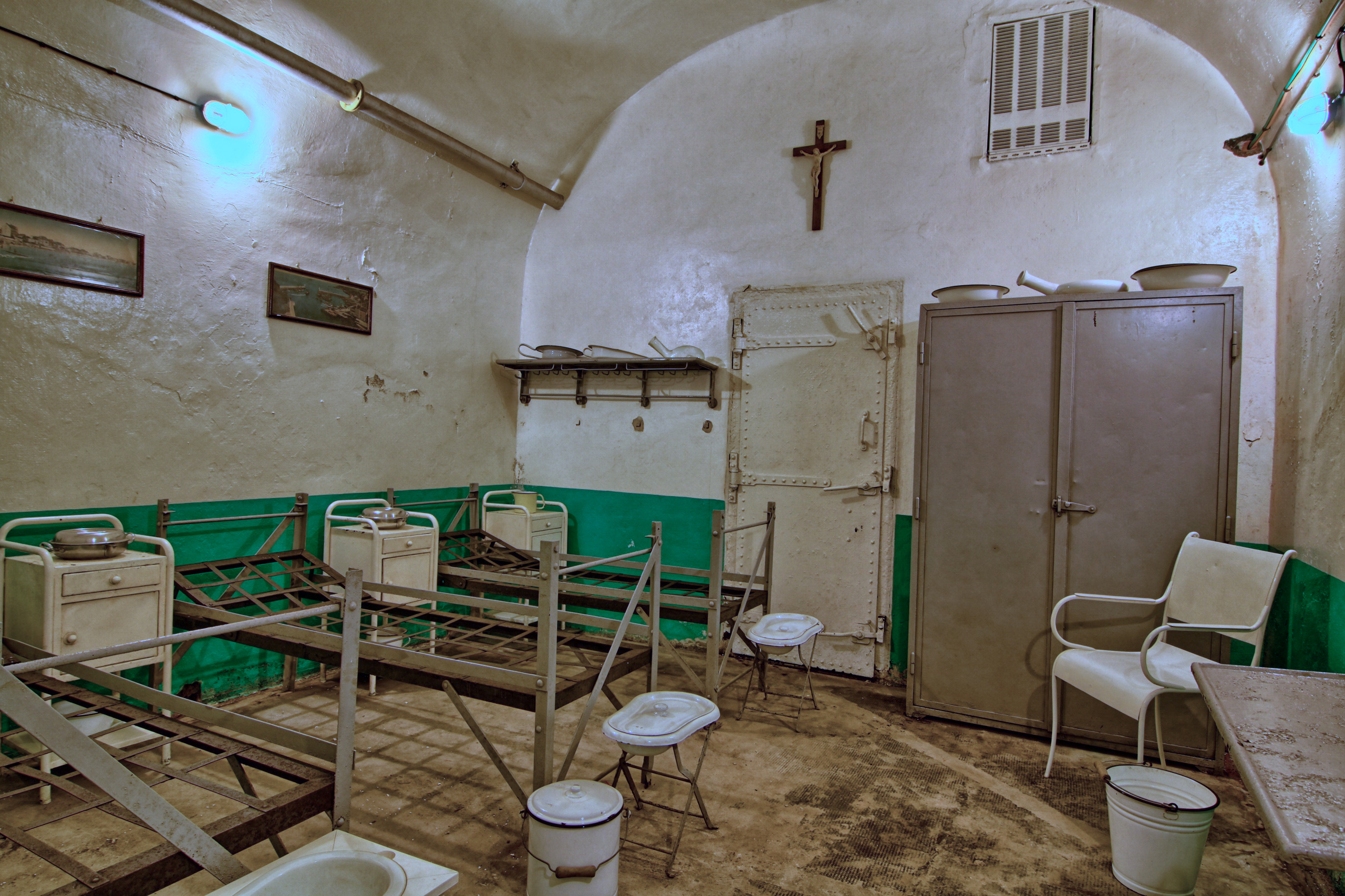
Infermeria
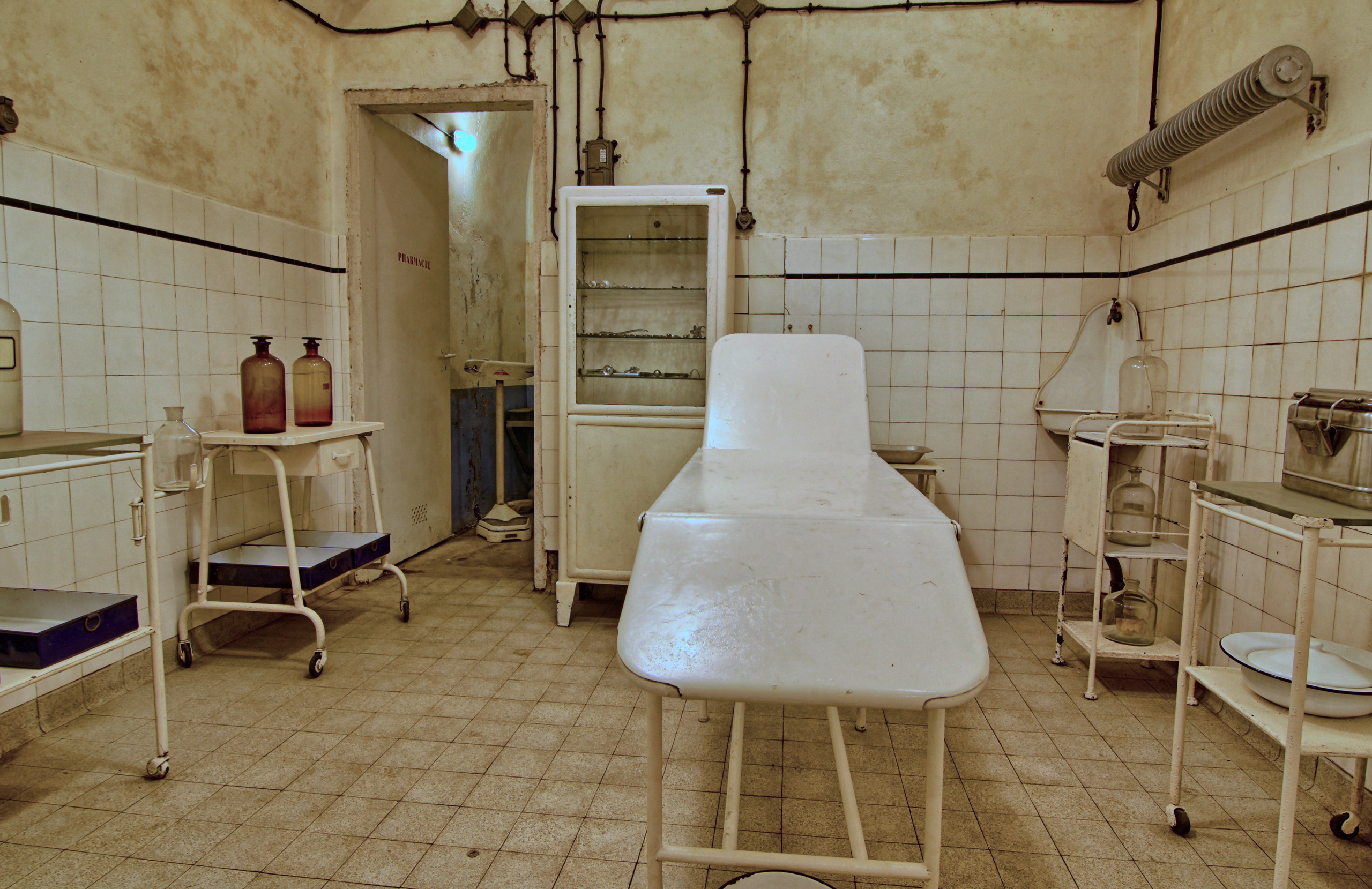
Bloc quirúrgic
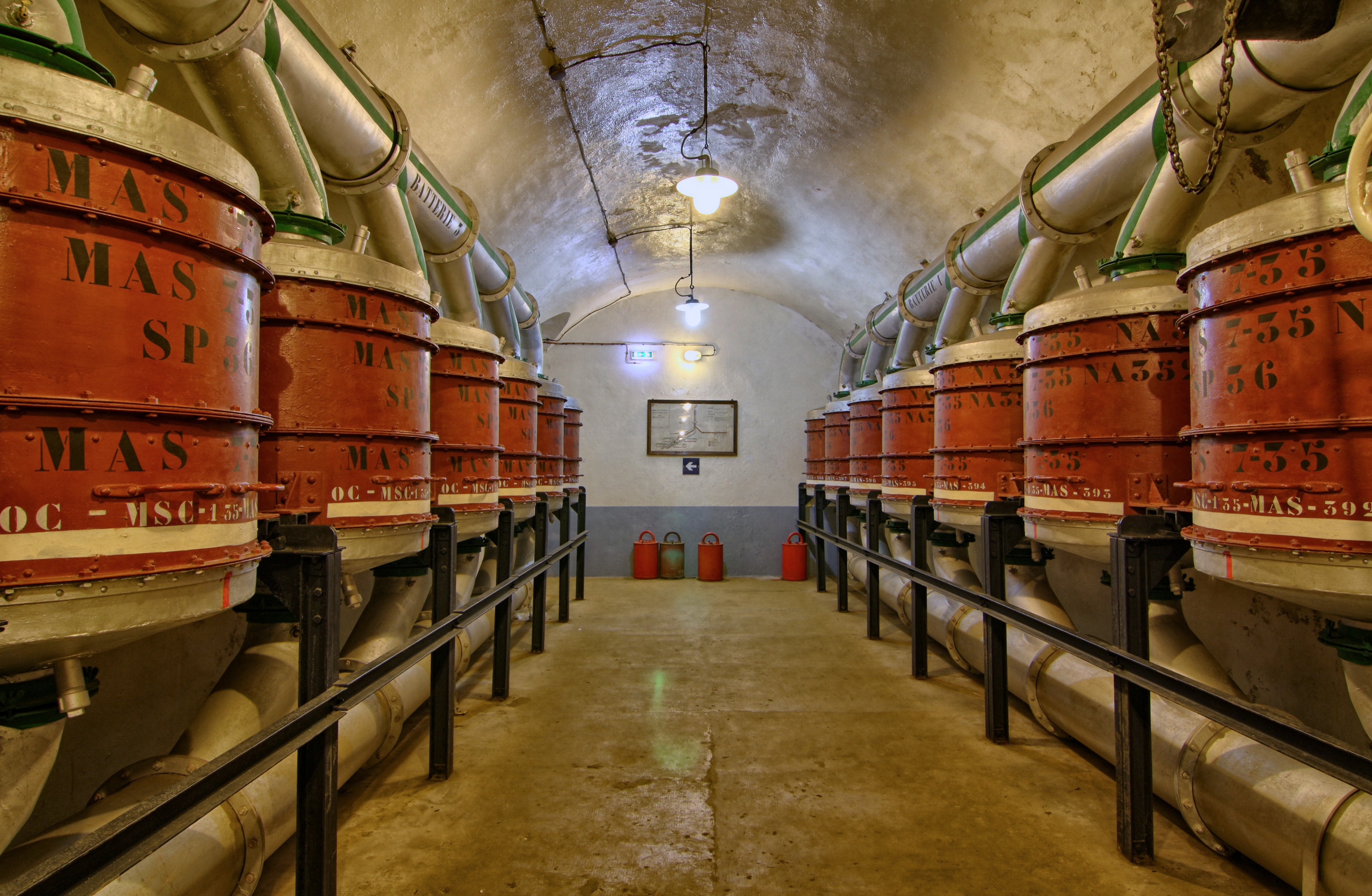
Sala de filtres
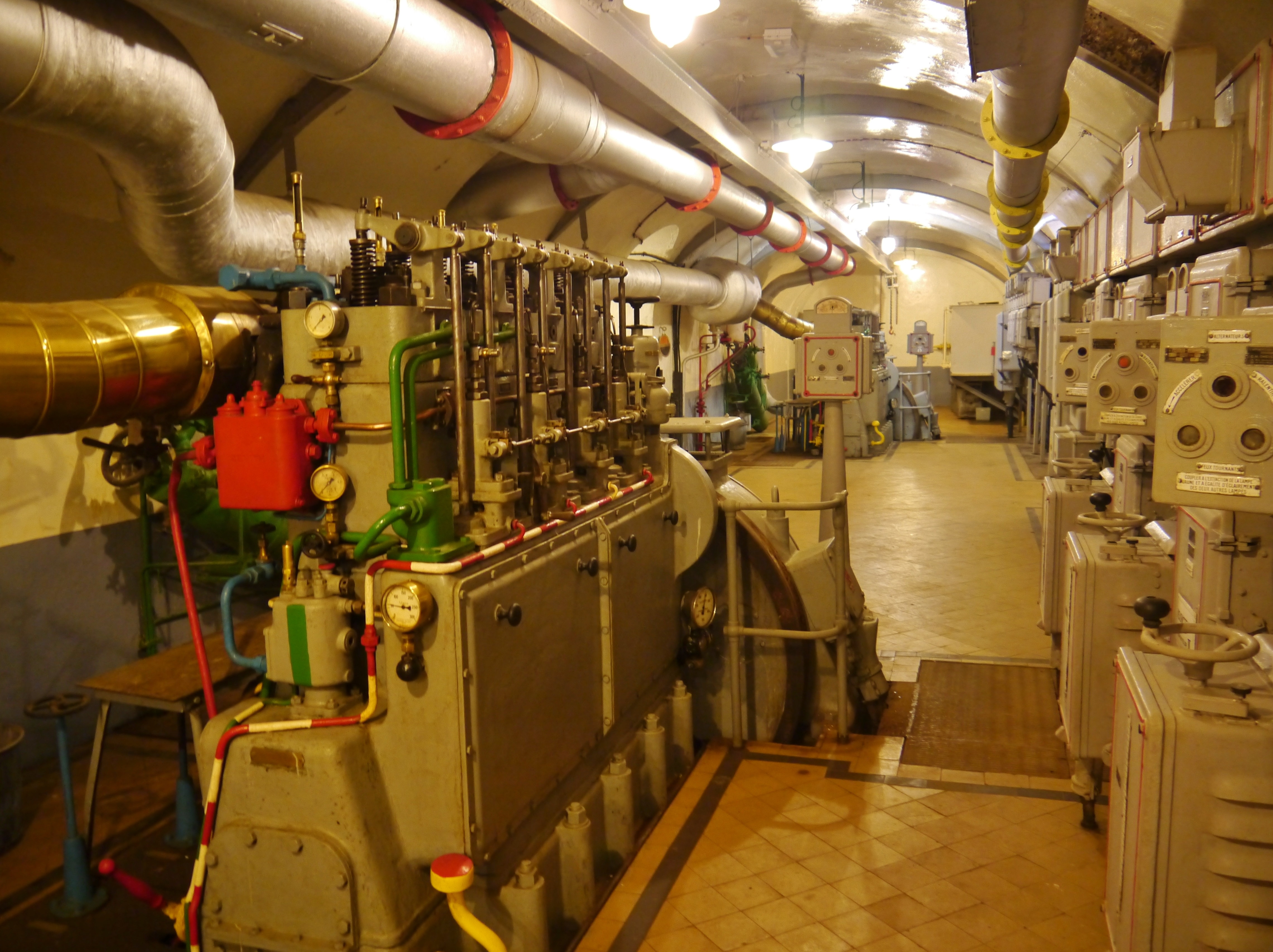
Central elèctrica
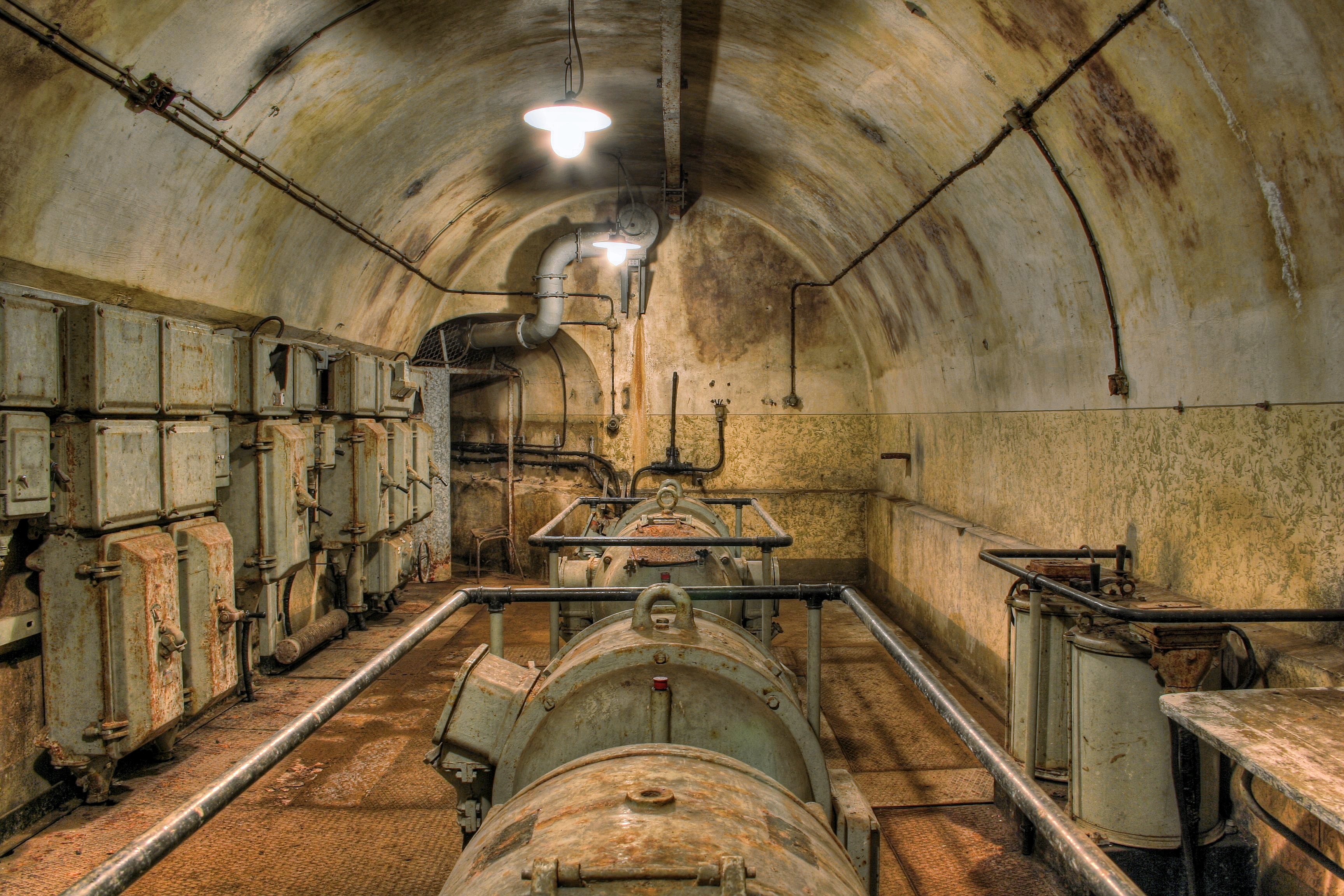
Generador elèctric
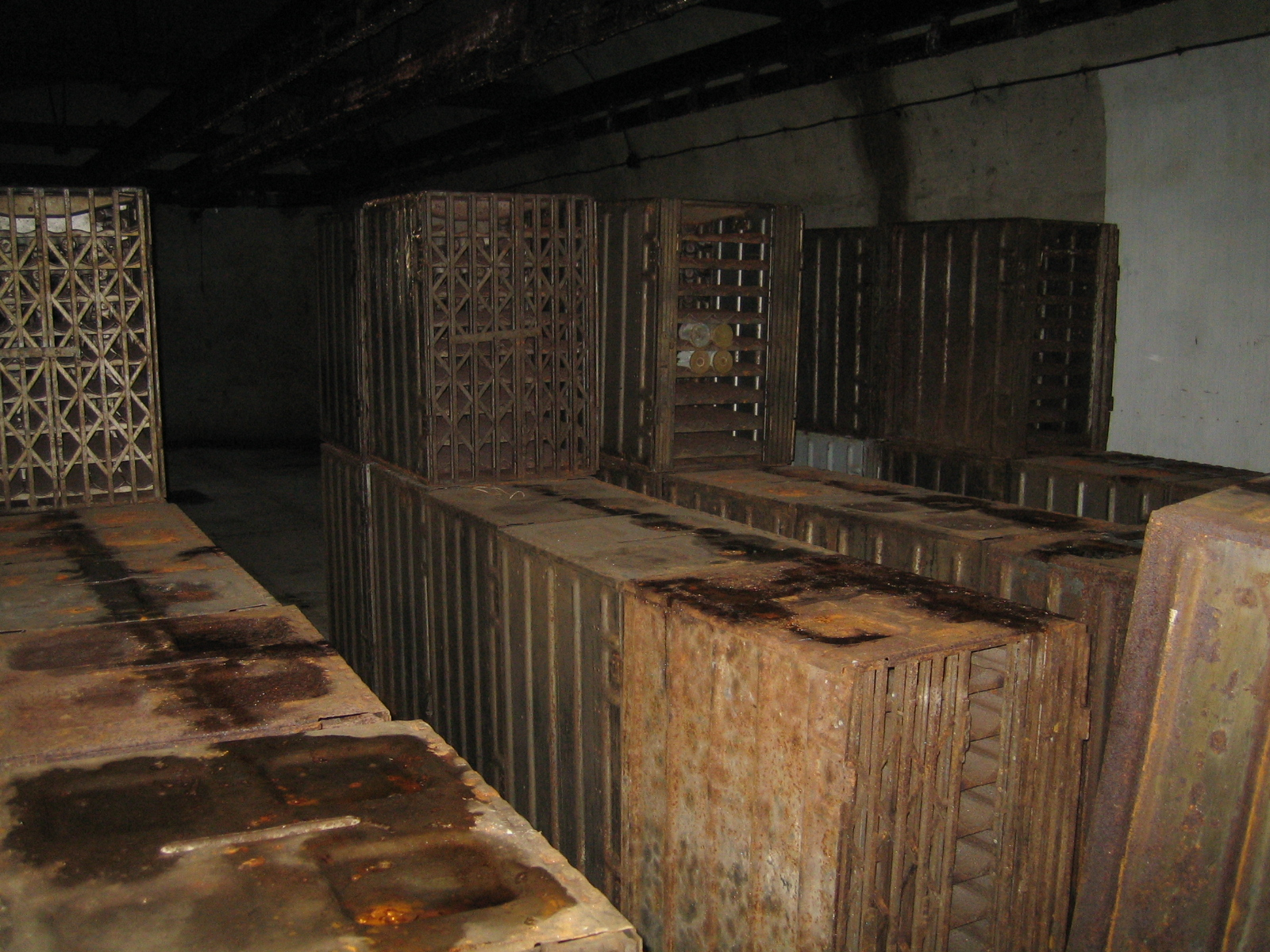
Magatzem de municions
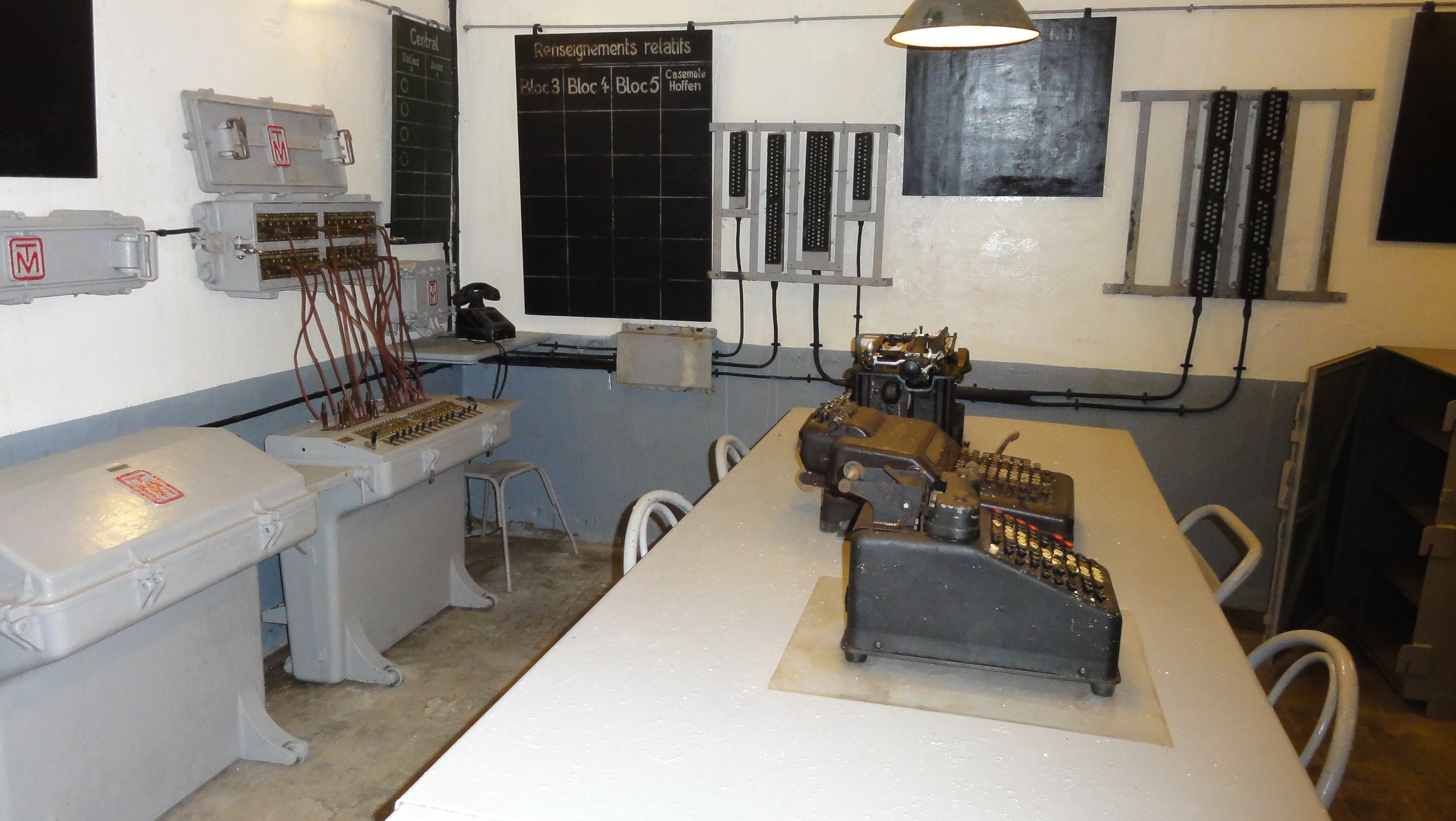
Sala de comandament
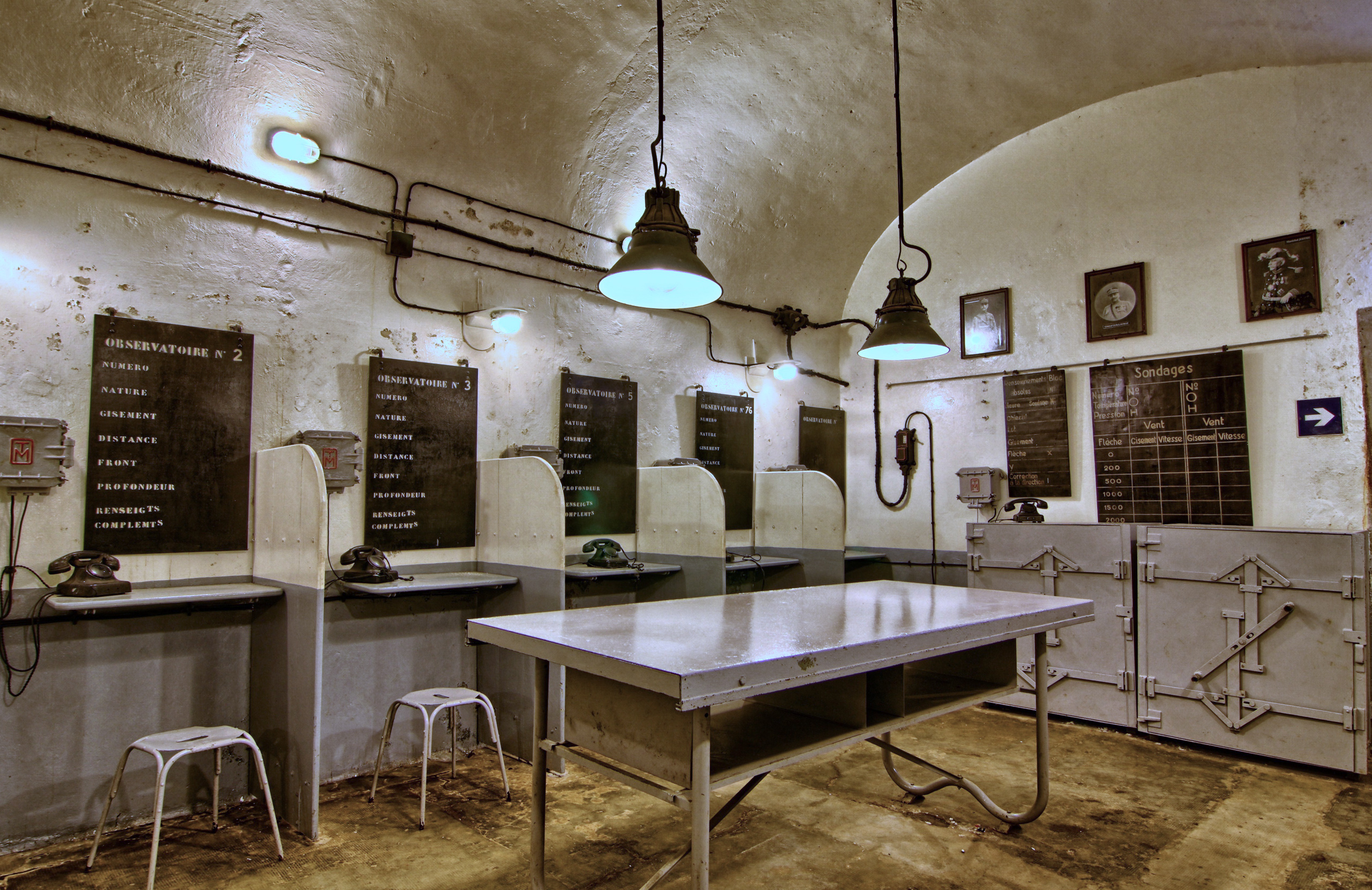
Central telefònica
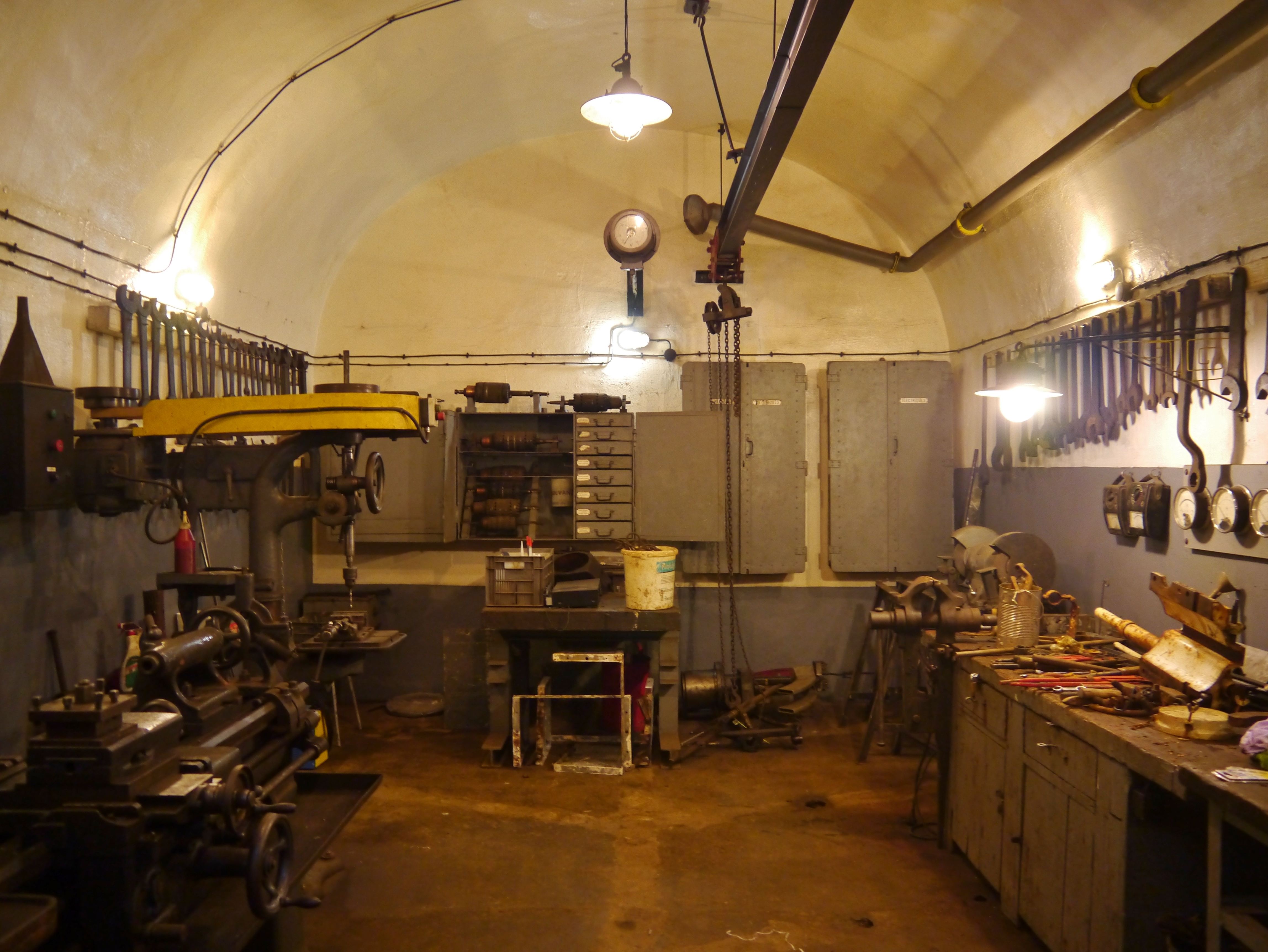
Taller mecànic

### Blocs de combat

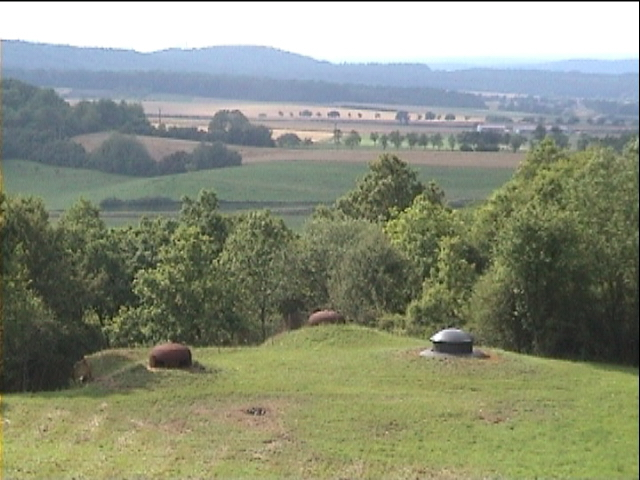
Part superior del bloc 7 de l'ouvrage del Hackenberg: un bloc amb torreta d'infanteria, armat amb una torreta de metralladora i dues campanes GFM

Al costat dels blocs de combat, hi ha en cadascun un post de comandament, magatzems de municions (M2 sota el bloc i M3 prop de les armes) i l'armament de l'ouvrage. Aquests blocs de combat es distribueixen en una àrea prou gran per limitar l'eficàcia dels bombardeigs; almenys hi ha una separació de 50 metres entre cadascun. Hi ha diversos tipus de blocs de combat:
- Blocs utilitzats com a casamates d'infanteria o de caponeres, armats amb una o dues troneres mixtes per a metralladores bessones o per canons antitancs.
- Blocs amb torreta d'infanteria, armats amb una torreta per metralladores o una torreta mixta (per metralladores i canons antitancs).
- Blocs utilitzats com casamates d'artilleria, armats amb troneres per a canons de 75 mm, morters de 81 mm o de 135 mm.
- Blocs amb torreta d'artilleria, armats amb una torreta per a dues peces de 75 mm, de 81 mm o de 135 mm.
- Blocs que serveixen d'observatori, equipats amb campanes d'observació (campana VP i campana VDP).

### Elements complementaris
Des de la frontera fins a la part posterior de la línia hi havien: posts avançats a la frontera, cases fortes (al bosc de les Ardenes i a Wissembourg), barreres, observatoris (CORF o de campanya), refugis d'intervals, posts de comandament, posicions d'artilleria (emplaçament de peces i refugis de formigó), ferrocarrils militars (per subministrar municions a les estructures més grans), carreteres estratègiques (al llarg de la línia i connectant les entrades), dipòsits de municions, cables elèctrics i telefònics enterrats, caixes d'interruptors, posts de transformació, casernes de seguretat, etc.

## Equipament
Per evitar que es retiressin les armes per reforçar l'exèrcit de maniobra (els forts francesos van ser desarmats així el 1915), l'armament de la línia és específica de la fortificació (sobre afusts especials). El baix nombre d'armes es compensa per les altes cadències de tret, el tiroteig previ i l'organització del subministrament de municions.

### Armes d'artilleria
L'artilleria sota formigó de la línia estava formada per un total de 343 peces d'artilleria i es limitava a tres calibres, 75, 81 i 135 mm:
- El canó de 75 mm; un canó derivat del canó de 75 mm model 1897, el calibre base de l'artilleria francesa, que es va adaptar a la fortificació en diferents versions. És l'arma principal de l'artilleria, sota la forma de 70 canons obús de tir tens[Nota 1] dins de les casamates (models 1929, 1932, 1933), 30 de tir corb[Nota 2] dins de les casamates (model 1931, només als Alps) i 68 de tub escurçat dins les torretes (amb la torreta de 75 mm R model 1932 o la torreta de 75 mm model 1933).
- El morter de 81 mm model 1932, a raó de 86 dins de les casamates i 42 dins de les torretes, s'utilitzaria per matar als enemics propers.
- El llançabombes de 135 mm model 1932, a raó de 9 dins de les casamates i 34 dins de les torretes, s'utilitzaria per destruir les trinxeres amb un tir corbat.

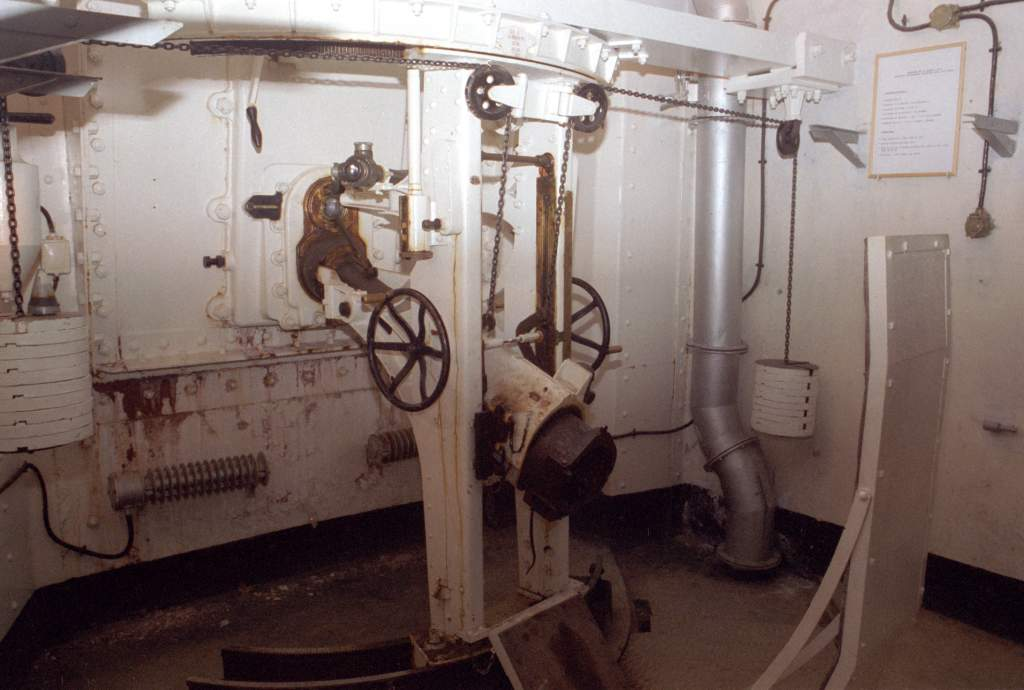
Canó de 75 mm dins de la casamata (bloc 2 de l'ouvrage de Saint-Ours Haut)
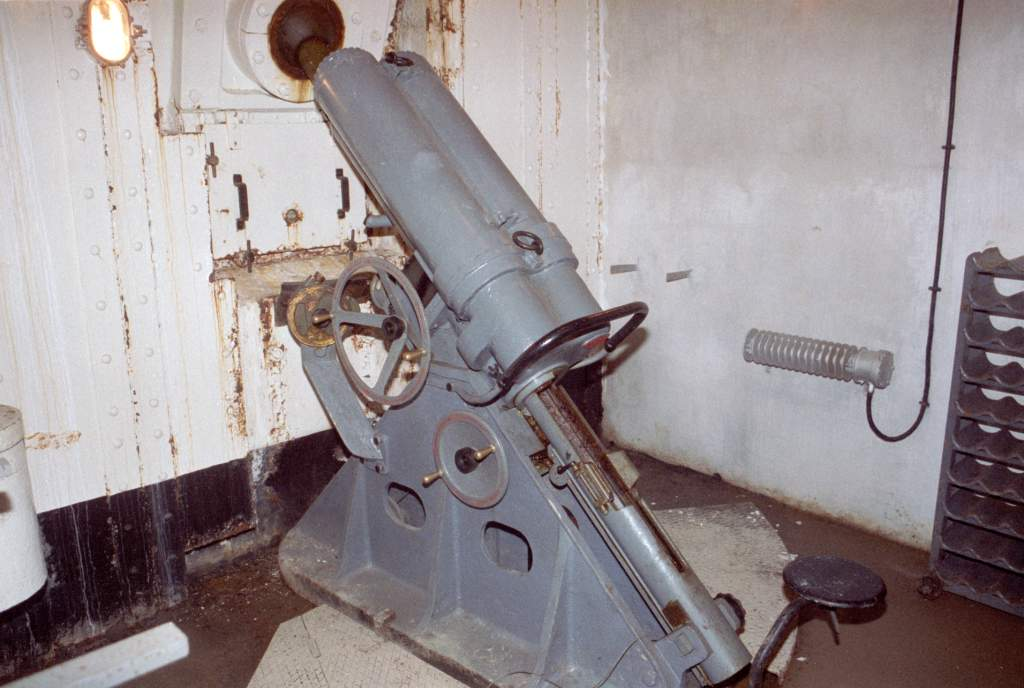
Morter de 81 mm dins de la casamata (bloc 2 de l'ouvrage de Saint-Ours Haut)

### Armes d'infanteria
La major part de l'armament es componia de metralladores i fusells metralladors, complementat amb canons antitancs:
- Parelles de metralladores Reibel de 7,5 mm per a metralladores bessones; es van col·locar 61 en torretes, diversos centenars en casamates i 179 en campanes (campana JM). Aquesta és l'arma bàsica de la línia.
- Fusell metrallador de 7,5 mm model 1924/29 D; es van muntar més de mil a l'interior de campanes (campana GFM) i casamates. El fusell metrallador servia per a la defensa propera.
- El canó antitancs de 47 mm; només es trobava a l'interior de les casamates. Aquest canó era capaç de perforar a una bona distància qualsevol blindatge dels tancs de l'època.
- El canó antitancs de 37 mm; també és només dins de les casamates, només perquè és menys voluminós que l'anterior.
- L'arma mixta és un trio (agermanament de tres metralladores) d'un canó antitancs de 25 mm i dues metralladores de 7,5 mm; es van muntar en 72 campanes (campana JM modificada o campana AM), en 12 torretes (model per a dues armes mixtes, torreta derivada directament de la torreta de 75 mm R model 1905 dels forts de Séré de Rivières), i fins i tot en casamates.
- La metralladora de 13,2 mm model 1930; es van instal·lar 86 a les casetes al llarg del Rin (que servien per destruir els vaixells) i als Basses-Vosges (on no hi havia prou espai per a un canó antitancs).
- El morter de 60 mm model 1931 (derivat del morter Brandt); es van muntar en una campana especial blindada (la campana LG) destinada només a una defensa propera (malgrat que es van construir aquestes campanes, mai van rebre el seu armament).
- El morter de 50 mm model 1935; destinat a completar l'armament de les campanes GFM, es van muntar 14 en casamates i 7 en torretes.
- El llançagranades; que permetia que les granades caiguessin a l'exterior, a la fossa diamant.

Es pot veure que l'armament de la línia Maginot es basa en metralladores i en el fusell de 75 mm, que va ser molt eficaç en la Primera Guerra Mundial, i va tornar a mostrar tot el seu valor a la línia Maginot; per exemple, una torreta de 75 mm R model 1932 podia disparar a una cadència de 30 trets per minut, a més de tenir una precisió formidable gràcies als plans de foc preestablerts.

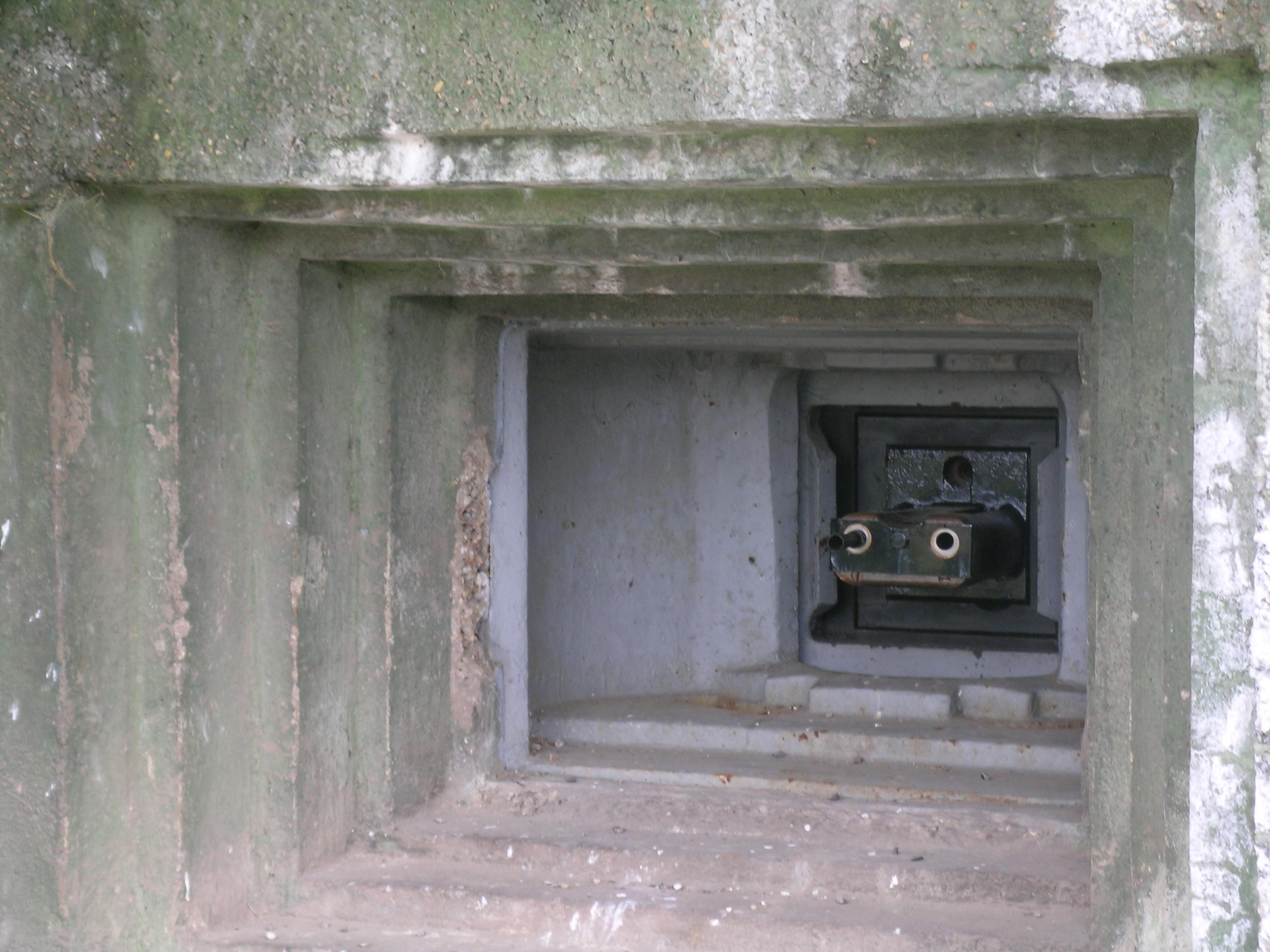
Metralladores bessones muntades en una tronera segellada amb una tremuja (ouvrage de l'Immerhof)
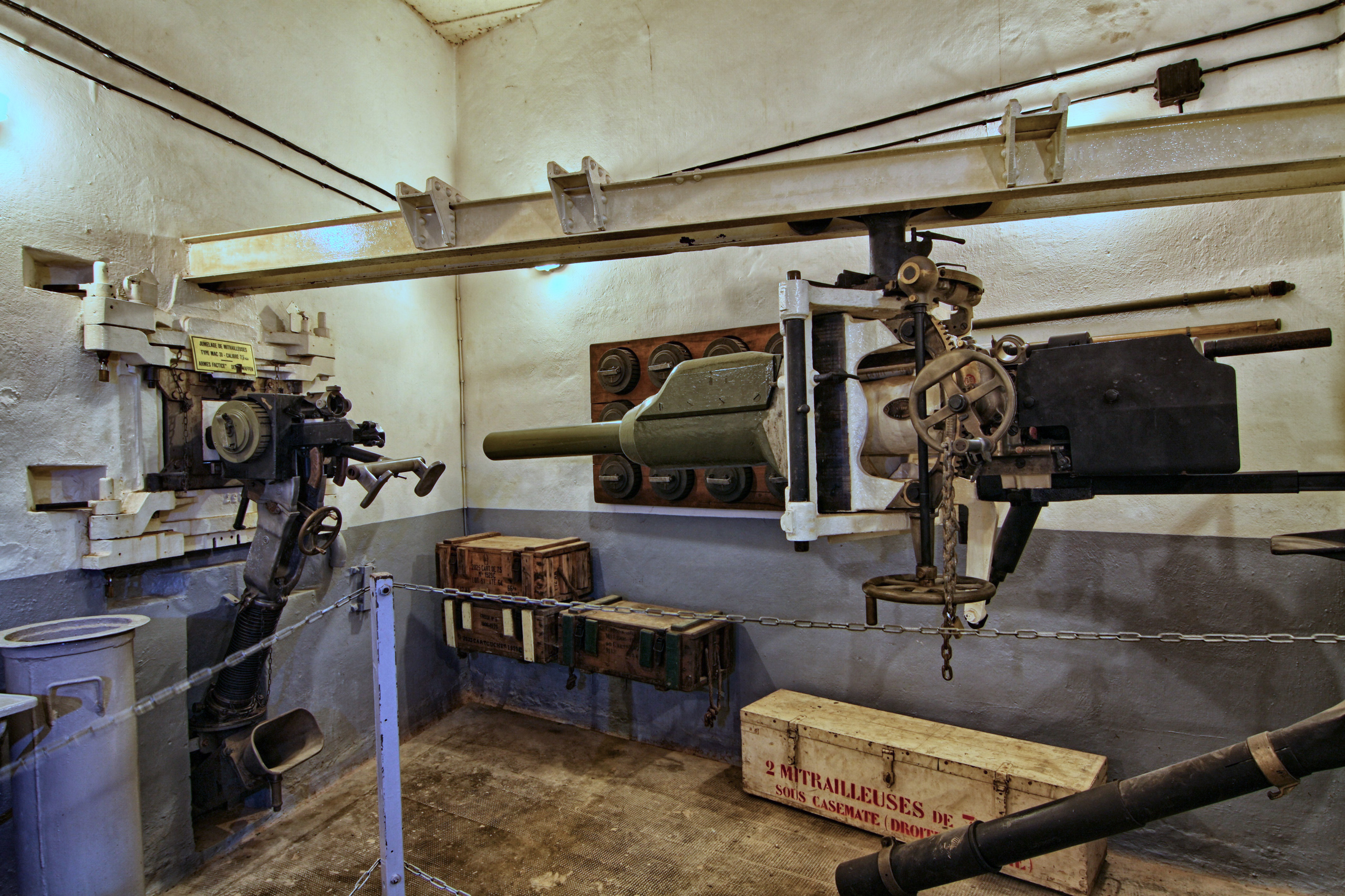
Interior d'una casamata, amb metralladores bessones en posició i el canó antitancs penjat en un rail (ouvrage de Schoenenbourg)

### Formigó i blindatge

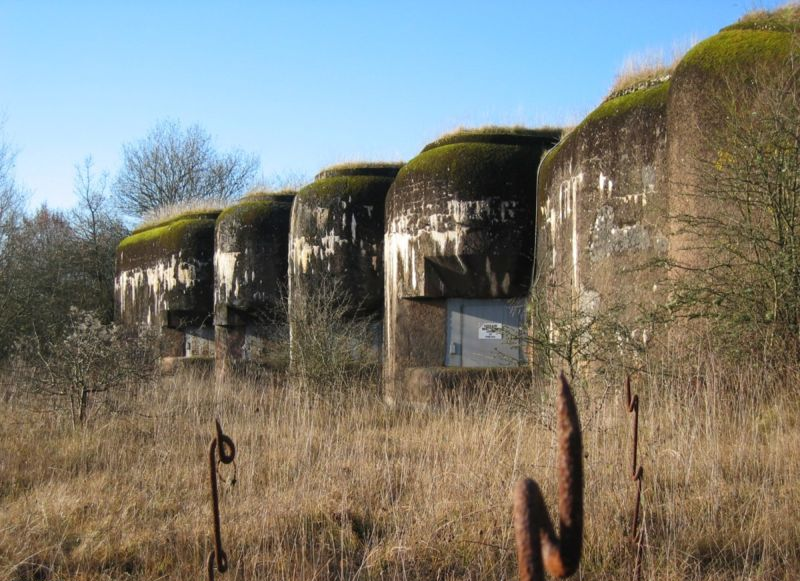
La casamata més imponent del nord-est: el bloc 5 de l'ouvrage de Rochonvillers, amb quatre troneres blindades que protegia cadascuna a un canó

Per a la protecció d'armes i tropes es va utilitzar àmpliament el formigó armat; es necessitaven desenes de milers de metres cúbics de formigó i tones de barres d'acer per a la construcció d'un ouvrage, incloent-hi les lloses i parets exposades que tenen 3,5 metres de gruix. La protecció de formigó es pot complementar amb reforços (blindatges d'acer) en totes les obertures. Hi ha, doncs, dos tipus de proteccions per a metralladores i peces d'artilleria: casamates i torretes. Una casamata es pot utilitzar per disparar des d'una tronera en una de les façanes (casamata simple) o en dues façanes (casamata doble), però l'angle de foc és limitat, mentre que una torreta eclipsable permet disparar a 360°, però és més vulnerable sota un foc d'artilleria.
Però també s'utilitzava blindatges per protegir les peces d'artilleria i d'infanteria. El conjunt es va basar en l'experiència de la lluita al voltant dels forts de Verdun el 1916, per la millora de les fortificacions anteriors. Aquests blindatges es poden dividir en quatre categories: portes (blindades i sovint estanques), troneres (segellades per tremuges), campanes i torretes.

### Campanes
Els blindatges fixos anomenats «campanes» van ser col·locats sobre lloses de formigó i servien per a una protecció propera o per a l'observació. Podien equipar-se amb binocles, diferents tipus de periscopis o armes d'infanteria segons el model de la campana. S'afegien «xampinyons» que servien com a presa d'aire. Hi ha sis tipus de campanes:
- Campanes per a observació i fusells metralladors (generalment anomenada campana GFM, models 1929 i 1934); les més comunes perquè es van instal·lar més de mil exemplars (1.011 del Tipus A i 109 del Tipus B).[6]
- Campanes per a metralladores bessones (campana JM model 1930); se'n van instal·lar 179.[7]
- Campanes per a armes mixtes (campana AM model 1934); es van posar 72 al seu lloc,[8] mentre que es van transformar 146 campanes JM (en 1940 es van convertir el 80%).[9]
- Campanes per a llançagranades (campana LG); se'n van instal·lar 75, però sense el seu armament.[10]
- Campana per a observació amb periscopi (campana VP); se'n van instal·lar 20.[10]
- Campana per a observació directa i amb periscopi (campana VDP); se'n van instal·lar 64.[11]

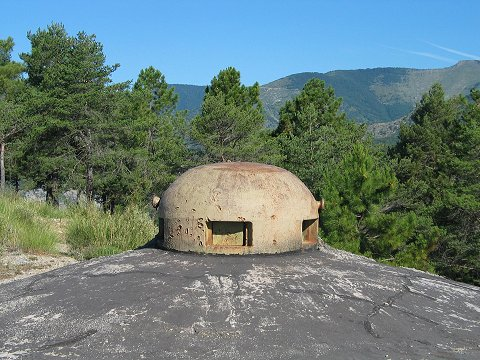
Campana GFM
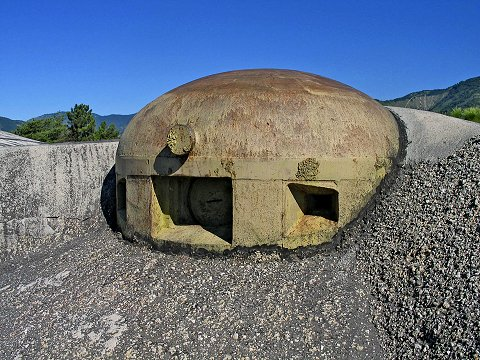
Campana JM
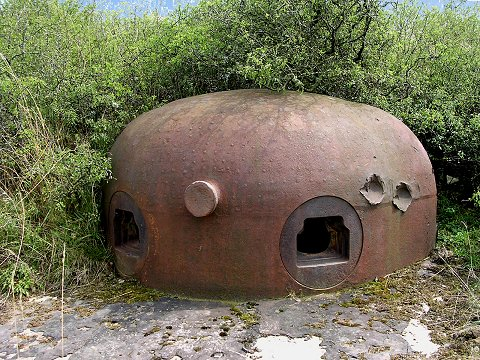
Campana AM
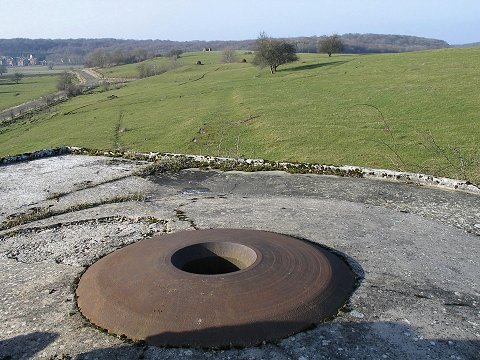
Campana LG
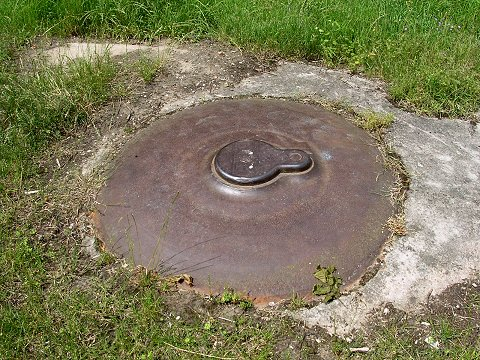
Campana VP
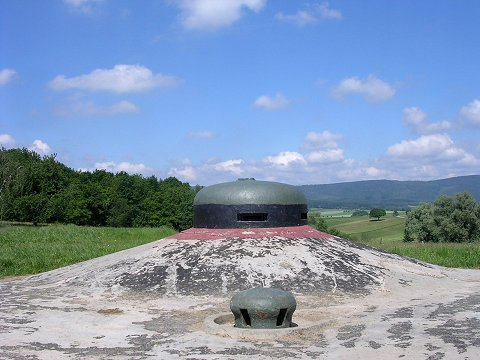
Campana VDP

### Torretes

Esquema d'un bloc d'artilleria que mostra el sistema d'elevació d'una torreta

Els blindatges mòbils anomenats «torretes eclipsables» eren capaços d'amagar-se sota terra per protegir l'armament, deixant només visible una tapa d'acer especial de 300 a 350 mil·límetres de gruix (depenent del model). En la posició de tir, la torreta puja aproximadament un metre, alliberant així les finestres de tir. Pot girar 360° i ofereix l'avantatge de ser molt compacte per a una potència de foc molt alta (cadascuna té dues armes). Es van instal·lar un total de 152 torretes, de vuit models diferents:
- 21 torretes de 75 mm model 1933.
- 12 torretes de 75 mm R model 1932.
- 1 torreta de 75 mm R model 1905 (instal·lada a l'ouvrage del Chesnois).
- 17 torretes de 135 mm model 1932.
- 21 torretes de 81 mm model 1932.
- 61 torretes de metralladora model 1935.
- 12 torretes per dues armes mixtes (a partir de torretes de 75 mm model 1905 modificades).
- 7 torretes per una arma mixta i un morter model 1935.

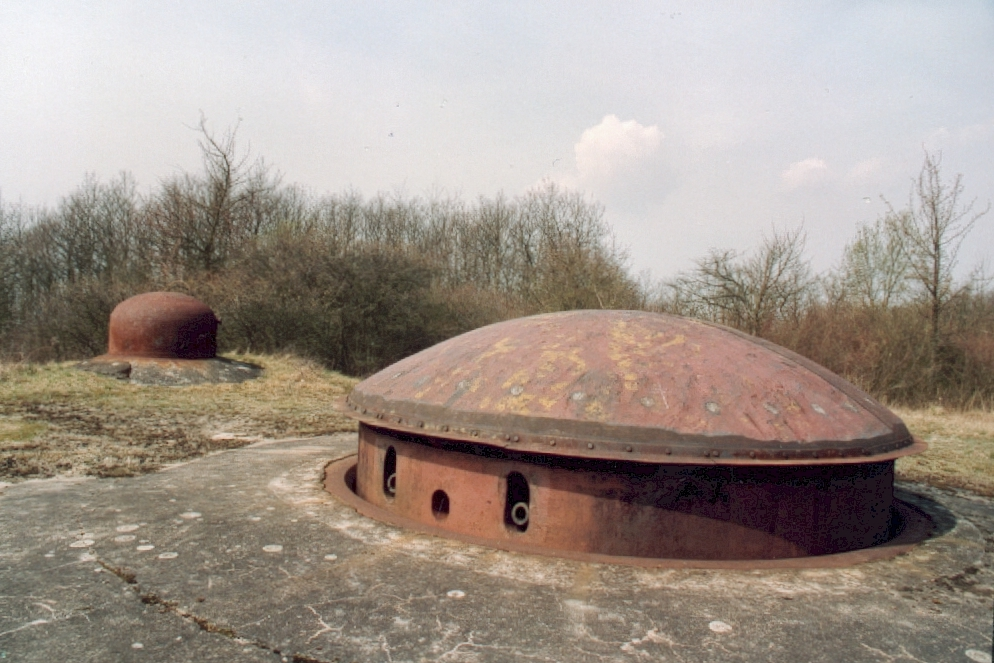
Torreta de 75 mm model 1933 (bloc 8 de l'ouvrage de Métrich); quatre metres de diàmetre amb una part mòbil de 130 tones
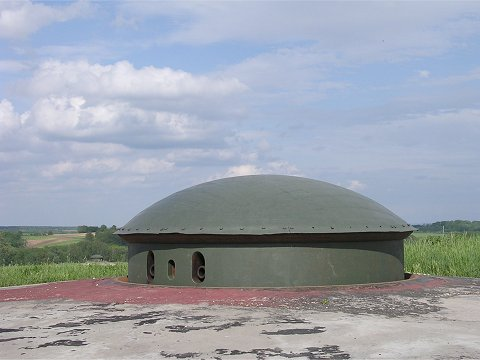
Torreta de 75 mm R model 1932
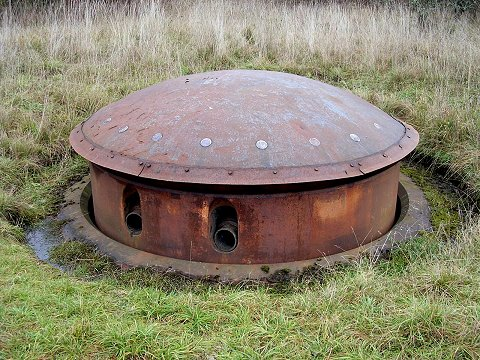
Torreta de 135 mm model 1932 (bloc 6 de l'ouvrage de Rochonvillers)
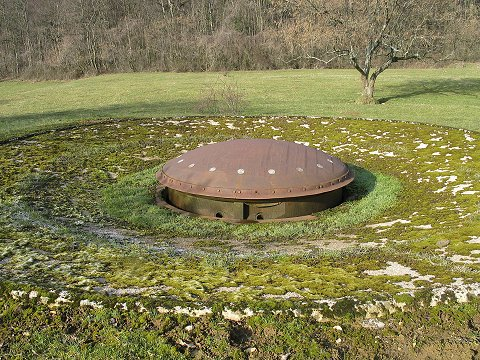
Torreta de 81 mm model 1932 (bloc 4 de l'ouvrage de Latiremont)
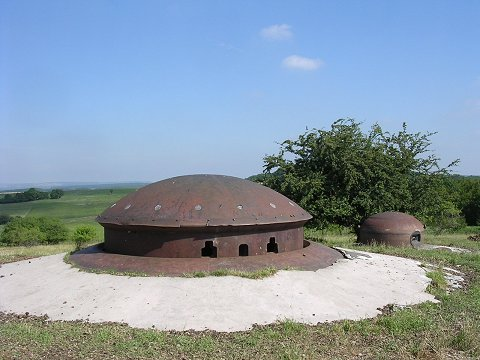
Torreta per dues armes mixtes
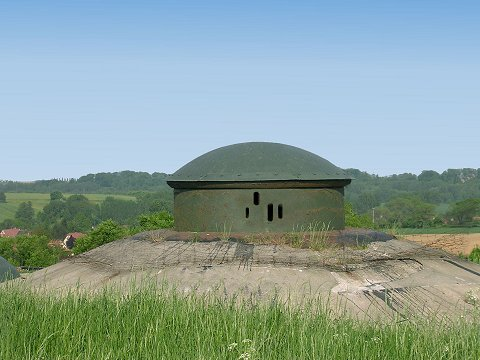
Torreta de metralladora model 1935

## Tropes

### Unitats i suport

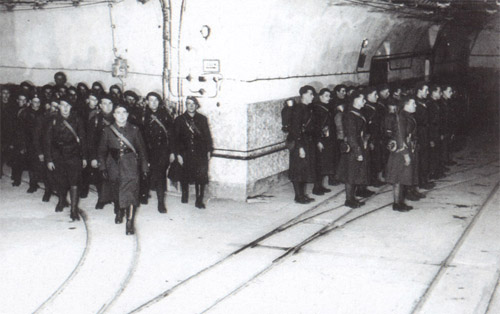
Relleu de tropes a l'interior d'un gros ouvrage de la línia Maginot (1939)

La línia Maginot requereix unitats especialitzades per servir com a tripulació per als ouvrages i casamates, així com tropes d'interval:
- els regiments d'infanteria de fortalesa (RIF);
- els batallons alpins de fortalesa (BAF);
- els regiments d'artilleria de posició (RAP) ;
- els regiments d'artilleria mòbil de fortalesa (RAMF) ;
- els batallons d'enginyers de fortalesa (BGF).

També hi ha altres unitats especialitzades adherides a les tropes de fortalesa:
- regiments d'artilleria pesant sobre via de ferrocarril i grups de reconeixement (GR) de la zona fortificada;
- batallons de metralladores, d'enginyers de les regions fortificades, de sapadors de ferrocarrils i peoners;
- companyies autònomes de fortalesa, de guàrdia republicana mòbil (guàrdies fronterers), de parc d'enginyeria, d'electromecànics de fortalesa, de telegrafistes, de ràdio, d'auxiliars de mineria, d'inundacions, d'automòbils del quarter general (tren), i d'aeroestació;
- destacaments columbofílics, grups operatius (intendència), grups sanitaris, grups d'observació aèria i seccions d'exploradors.

Finalment, a més de les unitats específiques de fortalesa, la línia Maginot també està coberta per les grans unitats de l'exèrcit de maniobra:
- el 1r Grup d'exèrcits (1r, 2n, 7è, i 9è exèrcit, BEF); del sector fortificat de Flandes fins al sector fortificat de Montmédy;
- el 2n Grup d'exèrcits (3r, 4t i 5è exèrcit); del sector fortificat de Crusnes fins al sector fortificat del Baix Rin;
- el 3r Grup d'exèrcits (8è exèrcit); del sector fortificat de Colmar fins al sector fortificat del Jura;
- l'exèrcit dels Alps (6è exèrcit); del sector fortificat del Roine fins al sector fortificat dels Alps Martítims.

Per a la porció de Sedan fins a Niça, això va representar 28 divisions d'infanteria desplegades al lloc el 10 de maig de 1940, incloses 3 divisions als Alps, amb un suport proper de 20 divisions més, així com els grups de batallons de tancs, artilleria pesada dels Cossos d'exèrcit, la reserva d'artilleria, les unitats de cavalleria, esquadrilles de caces, bombarders i de reconeixement de la Força Aèria, etc.

### Comandaments en temps de pau
Les tropes de les fortificacions (ouvrages, casamates o búnquers), les tropes d'interval (infanteria, artilleria, enginyers, unitats de reconeixement i guàrdies fronterers) i els diversos serveis (tren, sanitat, intendència, etc.), són agrupats per àrees geogràfiques sota les ordres d'un dels 24 sectors fortificats (o defensius en el cas dels menys desenvolupats) que formaven la línia.
La divisió dels comandaments es va fer el 1928, segons els límits de les regions militars i les seves subdivisions:
- 1a regió militar (QG a Lilla): sectors de Flandes, de Lilla, de l'Escalda i de Maubeuge;
- 2a regió militar (QG a Amiens): sectors de les Ardenes i de Montmédy;
- 6a regió militar (QG a Metz): sectors de Crusnes, de Thionville, de Boulay i de Faulquemont;
- 20a regió militar (QG a Nancy): sectors de Sarre, de Rohrbach, dels Vosges, d'Haguenau i del Baix Rin;
- 7a regió militar (QG a Besançon): sectors de Colmar, de Mulhouse, d'Altkirch, de Montbéliard i del Jura;
- 14a regió militar (QG a Lió): sectors del Roine, del Delfinat i de Savoia;
- 15a regió militar (QG a Marsella): sector dels Alps Marítims i Organització defensiva de Còrsega.[14]

A més, s'uneixen la regió fortificada de Belfort (sectors de Mulhouse, Altkirch i Montbéliard, que desapareix durant la mobilització), i la regió fortificada del sud de Tunísia (sobrenomenada la «línia Mareth»).
Dues «regions fortificades», la de Metz (sectors de Crusnes, Thionville, Boulay i Faulquemont) i la de Lauter (sectors de Rohrbach, Vosges i Haguenau) cobreixen la frontera nord d'Alsàcia i de Lorena.

### Desplegament en temps de guerra

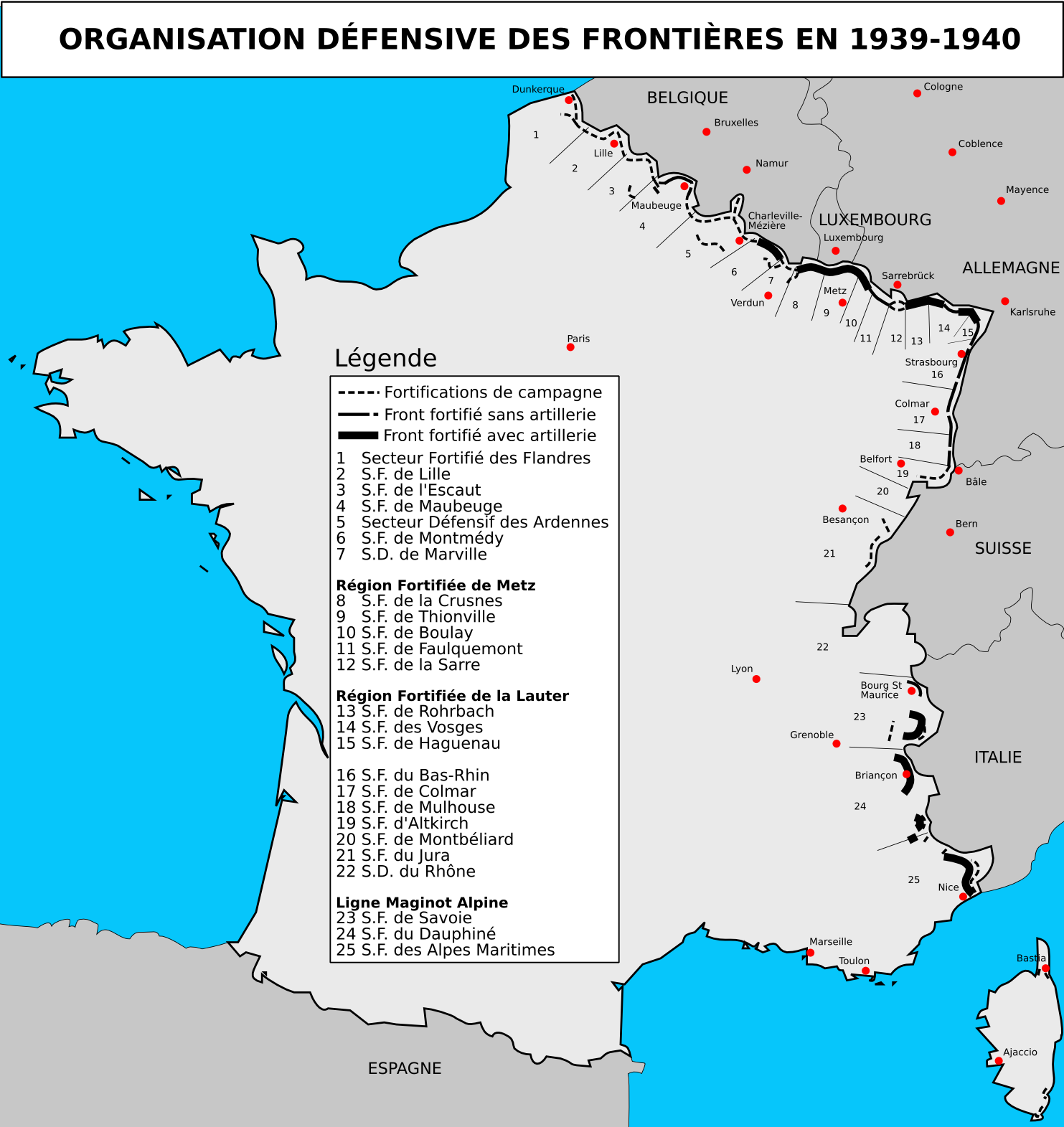
Organització de la línia en sectors en 1939-1940

Com a resultat de la mobilització general (del 2 de setembre de 1939) i la declaració de guerra (el dia 3, a les 17h), els sectors fortificats i defensius es van posar sota el comandament de les unitats (exèrcits, cos d'exèrcits i divisions) que les cobrien. Durant l'hivern de 1939-1940 es va reorganitzar el comandament de les fortificacions del nord-est; les regions fortificades es van dissoldre per a convertir-se en cos d'exèrcit de fortalesa (CAF), les seccions menys potents es van convertir en divisions d'infanteria de fortalesa (DIF).
Així, al començament de l'ofensiva alemanya del 10 de maig de 1940, les fortificacions franceses depenien de les grans unitats de maniobra:
- 7è exèrcit : SF de Flandes;
- BEF (britànic) : SF de Lilla;
- 1r exèrcit : SF de l'Escalda, i 101è DIF (antic SF de Maubeuge);
- 9è exèrcit : 41è CAF (destacament de l'exèrcit de les Ardenes), i 102è DIF (SD de les Ardenes);
- 2n exèrcit : SF de Montmédy;
- 3r exèrcit : 42è CAF (SF de Crusnes), SF de Thionville, SF de Boulay, i SF de Faulquemont;
- 4t exèrcit : SF de Sarre;
- 5è exèrcit : SF de Rohrbach, 43è CAF (SF dels Vosges), SF d'Haguenau, i 103è DIF (SF del Baix Rin);
- 8è exèrcit : 104è DIF (SF de Colmar), 105è DIF (SF de Mulhouse) i 44è CAF (SD d'Altkirch i SF de Montbéliard);
- 6è exèrcit : SD del Roine, SF de Savoia, SF del Delfinat i SF dels Alps Marítims.

Es mantenen independents: el 45è CAF (SF del Jura), l'Organització defensiva de Còrsega i la regió fortificada del sud de Tunísia.

## Construcció

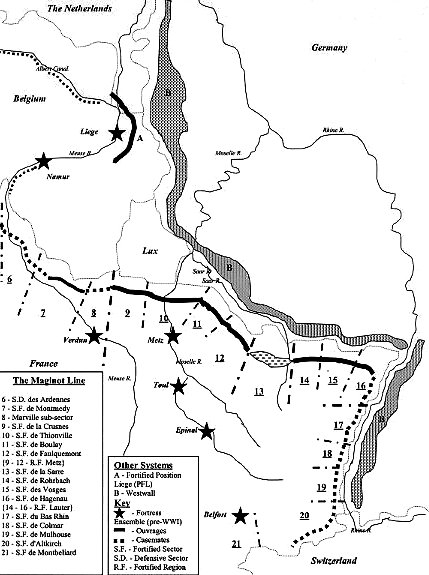
Mapa de la part nord-oriental de la línia Maginot

### Concepció
La concepció de la línia Maginot durant la dècada del 1920 i la realització en la dècada del 1930 va sorgir directament de la Primera Guerra Mundial. De fet, aquesta guerra va agreujar la situació demogràfica de França, que va quedar molt desfavorida respecte a Alemanya; en cas d'una nova guerra, seria necessari estalviar al màxim la «sang francesa». A més, França va sofrir una gran destrucció que va afectar les grans ciutats, les terres agrícoles fèrtils i les principals conques industrials. Per evitar això, calia garantir la integritat del territori nacional.
Aquestes noves fortificacions tenien així diverses missions en cas de guerra:
- economitzar les tropes i compensar el buit demogràfic causat per la Primera Guerra Mundial;
- evitar un atac sorpresa d'Itàlia o Alemanya[Nota 7] i permetre mobilitzar l'exèrcit francès sota cobertura;
- protegir les conques mineres i industrials d'Alsàcia i Lorena;
- servir de base per a un possible contraatac;
- obligar els alemanys a passar per Bèlgica o Suïssa, obligant per una part al Regne Unit (el garant de Bèlgica) a lluitar contra Alemanya, i, per una altra banda, moure'ls a una zona de lluita fora de França (aquesta estratègia forma part del pla Dyle).

Els primers projectes de la línia Maginot van néixer amb la creació, el 1925, de la Comissió de Defensa de les Frontereres (CDF), que va crear els primers projectes. Aquesta organització va ser reemplaçada el 1927 pel Comitè Organitzador de les Regions Fortificades (CORF), que tenia els plans elaborats i proposats al ministre de Guerra. El CORF es componia d'oficials d'enginyeria i artilleria, amb el seu president el inspector general d'enginyeria, qui és primer el general Fillonneau, a partir de gener de 1929, i fins a 1935 el general Belhague.

### Despeses de la construcció
Els primers treballs van començar prop d'Itàlia, perquè el feixisme italià en aquella època era més amenaçador que la república alemana. Les primeres pedreres es van obrir el setembre de 1928 als Alps (per a l'ouvrage de Rimplas) i després en 1929 al nord-est (Rochonvillers, Hackenberg i Hochwald).
L'aprovació dels crèdits el desembre de 1929 (Llei de Maginot) per a finançar un programa de fortificació de cinc anys (de 1930 fins a 1934) van ser de 2,9 miliards de francs de l'època (1,6 miliards d'euros del 2010), que va pujar a 3,4 miliards gràcies als fons addicionals. A causa de la crisi econòmica i la inflació constant, la despesa s'ajusta al màxim, el que es reflecteix en la qualitat de les construccions: molts plans d'ouvrages són revisats pel CORF, molts elements són ajornats (en el millor dels casos) o eliminat (en el pitjor dels casos). La construcció de la primera fase és activa fins a 1933, quan es completa la construcció dels principals ouvrages.
El 1934, després de l'aprovació d'una nova llei de programa d'1,275 miliards de francs, s'obren una sèrie de pedreres al Sarre francès i al voltant de Montmédy de cara a Bèlgica. El CORF es dissol el 1935. El 1936, després de la crisi de Renània per Hitler i les reivindicacions de Mussolini sobre Niça, s'assignen fons addicionals per cobrir tota la frontera. Aquest treball es porta a terme sota l'autoritat dels comandants de cada regió militar i sota el control dels inspectors generals enginyers (general Huré (1936-1938), Griveaud (1938-1939) i Philippe (1939-1940)), però aquestes construccions no tenen la mateixa eficàcia que les primeres i moltes no es van poder completar el maig de 1940.
El resultat és que la part més sòlida de la línia es deté en la vora de les Ardenes, zona que alguns experts, com el mariscal Pétain (heroi de Verdun, comandant en cap de l'exèrcit 1918-1931 i ministre de la Guerra a 1934), van jutjar que era «impenetrable» per a les tropes mecanitzades, de la mateixa manera que el Mosa i el Canal Albert ho era a Bèlgica.
En total, la línia Maginot va costar més de 5 miliards de francs entre 1930 i 1936, que representen aproximadament l'1,6% del pressupost estatal durant aquest període. Durant el període d'entreguerres, altres països europeus també van modernitzar el seu sistema de fortificacions, com la línia Sígfrid (Alemanya), el mur alpí (Itàlia), la línia Stalin (Rússia), la línia Beneš (Txecoslovàquia), el reducte nacional (Suïssa), la línia d'aigua (Països Baixos), i les fortaleses i fortificacions belgues (Forts de Lieja i Línia KW).

## La línia Maginot del nord-est

### La frontera francobelga
El 1927, el CORF va considerar que la defensa del nord s'havia de fer en territori belga (llavors aliat). Entre 1931 i 1934 només es van construir unes quantes casamates d'infanteria als boscos de Raismes (dotze casamates CORF) i de Mormal (tretze casamates). A partir de 1934, es van arranjar les seccions «nous fronts» dels sectors fortificats de l'Escalda (dues casamates CORF i un petit ouvrage: Eth) i Maubeuge (set casamates i quatre petits ouvrages: Les Sarts, Bersillies, La Salmagne i Boussois).
El retorn a la neutralitat de Bèlgica el 14 d'octubre de 1936 va conduir a la construcció d'un front continu al llarg de la frontera entre 1937 i 1940, format per casamates STG i una sèrie de petits búnquers MOM.

### La regió fortificada de Metz
La regió fortificada de Metz és una de les dues àrees més completa de la línia; per una banda, a causa de la història de la ciutat de Metz, la presència de les indústries del ferro i l'acer, i per l'altra perquè és una de les primeres regions on es va començar a construir la línia.

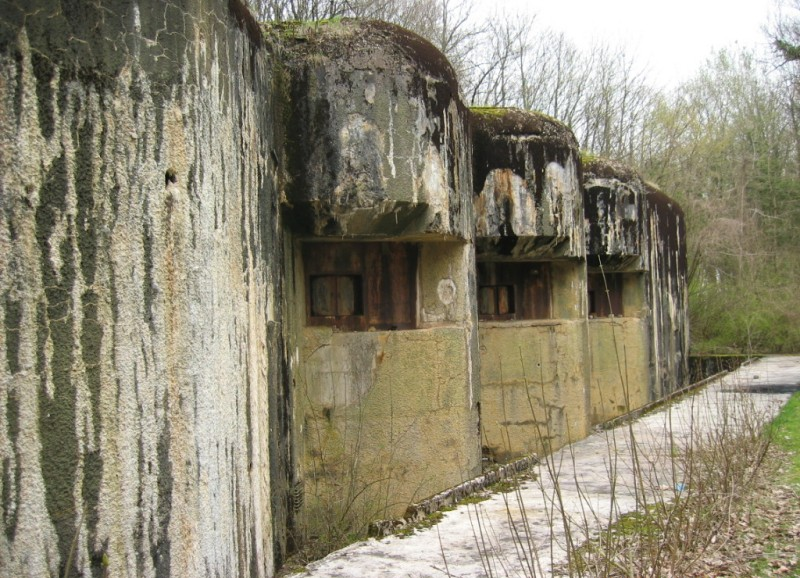
Vista en enfilada de les troneres per a canons de 75 mm (bloc 6 de l'ouvrage de Latiremont)
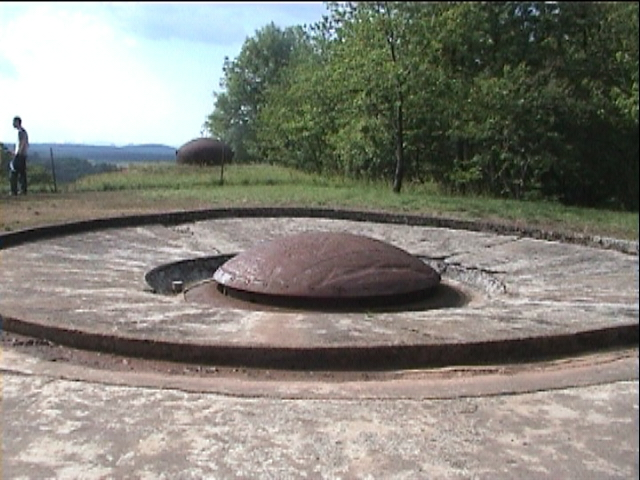
Torreta de 135 mm eclipsada (bloc 9 de l'ouvrage de Hackenberg)

La regió es subdivideix en quatre sectors:
- El sector fortificat de Crusnes és del tipus «nous fronts» amb 3 grans ouvrages (Fermont, Latiremont i Bréhain), 4 petits (Ferme-Chappy, Mauvais-Bois, Bois-du-Four i Aumetz), i una sèrie de 35 casamates d'interval.
- El sector fortificat de Thionville és el sector més fortificat de tota la línia, l'únic que s'ha construït completament segons el pla, amb 7 grans ouvrages (Rochonvillers, Molvange, Soetrich, Kobenbusch, Galgenberg, Métrich i Billig), 4 petits (Immerhof, Bois-Karre, Oberheid i Sentzich) i 17 casamates.
- El sector fortificat de Boulay està format per una poderosa part occidental, però la part oriental és incompleta. En total, hi ha 4 grans ouvrages (Hackenberg, Mont-des-Welches, Michelsberg i Anzeling), 11 petits (Coucou, Hobling, Bousse, Berenbach, Bovenberg, Denting, Village-de-Coume, Annexe Sud de Coume, Annexe Nord de Coume, Coume i Mottenberg), i 17 casamates.
- El sector fortificat de Faulquemont és d'un tipus «nous fronts» incomplet, amb 5 ouvrages petits (Kerfent, Bambesch, Einseling, Laudrefang i Teting), i 8 casamates.

### La bretxa del Sarre

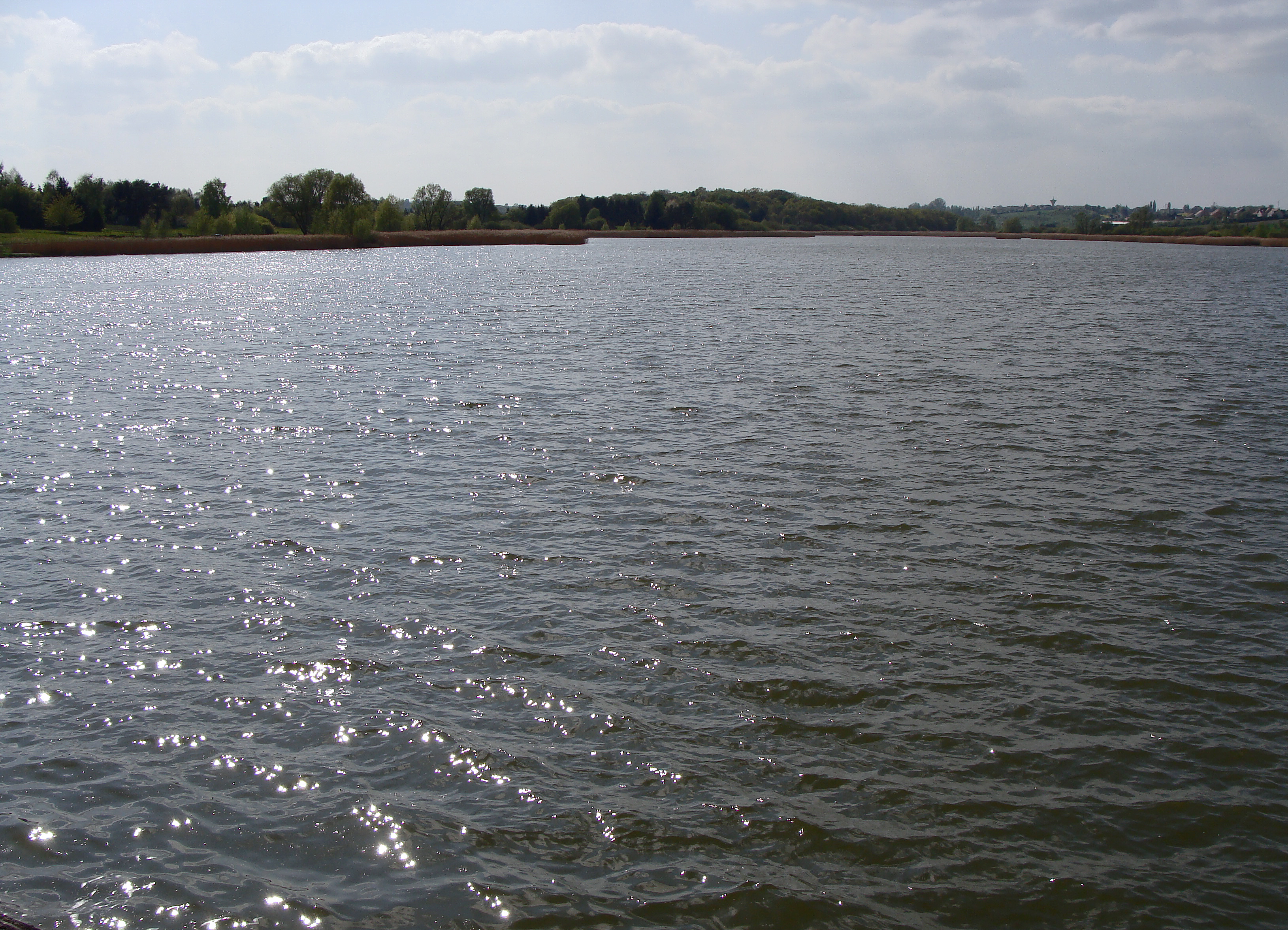
Estany artificial a Hoste-Haut, un element de la «línia Maginot aquàtica»

El 1935, el Territori de la Conca del Sarre va ser reincorporat a Alemanya després d'un plebiscit, d'aquí la creació del sector defensiu del Sarre, depenent de la 20a regió militar, perquè no hi havia res entre la regió fortificada de Metz i la del Lauter. A falta d'un pressupost, es va construir, entre 1939 i 1940, una línia de casamates del tipus STG protegides amb zones inundades artificialment (aquest sector és conegut com la «línia Maginot aquàtica»).
El 15 de març de 1940, el sector va canviar el seu nom per convertir-se en el sector fortificat del Sarre, depenent del 4t exèrcit.

### La regió fortificada del Lauter

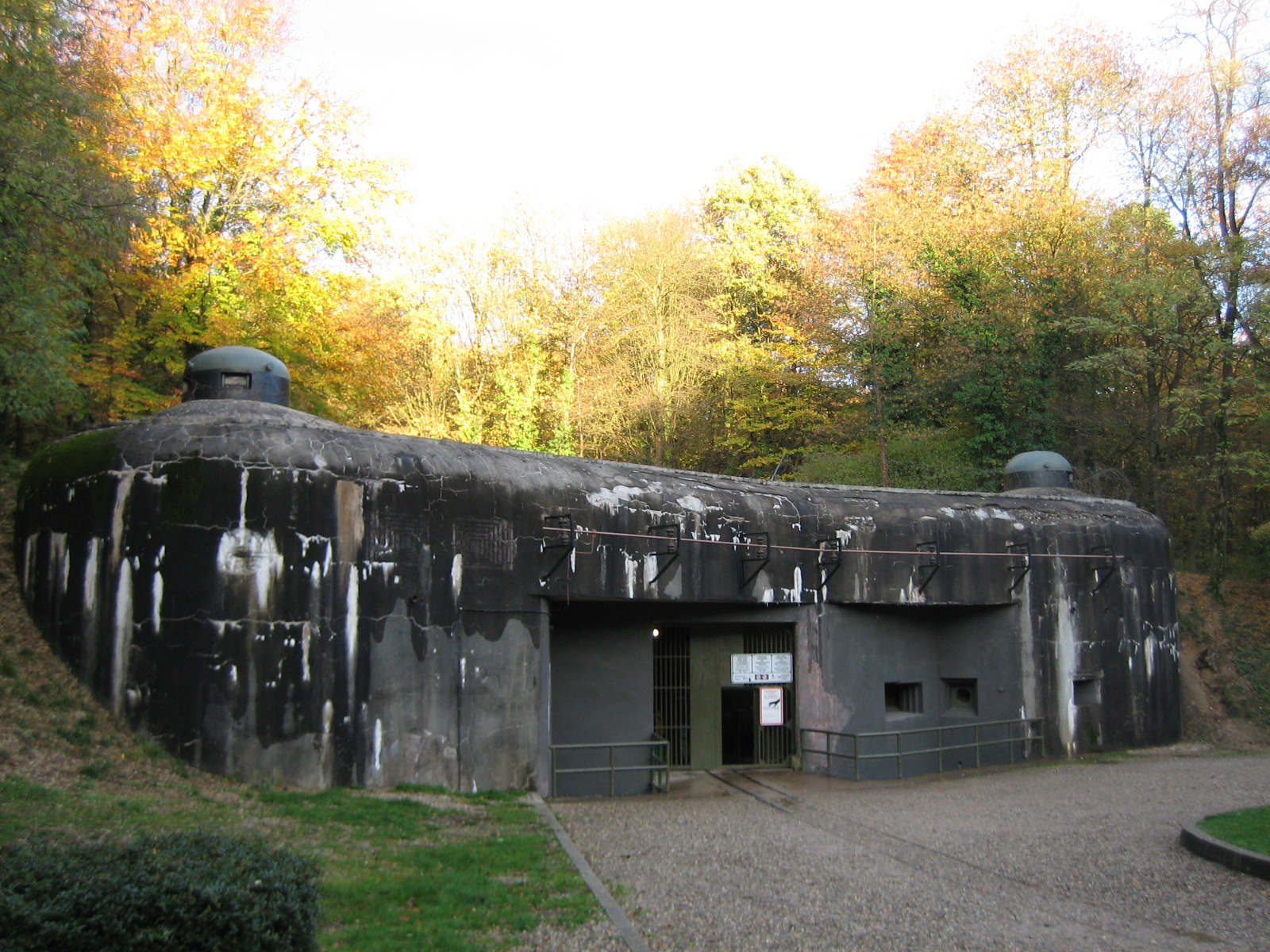
Entrada de municions de l'ouvrage de Schœnenbourg

La regió fortificada del Lauter deu el seu nom al curs d'aigua que marca la frontera entre Wissembourg i el Rin. La regió, que té 70 km d'amplada, es divideix en tres sectors:
- El sector fortificat de Rohrbach es compon de 2 grans ouvrages (Simserhof i Schiesseck), 3 petits (Welschhof, Rohrbach i Otterbiel), i 25 casamates d'interval.

- El sector fortificat dels Vosges, que es beneficia de la protecció dels relleus, és menys poderós que els seus veïns, amb 2 grans ouvrages (Grand-Hohékirkel i Four-à-Chaux), 1 petit (Lembach), i 33 casamates.

- El sector fortificat d'Haguenau té una poderosa a la part occidental amb dos grans ouvrages (Hochwald i Schœnenbourg), però la seva dreta és una simple línia de casamates fins al Rin, amb un total de 54.

### La línia del Rin
L'encreuament del Rin (més o menys 200 m d'ample) està prohibit amb la construcció de dues línies de defensa a principis de 1930. D'una banda, una primera línia de casamates CORF a la vora del marge esquerre del riu («línia de la riba»), d'altra banda, una segona línia una mica més enrere, composta per búnquers MOM i casamates CORF («línia de refugi»). A partir de 1931, es va iniciar la construcció d'una tercera línia (coneguda com la «línia dels poblets»), també formada per casamates CORF.
El total consta de 85 casamates CORF d'infanteria, complementats per una multitud de búnquers MOM, però sense cap tipus d'artilleria. El conjunt es divideix en tres sectors de nord a sud:
- Sector fortificat del Baix Rin,
- Sector fortificat de Colmar,
- Sector fortificat de Mulhouse.

### Frontera franco-suïssa
En el cas d'un atac alemany des de Suïssa, el Comité va preveure en 1926 la construcció d'una poderosa regió fortificada del Rin fins al Jura, davant de la plaça fortificada de Belfort; la hipòtesi es va considerar inversemblant i la construcció es va retardar i després es va abandonar. La remilitarització de la regió de Renània (el 7 de març de 1936) pels alemanys va conduir a l'enfortiment dels forts Séré de Rivières al voltant de Belfort i la construcció d'una línia de casamates STG en arc de cercle a 12 km de Basilea. La regió fortificada de Belfort va ser reemplaçada per dos sectors defensius a partir de setembre de 1939 (SF Altkirch i SF Montbéliard).
El departament de Doubs, a la frontera franco-suïssa, està molt fortificat (7 casamates STG i, sobretot, búnquers MOM), confiant en el relleu del Jura, prop de Doubs, i en els antics forts de Séré de Rivières (SF Jura).

## La línia Maginot del sud-est

### La defensa natural dels Alps
En comparació amb la línia Maginot del nord-est, la línia Maginot del sud-est (alpina) s'organitza de manera diferent. De fet, el terreny muntanyós dels Alps facilita la defensa. Per a un exèrcit, és més difícil avançar entre les muntanyes altes que per les grans planes del nord-est de França. Per tant, les estructures de la línia Alpina es configuren per bloquejar importants punts de pas (passos i punts d'accés a les valls) i no en una línia contínua. No és, com al nord-est, una línia de foc contínua, sinó una barrera puntual sòlida, ja sigui en acció frontal o en flanqueig.

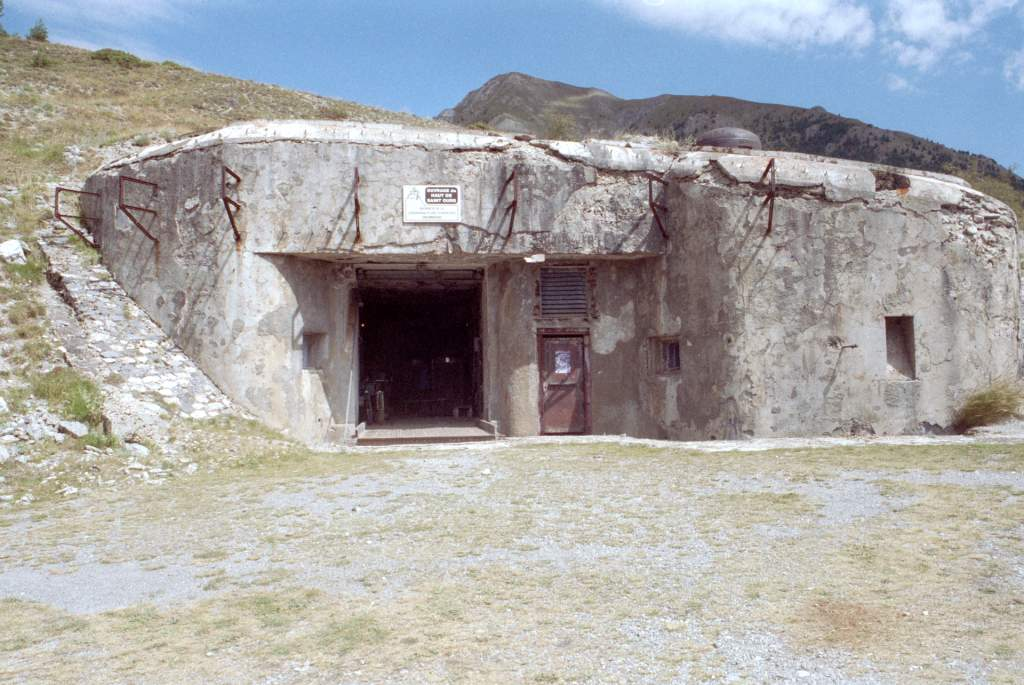
L'entrada a l'ouvrage de Saint-Ours Haut, típic dels grans ouvrages dels Alps
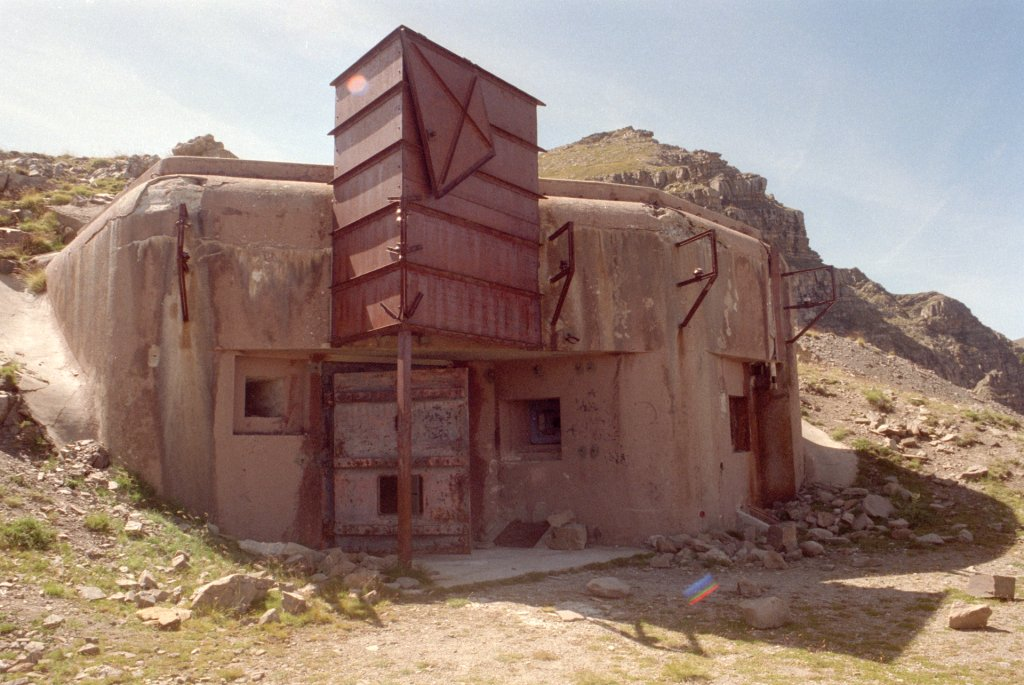
Entrada a l'ouvrage del Col-de-la-Moutière. L'estructura metàl·lica que hi ha a sobre de la porta permet l'accés quan la neu cobreix el bloc

Tanmateix, es pot observar que aquestes grans ouvrages estan menys armats (l'artilleria pesada és pràcticament impossible d'instal·lar a la muntanya) i fins i tot alguns manquen de sistemes de filtració d'aire contra els gasos de combat (un atac amb gas en altitud pràcticament no té efecte). La part sud-est de la línia Maginot se subdivideix en quatre sectors:

### El sector fortificat de Savoia
Organitzat al voltant de Bourg-Saint-Maurice i de la vall de la Mauriena, el sector fortificat de Savoia se centra principalment a defensar l'accés a la vall de la Mauriena al voltant de Modane, en particular amb el grans ouvrages del Sapey, de Saint-Gobain, de Saint-Antoine, del Lavoir i del Pas-du-Roc, els petits ouvrages de l'Arrondaz i de les Rochilles, així com diversos posts d'avançada.
La defensa de Bourg-Saint-Maurice es va limitar a uns petits ouvrages d'infanteria (Versoyen, Châtelard i Cave-à-Canon), coberts per antics forts.

### El sector fortificat del Delfinat
Concentrats al voltant de Briançon i a la vall de l'Ubaye, els ouvrages del sector del Delfinat van barrar els importants punts de pas cap a Briançon (coll de Montgenèvre, coll de l'Échelle) i d'entrada a la vall de l'Ubaye (coll de Larche, punts d'accés a la vall de la Stura...).
Al voltant de Briançon trobem el gran ouvrage del Janus, així com els petits ouvrages del Col-de-Buffer (inacabat), del Col-du-Granon (també sense acabar), dels Aittes i del Gondran E.
La posició de la vall de l'Ubaye és la més important, amb 3 grans ouvrages (Roche-la-Croix, Saint-Ours Haut, i Restefond (inacabat per l'altitud, més de 2700 m, el més alt de la línia)), cinc petits ouvrages (Plate-Lombarde, Saint-Ours Bas, Col-de-Restefond, Granges-Communes, i Col-de-la-Moutière), i el post d'avançada de Larche.

### El sector fortificat dels Alps-Marítims
El sector fortificat dels Alps-Marítims (SFAM) completa la línia des del coll de la Bonette fins a la mar Mediterrània a Menton, allargant-se per les valls dels rius Tinée i Vésubie, al voltant de Sospèl, per acabar als peus de Cap Martin, a prop de Menton. Aquesta zona fortament protegida tanca tots els accés al llarg d'aquestes valls.
Es poden trobar els següents ouvrages (de nord a sud): Col-de-Crous, Col-de-la-Valette, Fressinéa, Rimplas (el primer ouvrage de la línia Maginot, iniciat el 1928), Valdeblore, inacabat), Valdeblore, Séréna (inacabat), Col-du-Caire-Gros (inacabat), Col-du-Fort (inacabat), Gordolon, Flaut, Baisse-Saint-Vérant (inacabat), Plan-Caval (inacabat), La Béole, Col-d'Agnon, La Déa, Col-de-Brouis, Monte-Grosso, Champ-de-Tir-de-l'Agaisen, Agaisen, Saint-Roch, Barbonnet, Castillon, Col-des-Banquettes, Sainte-Agnès, Col-de-Garde, Mont-Agel, Roquebrune, Croupe-du-Réservoir, i Cap-Martin.
Aquestes diferents fortificacions es completen amb 16 post d'avançada (els més meridionals són Collet-du-Pilon i Pont-Saint-Louis).

## Ús durant la Segona guerra mundial

### La mobilització de 1939
La primera missió de la línia és evitar un atac sobtat durant la mobilització (que dura 15 dies), per la qual cosa ha d'estar operativa amb totes les seves forces abans de la declaració de guerra. Com a conseqüència, els ouvrages es posen en «alerta» quan la situació internacional es torna tensa, és a dir, que els ouvrages i les casemates estan ocupades en una hora pel personal actiu («Pas A», format per tropa de lleva i per professionals) i la meitat de l'armament es posa en servei. Aquest va ser el cas de març a abril de 1936 (crisi de Renània), de març a maig de 1938 (Anschluss), de setembre a octubre de 1938 (crisi dels Sudets) i del 21 d'agost de 1939 (crisi del corredor de Danzig). La propera mesura és l'«alerta reforçada», corresponent al reforç dels reservistes fronterers («Pas B1»), que permet que en un dia es posi operatiu tot l'armament. A aquesta ordre la segueix l'«ordre de seguretat», corresponent a la retirada dels reservistes no fronterers assignats a les unitats de fortalesa («Pas B2») i l'ocupació dins de tres dies de totes les posicions amb forces de guerra. A continuació, s'inicia l'«ordre de cobertura general», és a dir, la retirada de tots els reservistes assignats a les unitats actives que permeten l'establiment dins de sis dies de 25 divisions al llarg de la frontera.
Aquesta mobilització parcial ja s'havia iniciat entre el 23 de setembre de 1938 fins al 6 d'octubre del mateix any. El 24 d'agost de 1939, es va ordenar l'alerta reforçada juntament amb el dispositiu de seguretat. El 25 d'agost, Alemanya va decretar la mobilització general per al dia 26. El dia 27 a mitjanit va començar l'aplicació de la cobertura general. L'1 de setembre, després de l'atac alemany a Polònia, es va decidir la mobilització general francesa, aplicable a partir de la mitjanit del 2 de setembre; la frontera amb Alemanya es va tancar i els habitants de la zona fronterera són evacuats (sobretot Estrasburg). El 3 de setembre de 1939, França va declarar la guerra a Alemanya.

### La Guerra de Broma
Durant els primers dies de la guerra, les forces franceses i la Wehrmacht alemanya van romandre en les seves respectives posicions, a diversos quilòmetres de la frontera. Del 9 al 21 de setembre de 1939, es van utilitzar a l'ofensiva Saar el 4t i 5è Exèrcit francès, inclosos alguns elements d'infanteria de fortalesa.
Els ouvrages no intervenen, per manca d'objectius a destruir, a excepció d'algunes torretes per donar suport als cossos francs (per part dels ouvrages Simserhof, Grand Hohékirkel, Four-à-Chaux i Hochwald) .

### Maig de 1940
El 10 de maig de 1940, la Wehrmacht va passar a l'ofensiva a través de Luxemburg, Bèlgica i els Països Baixos. El seu eix principal evita els sectors més poderosos de la línia Maginot, deixant enrere la posició avançada de Longwy (de l'11 al 13 de maig, eventualment evacuada pels francesos) abans de penetrar pel sector defensiu de les Ardenes (a Monthermé) i la zona fortificada de Montmédy (a Sedan) del 13 al 15 de maig.
Les fortificacions al nord-oest d'aquest trencament van ser capturades amb l'avanç alemany: primer el sector de Maubeuge (16 i 23 de maig), després el sector de l'Escaut (de 22 a 27 maig) i finalment el sector de Flandes (durant la batalla de Dunkerque, del 25 de maig al 3 de juny). Aquestes diverses àrees estaven feblement fortificades i no contenien ouvrages d'artilleria: les casamates son ocupades ràpidament per les tropes alemanyes, mentre que alguns ouvrages d'infanteria (Les Sarts, Bersillies, La Salmagne, Boussois i Eth) es van rendir després que van ser neutralitzat amb trets contra les espitlleres i que les entrades d'aire i dels sistemes de ventilació van ser destruïts.
Hi ha un cas concret, l'ouvrage de La Ferte, que es troba al final del sector de Montmédy; es tracta d'un petit ouvrage d'infanteria aïllat (dos blocs, amb set campanes i una torreta), que van ser destruïdes per peoners alemanys armats amb explosius (del 17 al 19 de maig), i la tropa de l'ouvrage va morir asfixiada.

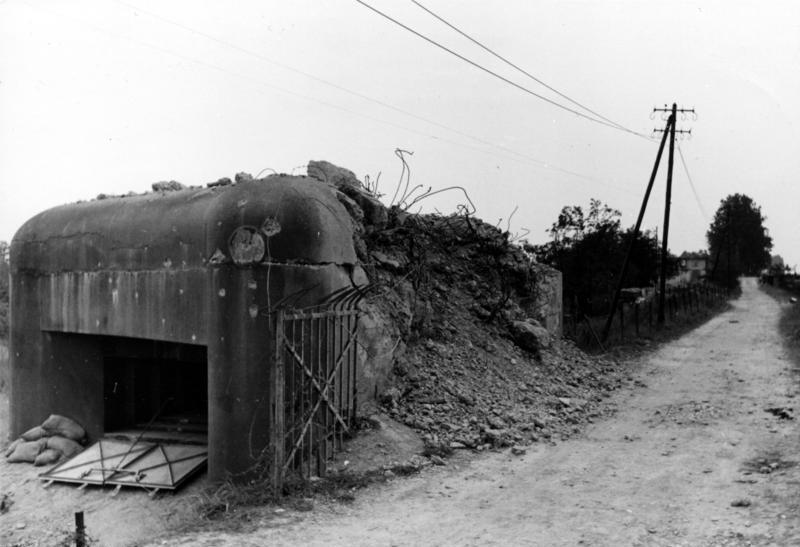
Casamata abandonada després del bombardeig d'una de les seves parets
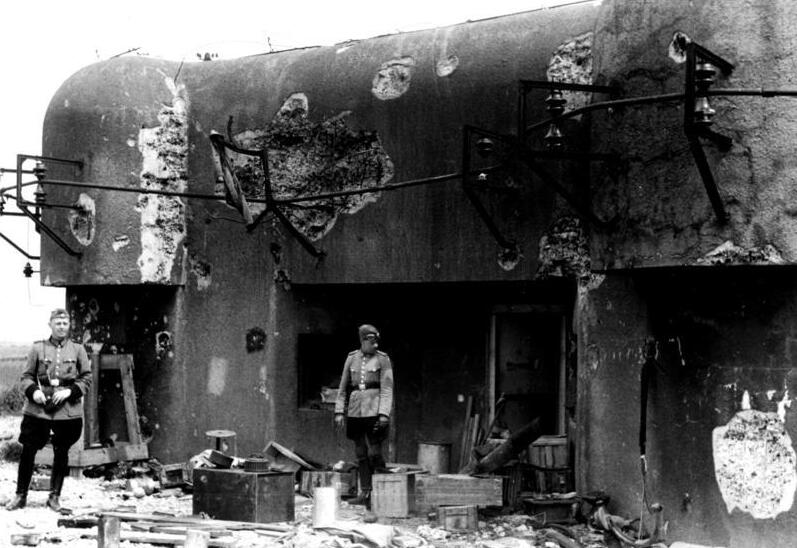
Policies alemanys (OrPo) posant davant la façana d'una casamata destruïda
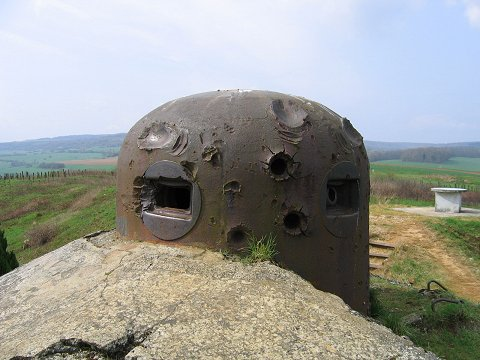
Campana GFM de l'ouvrage de La Ferté, marcada pels impactes d'obusos
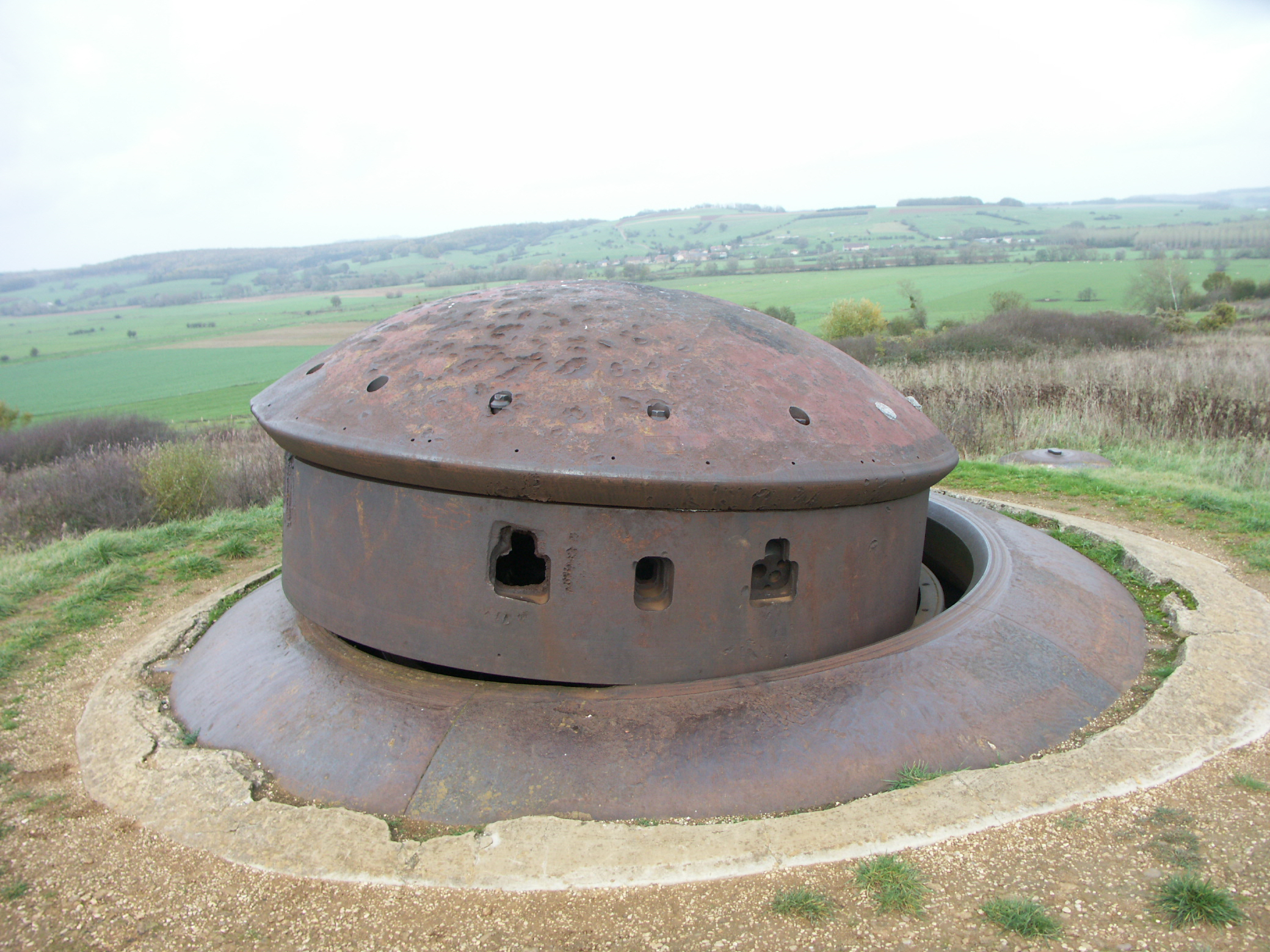
Torreta per dues armes mixtes arrancada del seu lloc per una càrrega explosiva (ouvrage de La Ferté)

### Juny de 1940
Els dies 5 i 9 de juny, els exèrcits alemanys van tornar a fer front al Somme i a l'Aisne. El 12 de juny, les tropes franceses a Lorena van haver d'abandonar el sud per evitar el seu encerclament. Al mateix temps, es va ordenar al grup d'exèrcits C alemany (Heeresgruppe C) d'atacar de front els sectors més febles de la línia Maginot a Alsàcia-Lorena, és a dir, entre els rius Saar i Rin. L'atac es troba amb un dispositiu afeblit perquè, al contrari del del pla de defensa inicial, es va retirar una part de les tropes d'interval, que hauria de protegir l'àrea entre les fortificacions, per evitar que es vegin envoltades per l'enemic.
- En el Saar (Operació Tiger), l'1er Exèrcit alemany va atacar la primera línia de casamates STG el 14 de juny. El 15 van prendre les dues línies, després de l'evacuació de tropes d'interval franceses durant la nit del 14 al 15. Les forces alemanyes es van desplegar a la part posterior dels ouvrages de Lorena durant el 17 de juny, i es va cancel·lar l'evacuació dels ouvrages .
- Al Rin (Operació Kleiner Bär), el 7è Exèrcit alemany va establir caps de pont a la riba esquerra, entre Rhinau i Neuf-Brisach, el 15 de juny, just abans que els francesos fossin evacuats (el 17 de juny), fet que els va permetre prendre Colmar. El 19, els alemanys van ocupar Belfort. Les tropes franceses es van retirar cap al sud, però finalment es van rendir entre el 21 i 25 de juny. Els ouvrages van quedar envoltats, cosa que va permetre als alemanys atacar-los amb més facilitat.

El 19 de juny, els alemanys van aconseguir un avanç en el sector dels Vosges, malgrat els trets de l'ouvrage del Four-à-Chaux. El dia 20, va ser el torn de les casamates de l'altiplà d'Aschbach, que van resistir gràcies al suport de l'artilleria de l'ouvrage de Schœnenbourg. Les casamates, i especialment els ouvrages, van ser bombardejats per stukas i artilleria pesada (l'ouvrage de Schœnenbourg va rebre l'impacte de 160 bombes, 50 obusos de 420 mm i 33 obusos de 280 mm) En altres zones, els alemanys es van limitar principalment a disparar contra les parets posteriors i contra les espitlleres dels blocs, que, després de diverses hores de trets, finalment van perforar el formigó i l'acer de les campanes.
Al sector de Faulquemont, l'ouvrage del Bambesch és atacat el dia 20 per un canó de 88 mm, que penetra el bloc 2 i provoca la rendició de l'ouvrage. El 21, va ser el torn de l'ouvrage del Kerfent (que va acabar amb el bloc 3 perforat pels obusos de canons de 88 mm), mentre que l'ouvrage de l'Einseling va poder repel·lir els atacs gràcies al suport dels morters de 81 mm de l'ouvrage de Laudrefang. Aquest últim, així com l'ouvrege de Teting, seran fortament disparats fins a la conclusió de l'armistici.

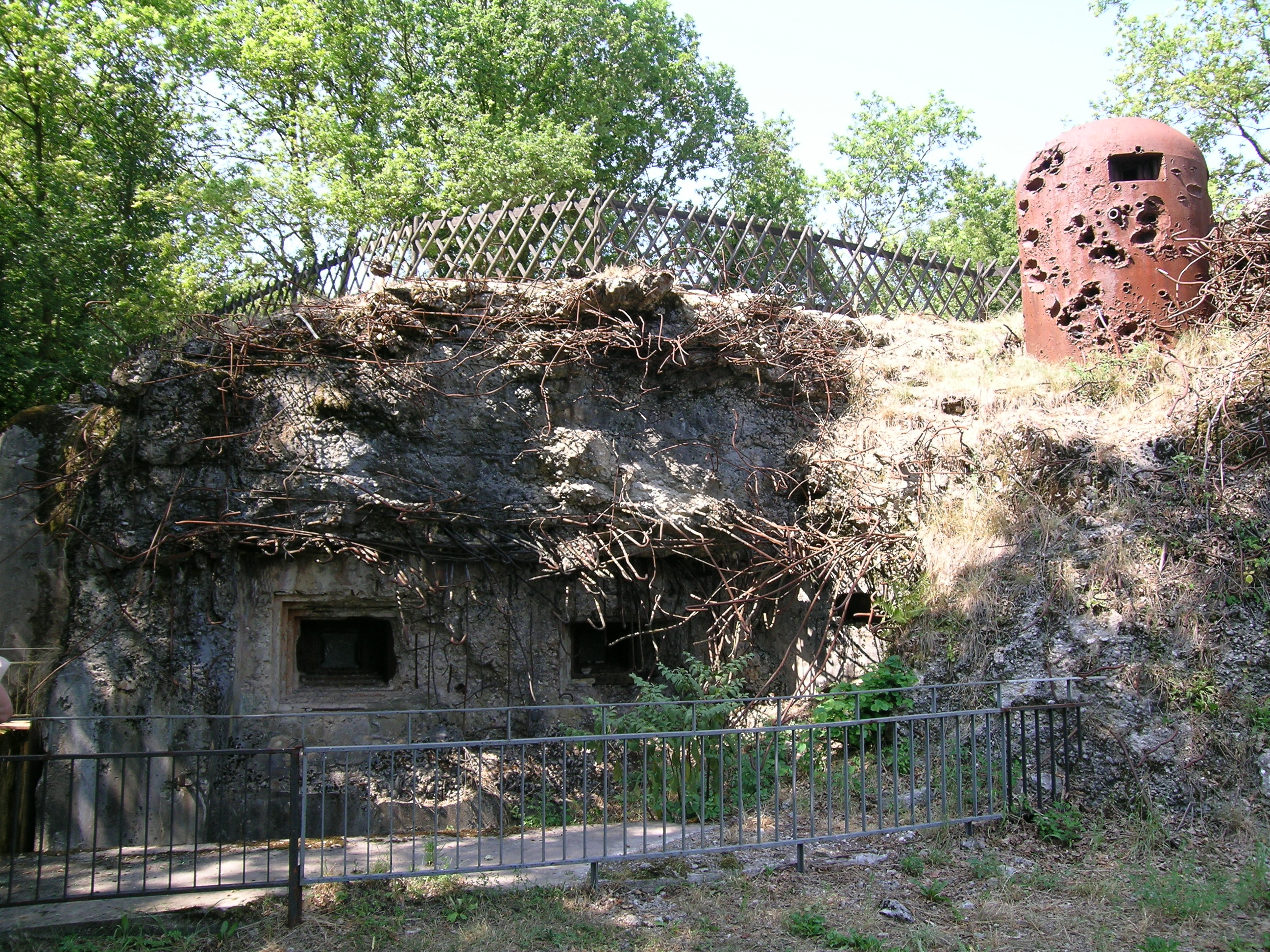
Façana d'una casamata destruïda pels obusos alemanys (bloc 2 de l'ouvrage del Bambesch)
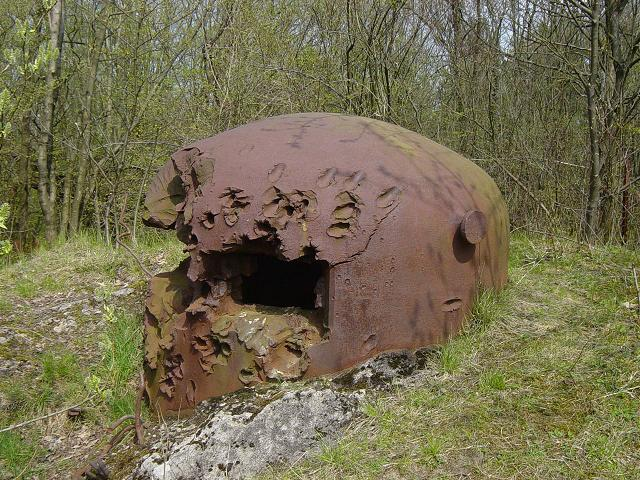
Campana GFM del bloc 2 de l'ouvrage del Kerfent, destruïda pels obusos dels canons de 88 mm i 37 mm alemanys el 21 de juny de 1940

Al sector de Crusnes, els ouvrages de la Ferme-Chappy i de Fermont són atacats el dia 21. Després d'un bombardeig previ amb artilleria pesada (210 mm Krupp i 305 mm Škoda), el bombardeig per stukas i els trets del canons de 88 mm són contestats amb els trets de l'ouvrage de Latiremont (es van disparar 1577 obusos en un dia).
En el sector de Boulay, l'ouvrage del Michelsberg va ser atacat el 22 de juny, però els tret dels ouvrages veïns (Hackenberg i Mont-des-Welsches) netegen ràpidament les rodalies.
Al sector de Rohrbach, després de la rendició del 21 de l'ouvrage de l'Haut-Poirier (bloc 3 travessat per un obús perforador de 150 mm), també es rendeix l'ouvrage del Welschhof el 24 de juny (amb el bloc 1 destruït).
L'armistici entre França i Alemanya es va signar el 22 de juny de 1940, però va entrar en vigor a partir del 25 de juny a les 0:35h, després d'haver signat un armistici entre França i Itàlia (el 24 de juny a la tarda). Els alemanys van prendre possessió dels ouvrages del nord-est del 26 de juny fins al 2 de juliol, els italians els del sud-est, i les tropres francees van ser empresonades. Els plans dels ouvrages són lliurats als alemanys

### El front italià
Els sectors fortificats del sud-est depenien en temps de pau de la 14a i 15a regió militar (Quarter General a Lió i Marsella). Van ser posats en alerta al mateix temps que els del nord-est, el 22 d'agost de 1939. L'endemà es van cridar els reservistes de les unitats de fortalesa. La mobilització general va començar el 2 de setembre, portant en quinze dies el 6è Exèrcit francès (també conegut com l'Exèrcit dels Alps), a qui es va encomanar la defensa de la frontera sud-est, fins a la seva grandària màxima. Les tropes van ocupar les seves posicions davant del regne d'Itàlia amb el qual la República Francesa no estava en guerra. Aquesta situació va continuar fins a la declaració de guerra d'Itàlia a França i el Regne Unit el 10 de juny de 1940. Des del primer dia d'hostilitats, tots els ponts i túnels dels passos van ser destruïts pels enginyers. Els italians van retardar el seu atac degut a la tardana cobertura de neu de la temporada. L'ofensiva va començar el 20 de juny, malgrat el mal temps (prohibint el bombardeig aeri).

Mapa de la batalla de França entre el 13 i 25 de juny de 1940. El front italià es troba al sud-est
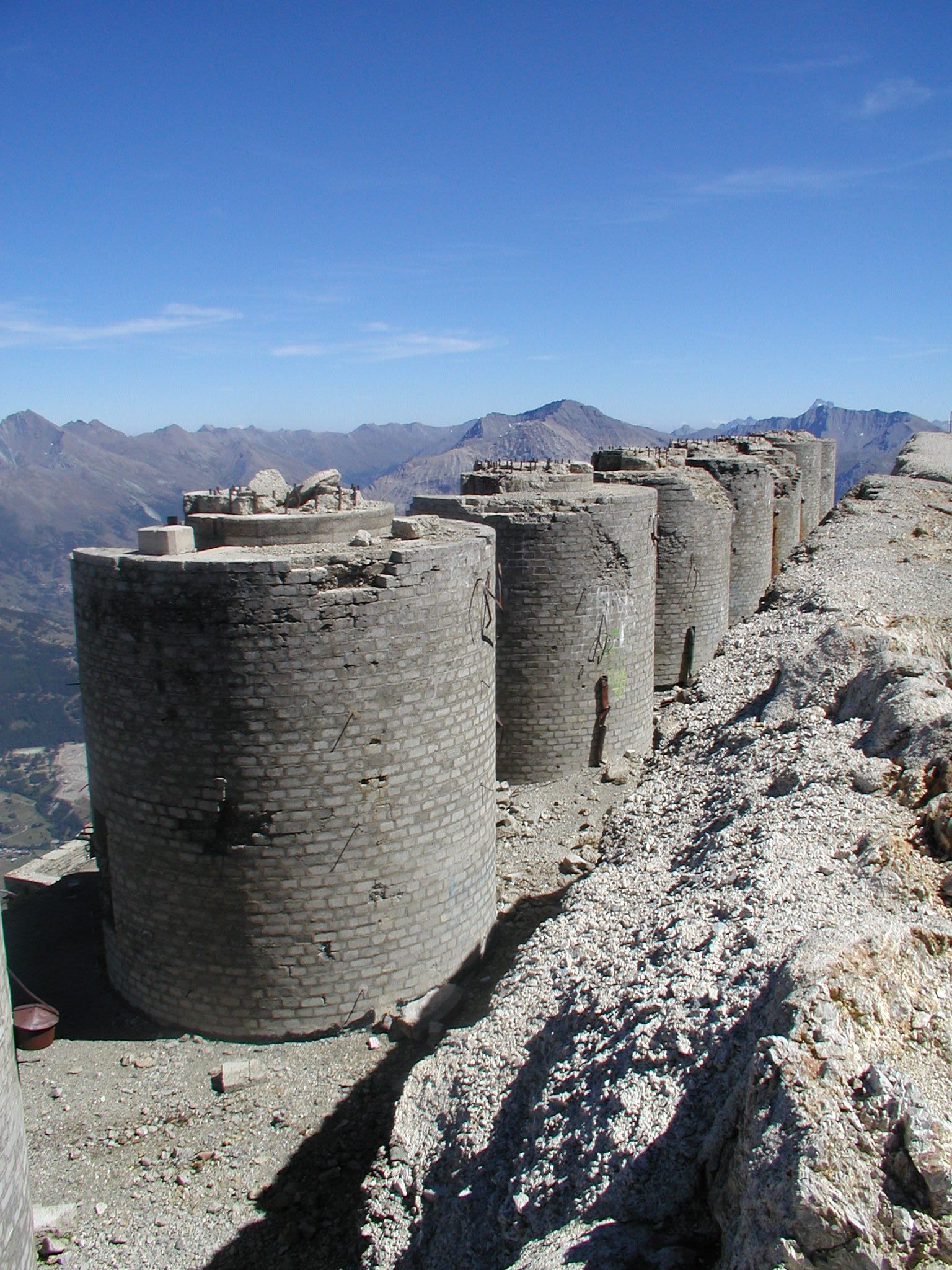
Torretes del mont Chaberton destruïdes per l'artilleria

Al sector de Savoia, els atacs del Corpo d'Armato Alpino a Tarentèsa (Operació Bernardo: els colls de la Seigne i del Petit Sant Bernat) i del 1r Corpo d'Armata a Maurienne (Coll del Mon Cenis) són bloquejats pels posts avançats i l'artilleria del ouvrage fins a l'armistici.
Al sector del Delfinat, el 4t Corpo d'Armata, que intentava ocupar Briançonès, va quedar bloquejat al coll de Montgenèvre; el 21 de juny, quatre morters francesos de 280 mm neutralitzen el fort italià del mont Chaberton (on hi havia vuit torretes d'artilleria que bombardejaven l'ouvrage del Janus). A la vall d'Ubaye, el 2n Corpo d'Armata (Operació Maddalena) va ser detingut just després del coll de Larche pels posts avançats recolzats pel trets dels ouvrages de Saint Ours Haut i Roche-la-Croix.
A la part muntanyosa del sector dels Alps-Marítims, els posts avançats no van ser gaire preocupants i ràpidament van ser eliminats pels trets dels ouvrages (Rimplas i Flaut). Els atacs són més greus al llarg de la costa a partir del 14 de juny, a causa de l'absència de neu (Operació Riviera, liderada pel 15è Corpo d'Armata): els punts de suport al llarg de la frontera van d'haver de ser evacuats el 22, una part de Menton va ser presa pels italians, però aquí també es van resistir els posts avançats francesos gràcies al foc de suport dels ouvrages (especialment els de Mont-Agel i de Cap-Martin) i les bateries d'interval.
L'armistici del 24 de juny de 1940 entre Itàlia i França es signa a Roma, amb aplicació a partir del 25 de juny a les 0:35 h. Les fortificacions del sud-est es troben a la zona d'ocupació italiana a França i són evacuades (amb part de l'equipament) abans del 5 de juliol.

### L'ocupació alemanya
Com a conseqüència de l'armistici, el nord-est queda ocupat per l'exèrcit alemany, que manté petits grups de presoners de guerra a la zona per assegurar el desminatge, el manteniment i per l'explicació del funcionament dels equips. A principis de 1941, els serveis de propaganda nazi van organitzar algunes reconstruccions filmades de la lluita de 1940: bombardeigs pesats, foc contra les espitlleres i assalt amb llançaflames.
A partir de l'estiu de 1941, es van iniciar operacions per recuperar part del armament i equips per a equipar les fortificacions alemanyes (inclòs el mur Atlàntic) o ser emmagatzemades. És retirat:
- tot l'armament d'infanteria (fusells metralladors, metralladores bessones, armes mixtes i canons antitancs de 47, 37 i 25 mm);
- dues torretes per a canons de 75 mm, una torreta de metralladores, vuit torretes per a dues armes mixtes i sis torretes per a una arma mixta i un morter;[Nota 19]
- setze campanes AM, vint-i-set campanes GFM i dues campanes LG;
- la majoria de les torretes desmontables que es trobaven en els intervals;
- la major part de l'estoc de municions (projectils de 75 mm i 81 mm que es podien utilitzar per a peces alemanyes i romaneses, i de 135 mm que servien per a explosius o mines);
- la major part dels grups electrogens (es van trobar uns quants a les bases dels submarins);
- els instruments òptics (senyalització i observació), els equips de transmissió, cables i aparells elèctrics;
- totes les xarxes ferroviàries (excepte al voltant d'alguns ouvrages).

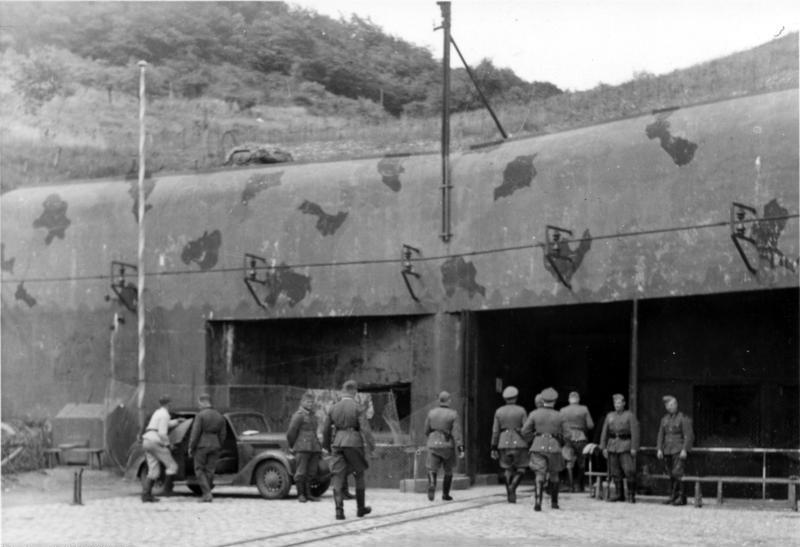
Visita de l'ouvrage de l'Hackenberg pel Generalleutnant Kurt Daluege
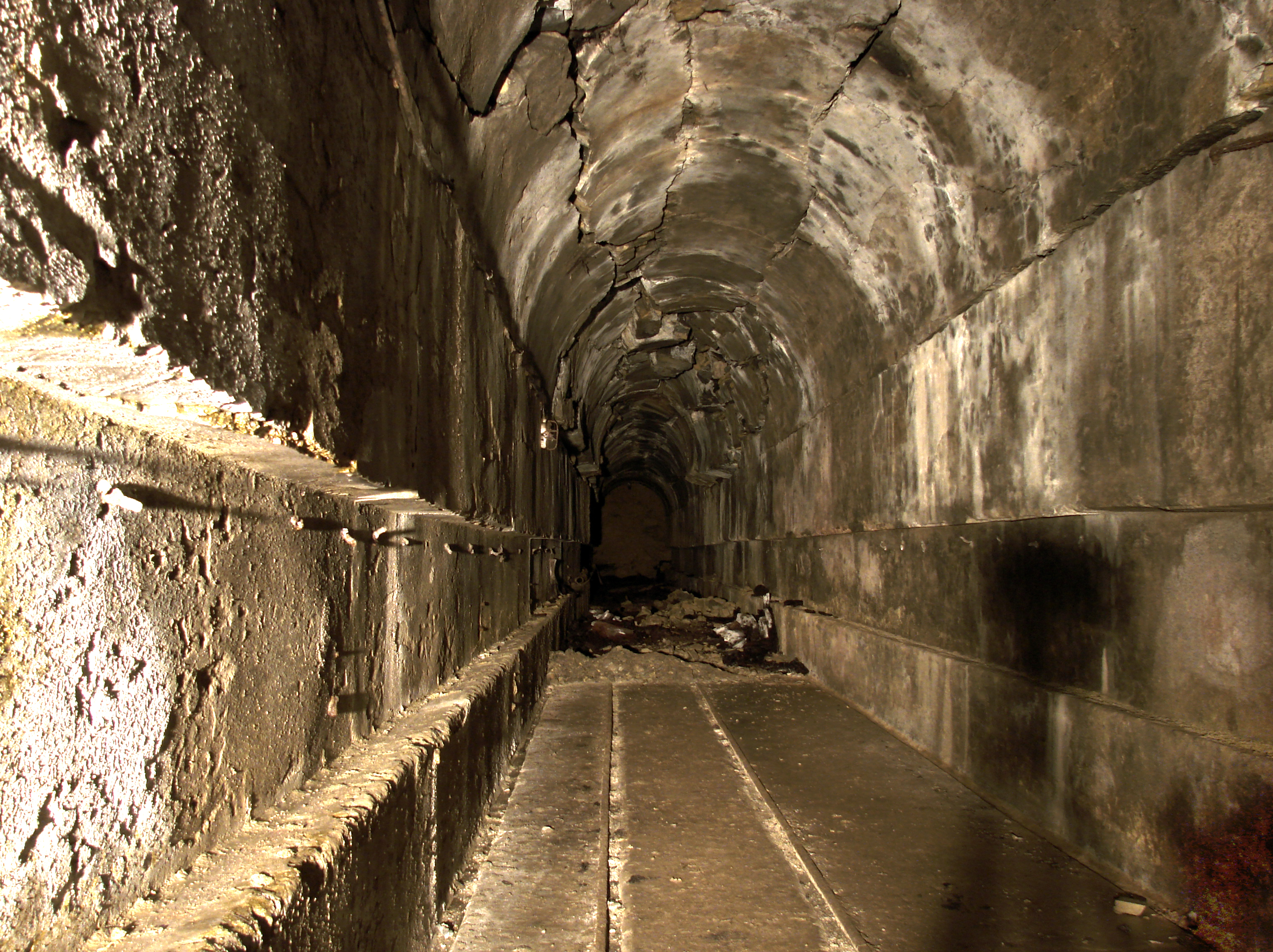
El bloc 1 de l'ouvrage del Four-à-Chaux, testimoni dels experiments alemanys; es va provar gas explosiu dins del bloc

A partir de 1944, després dels bombardeigs estatunidencs d'Alemanya i França, es van tornar a utilitzar alguns ouvrages, tres de les quals s'havien transformat, per servir en cas de necessitat, en posts de comandament subterrani per a l'estat major (Rochonvillers, Molvange i Soetrich), altres dos com a dipòsits (Mont-des-Welsches per al Reichspost, i Simserhof per a la Kriegsmarine), i cinc més com a fàbriques d'armes (Métrich, Hackenberg, Michelsberg, Anzeling i Hochwald). Aquestes fàbriques estaven ubicades al magatzem de municions dels ouvrages i treballaven els presoners o els deportats soviètics.

### Els combats de 1944-1945
Després de la derrota alemanya a l'agost de 1944 durant la batalla de Normandia, l'OKW va ordenar la rehabilitació de les fortificacions al llarg de les fronteres occidentals del Reich, no només la línia Sigfrid, sinó també les d'Alsàcia-Mosel·la (territoris annexats al juliol de 1940): els antics forts al voltant de Metz i de Thionville (que formen «l'arsenal de Metz-Thionville»), i els elements de la línia Maginot.
Les forces estatunidenques van arribar a Lorena a principis de setembre de 1944; es tractava d'elements del 3r exèrcit del general Patton que són bloquejats davant de Metz fins a principis de novembre (batalla de Metz). Alguns elements de la línia són utilitzats pels alemanys per retardar l'avanç estatunidenc, els altres són sabotejats. El 15 de novembre de 1944, la 90a ID són rebutjats pels tirs del bloc 8 de l'ouvrage de l'Hackenberg (tres canons de 75 mm en casamates servits per elements de la 19a VGD); el bloc es neutralitzat el dia 16 per un canó autopropulsat de 155 mm, que va perforar la façana, i va ser ocupat el 19. El 25, les casamates i els ouvrages del sector fortificat de Faulquemont defensades per alguns elements de la 36a VGD alemanya són preses per la 80a ID estatunidenca després d'un bombardeig amb un canó antitancs autopropulsat de 90 mm (especialment contra el bloc 3 de l'ouvrage del Bambesch). El 7 de desembre, les casamates del sector fortificat del Sarre entre Wittring i Achen són preses per assalt per la 12a AD i la 26a ID.

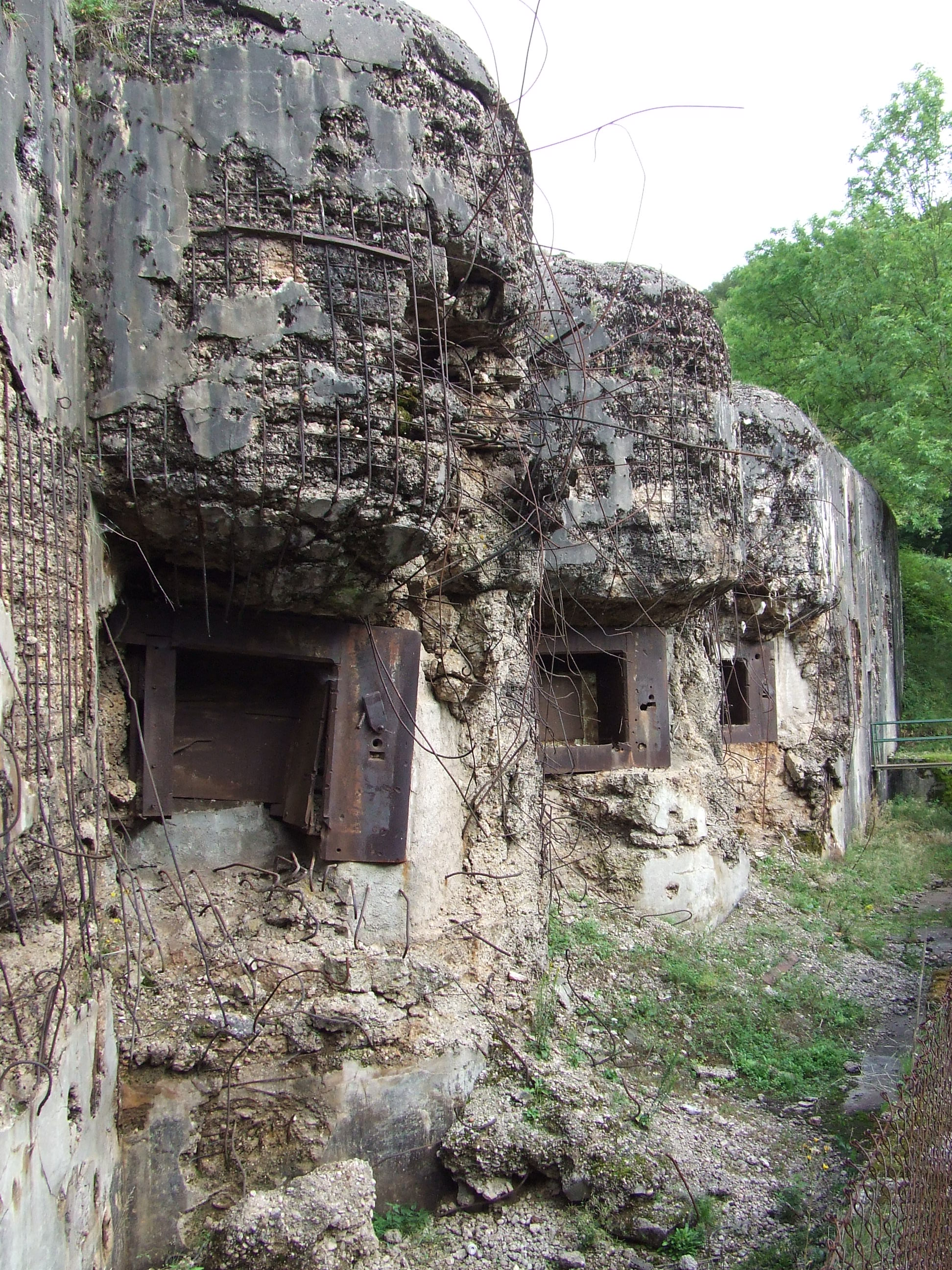
Façana del bloc 8 de l'ouvrage de l'Hackenberg, destruïda pels obusos estatunidencs als novembre de 1944
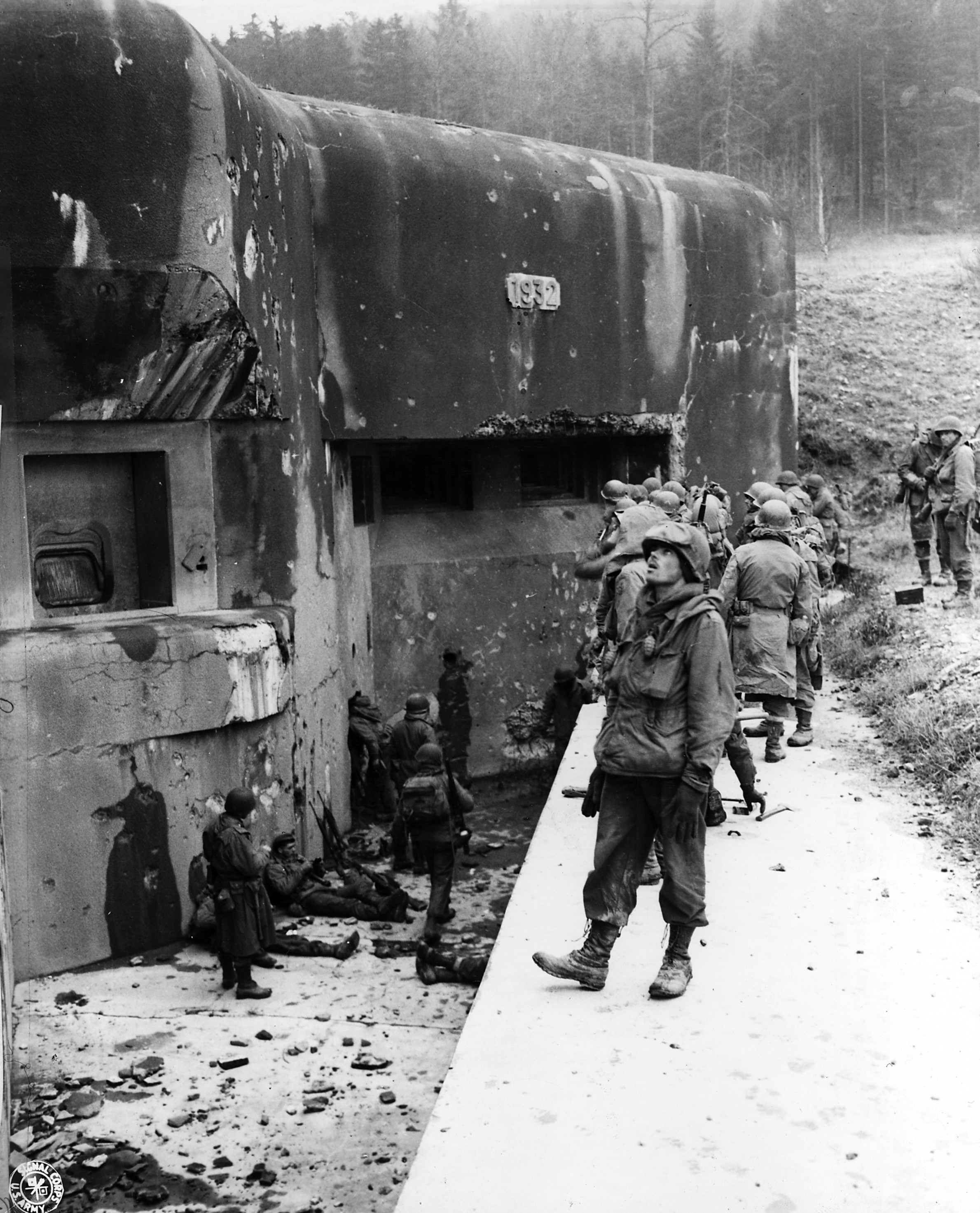
Tropes estatunidenques inspeccionat les fortificacions en 1944 (bloc 11 de l'ouvrage de l'Hochwald)

A Alsàcia, la major part de la plana va ser alliberada al novembre de 1944, excepte la bossa de Colmar. Atès que les casamates a la riba esquerra del Rin són inútils per als alemanys, són sistemàticament neutralitzades. Al nord d'Alsàcia, és el 7è Exèrcit estatunidenc del general Patch que ha de trencar; el seu XV Corps ha de passar per la regió de Bitche, on la defensa és molt més forta. La 44a ID es fa càrrec de l'ouvrage del Simserhof del 13 al 19 de desembre de 1944, i la 100a ID de l'ouvrage del Schiesseck del 17 al 21; després de molts bombardeigs amb obusos i bombes, i després dels tirs dels tancs Destroyers contra les espitlleres (bloc 5 del Simserhof), les excavadores (M4 Dozer-Tanks) van cobrir amb terra els ouvrages i la infanteria va llançar atacs la part superior contra les guarnicions alemanyes de la 25a PGD. Els estatunidencs van inutilitzar ràpidament els diferents blocs.
Totes les operacions ofensives són suspeses després de les contraofensives alemanyes a les Ardenes i al nord d'Alsàcia. La preocupació és tal que el general Charles Griveaud es cridat per informar als estatunidencs sobre com posar-los fora de perill o per utilitzar-los; finalment, les forces estatunidenques són evacuades d'Alsàcia. Durant aquesta nova ocupació, de gener a març de 1945, els alemanys van sabotejar sistemàticament les casamates i els ouvrages que encara s'estaven reparant (Hochwald i Schœnenbourg). Finalment, la 100a ID estatunidenca va recuperar la regió de Bitche durant l'Operació Undertone els dies 15 i 16 de març de 1945 (Alliberament de Bitche).

### La Guerra Freda

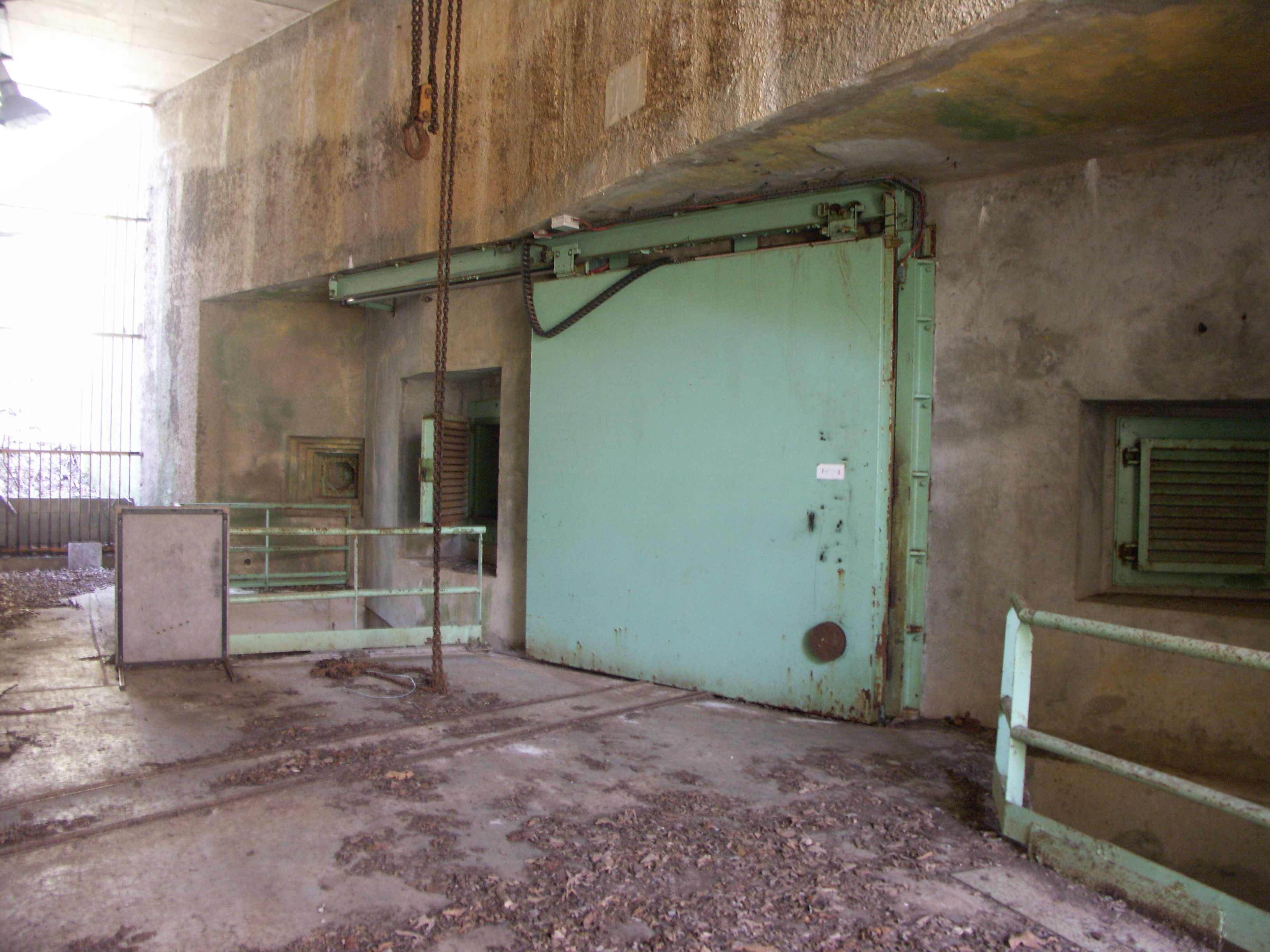
Porta antiatòmica de l'entrada de les municions de l'ouvrage de Rochonvillers, transformada en 1980-1981 en post de comandament subterrani

Després de la guerra, l'exèrcit francès va reconstruir la línia, que ja no era operacional a causa d'una part pels dany soferts durant els combats de 1940 i 1944, i per altra part pel desmantellament (en benefici del Mur Atlàntic) i pels experiments. A partir de març de 1946, després de l'inventari, els enginyers militars van dur a terme una restauració parcial (a partir de peces de recanvi) per a alguns casos, mentre que per a altres es van prendre mesures de conservació (neteja i tancament).
A partir de 1949, l'inici de la Guerra Freda i la creació de l'OTAN davant l'amenaça soviètica van impulsar l'acceleració de la rehabilitació de la línia Maginot (prioritzant els generadors i les torretes d'artilleria). El 1950 es va crear una organització de fortificacions: el Comitè Tècnic de Fortificacions (Comité Technique des Fortifications, CTF). A més de la rehabilitació, el Comitè necessitava modernitzar la línia, incloent projectes per protegir contra l'explosió d'armes nuclears, desenvolupar nou material (míssils antitancs, substituir els fusells de 75 mm per fusells de 105 mm), millora de les campanes, millors xarxes de transmissió, instal·lació de camps de mines, entrada d'aire a través de les roques, etc.).
En el marc teòric del dispositiu de rereguarda de les forces de l'OTAN, els francesos van dissenyar tres «espigons fortificats», rehabilitats amb prioritat entre 1951 i 1953: espigó de Rochonvillers (Rochonvillers, Bréhain, Molvange i Immerhof), espigó de Bitche (Simserhof, Schiesseck, Otterbiel i Grand-Hohékirkel), i espigó d'Haguenau (Four-à-Chaux, Lembach, Hochwald i Schœnenbourg). Es van planificar altres tres espigons com a prioritat secundària: espigó de Crusnes (Fermont i Latiremont), espigó de Thionville (de Soetrich fins a Billig), i espigó de Boulay (d'Hackenberg fins a Dentig). Les obres no es van limitar a aquests espigons; són rehabilitats els ouvrages del sud-est (Alps), es repara la zona inundada del sector de Sarre (estanys, embassaments i dics), i es reparen molts ouvrages que van ser destrossat pels obusos. Com faltava una part de l'armament, es rellança la producció dels diferents models a partir de 1952.
Es van transferir dos ouvrages a la Força Aèria francesa per fer bases de radar: Mont-Agel el 1954 (en 1960 es va convertir en la Base Aèria 943 de Roquebrune-Cap-Martin) i Hochwald el 1956 (en 1960 es va convertir en la Base Aèria 901 de Drachenbronn).

## Conversió a museu

### Abandonament
El 1960, tots els treballs es van aturar i els projectes van ser cancel·lats. Els ouvrages van ser abandonats de forma gradual a partir de 1964 perquè «no tenien cap paper que jugar en els plans de l'OTAN»; la distensió i els míssils nuclears utilitzats com a elements de dissuasió (l'explosió de la primera arma nuclear francesa es va produir al febrer de 1960) fan que les fortificacions de la línia siguin obsoletes.
L'exèrcit francès va abandonar els ouvrages (excepte Hochwald, Rochonvillers, Molvange i Soetrich), i va començar a vendre els terrenys (primera venda de casemates el 1970, venda de l'ouvrage d'Aumetz el 1972, del Mauvais-Bois el 1973, etc.). La majoria de les casamates i blocs tenen ferralla, i en general són vandalitzats i saquejats (sobretot els cables de coure), d'aquí l'enterrament d'algunes entrades.
En el cas de l'ouvrage de Rochonvillers, les instal·lacions subterrànies van ser utilitzades per l'OTAN des de 1952 fins a 1967 com a post de comandament del Grup Central de l'Exèrcit (CENTAG), abans que es transformés en un post de comandament subterrani per al 1r Exèrcit francès; es van protegir les entrades d'atacs NBQ, es van modernitzar les fàbriques i els quarters, el magatzem de municions es va transformar en un centre operatiu, i es van col·locar antenes a la part superior. Al maig de 1997, es va desmantellar el post de comandament.

### Restauració i obertures al públic
Si alguns ouvrages continuen sent propietat de l'exèrcit, la majoria han estat adquirits per municipis o és propietat privada.
Avui en dia, diverses associacions s'han encarregat de determinats ouvrages i els han restablert, obrint així al públic una part de la història francesa poc coneguda fins ara. Alguns ouvrages estan oberts gairebé tots els dies, d'altres només en determinats dies. Els principals ouvrages oberts al públic són, d'oest a est i de nord a sud:
- l'ouvrage de La Salmagne, a Vieux-Reng;
- l'ouvrage de La Ferté, a La Ferté-sur-Chiers;[31]
- l'ouvrage de Fermont, a Montigny-sur-Chiers;
- l'ouvrage de l'Immerhof, a Hettange-Grande;
- l'ouvrage del Bois-Karre, a Boust;[32]
- l'ouvrage del Galgenberg, a Cattenom;[32]
- l'ouvrage del Hackenberg, a Veckring;
- l'ouvrage del Bambesch, a Bambiderstroff;
- l'ouvrage del Simserhof, a Siersthal;
- l'ouvrage de Rohrbach («fort Casso»), a Rohrbach-lès-Bitche;
- una secció de la «línia Maginot aquàtica»,[33] a Barst;
- l'ouvrage del Four-à-Chaux, a Lembach;
- l'ouvrage de Schœnenbourg, a Ingolsheim;
- l'ouvrage de Saint-Gobain, a Modane;
- l'ouvrage del Gondran E, a Montgenèvre;
- l'ouvrage dels Aittes, a Cervieras;
- els ouvrages de Saint-Ours Haut, Saint-Ours Bas i de Roche-la-Croix, a Val-d'Oronaye;
- l'ouvrage de Sainte-Agnès, a Santa Anha;
- l'ouvrage de Cap-Martin a Roquebrune-Cap-Martin.